# Плей-офф Кубка Стэнли 2020
Плей-офф Кубка Стэнли 2020 стартовал 1 августа 2020 года среди 24 команд лиги (по 12 от каждой конференции).
12 марта 2020 года из-за пандемии коронавируса регулярный чемпионат НХЛ был остановлен и в итоге так и не был доигран. 26 мая комиссар лиги Гэри Беттмэн объявил, что сезон возобновится со стадии плей-офф, в который попадут по 12 команд от каждой конференции с наилучшим процентом набранных очков на момент остановки чемпионата.
27 августа лига приостановила на два дня розыгрыш Кубка Стэнли в знак солидарности с протестующими против расизма и полицейского насилия в США.
В финале встретились «Тампа-Бэй Лайтнинг» и «Даллас Старз», где в шести матчах сильнее оказались «Лайтнинг». Самым ценным игроком плей-офф был признан защитник чемпионов Виктор Хедман.
За всё время проведения плей-офф 2020, у игроков, сотрудников клубов и лиги было взято 33 174 теста на COVID-19, ни один из которых не показал положительного результата.

## Формат плей-офф
Всего в плей-офф участвуют 24 команды, по 12 от каждой конференции. 4 команды из каждой конференции с наилучшим процентом набранных очков в регулярном чемпионате разделены на две группы, где проводят между собой по одному матчу для определения посева в первом раунде плей-офф. Остальные 16 команд встречаются в квалификационном раунде плей-офф в серии до трёх побед. Победители квалификационного раунда выходят в первый раунд где встречаются с командами группового этапа. После квалификационного и первого раундов проводится процедура перепосева команд. Начиная с первого раунда все серии плей-офф проводятся до четырёх побед. Матчи группового этапа проходят по правилам регулярного чемпионата, а матчи квалификационного раунда по правилам плей-офф.

## Города и арены
Все матчи до финалов конференций проводились на двух аренах в двух заранее определённых городах, отдельно для каждой конференции, в которых были организованны специальные зоны — «пузыри». Матчи финалов конференций и финала Кубка Стэнли состоялись в одном городе. 10 июля было объявлено, что Эдмонтон и Торонто примут матчи плей-офф. В Торонто матчи проводили команды Восточной конференции на «Скоушабэнк-арене», а в Эдмонтоне на «Роджерс Плэйс» команды Западной конференции. Также в Эдмонтоне состоялись финалы обеих конференций и финал Кубка Стэнли. Все матчи проходили без зрителей.
| Эдмонтон      | Роджерс Плэйс Скоушабэнк-аренаАрены плей-офф Кубка Стэнли 2020 | Торонто          |
| Роджерс Плэйс | Роджерс Плэйс Скоушабэнк-аренаАрены плей-офф Кубка Стэнли 2020 | Скоушабэнк-арена |
|               | Роджерс Плэйс Скоушабэнк-аренаАрены плей-офф Кубка Стэнли 2020 |                  |

## Участники плей-офф

### Восточная конференция

#### Команды группового раунда
1. «Бостон Брюинз» — чемпион Атлантического дивизиона, победитель Восточной конференции, обладатель Президентского Кубка — 71,4%;
2. «Тампа-Бэй Лайтнинг» — 65,7 %;
3. «Вашингтон Кэпиталз» — чемпион Столичного дивизиона — 65,2 %;
4. «Филадельфия Флайерз» — 64,5 %.

#### Команды квалификационного раунда
1. «Питтсбург Пингвинз» — 62,3 %;
2. «Каролина Харрикейнз» — 59,6 %;
3. «Нью-Йорк Айлендерс» — 58,8 %;
4. «Торонто Мейпл Лифс» — 57,9 % (28 ВО);
5. «Коламбус Блю Джекетс» — 57,9 % (25 ВО);
6. «Флорида Пантерз» — 56,5 %;
7. «Нью-Йорк Рейнджерс» — 56,4 %;
8. «Монреаль Канадиенс» — 50 %.

### Западная конференция

#### Команды группового раунда
1. «Сент-Луис Блюз» — чемпион Центрального дивизиона, победитель Западной конференции — 66,2 %;
2. «Колорадо Эвеланш» — 65,7 %;
3. «Вегас Голден Найтс» — чемпион Тихоокеанского дивизиона — 60,6 %;
4. «Даллас Старз» — 59,4 %.

#### Команды квалификационного раунда
1. «Эдмонтон Ойлерз» — 58,5 %;
2. «Нэшвилл Предаторз» — 56,5 % (28 ВО);
3. «Ванкувер Кэнакс» — 56,5 % (27 ВО);
4. «Калгари Флэймз» — 56,4 %;
5. «Виннипег Джетс» — 56,3 %;
6. «Миннесота Уайлд» — 55,8 %;
7. «Аризона Койотис» — 52,9 %;
8. «Чикаго Блэкхокс» — 51,4 %.

## Выставочные матчи
Перед стартом плей-офф каждая команда провела по одному выставочному матчу.
| Дата    | Место                     | Хозяева              | Гости               | Счёт       |
| ------- | ------------------------- | -------------------- | ------------------- | ---------- |
| 28 июля | Торонто, Скоушабэнк-арена | Филадельфия Флайерз  | Питтсбург Пингвинз  | 3 : 2 (ОТ) |
| 28 июля | Торонто, Скоушабэнк-арена | Монреаль Канадиенс   | Торонто Мейпл Лифс  | 2 : 4      |
| 28 июля | Эдмонтон, Роджерс Плэйс   | Калгари Флэймз       | Эдмонтон Ойлерз     | 1 : 4      |
| 29 июля | Торонто, Скоушабэнк-арена | Флорида Пантерз      | Тампа-Бэй Лайтнинг  | 0 : 5      |
| 29 июля | Эдмонтон, Роджерс Плэйс   | Миннесота Уайлд      | Колорадо Эвеланш    | 2 : 3      |
| 29 июля | Торонто, Скоушабэнк-арена | Вашингтон Кэпиталз   | Каролина Харрикейнз | 3 : 2      |
| 29 июля | Эдмонтон, Роджерс Плэйс   | Чикаго Блэкхокс      | Сент-Луис Блюз      | 4 : 0      |
| 29 июля | Торонто, Скоушабэнк-арена | Нью-Йорк Рейнджерс   | Нью-Йорк Айлендерс  | 1 : 2      |
| 29 июля | Эдмонтон, Роджерс Плэйс   | Виннипег Джетс       | Ванкувер Кэнакс     | 4 : 1      |
| 30 июля | Эдмонтон, Роджерс Плэйс   | Даллас Старз         | Нэшвилл Предаторз   | 0 : 2      |
| 30 июля | Торонто, Скоушабэнк-арена | Коламбус Блю Джекетс | Бостон Брюинз       | 4 : 1      |
| 30 июля | Эдмонтон, Роджерс Плэйс   | Аризона Койотис      | Вегас Голден Найтс  | 1 : 4      |

## Сетка плей-офф
|  | Квалификационный раунд | Квалификационный раунд | Квалификационный раунд |   |           | Первый раунд (перепосев) | Первый раунд (перепосев) | Первый раунд (перепосев) |             |           | Второй раунд (перепосев) | Второй раунд (перепосев) | Второй раунд (перепосев) |  |   | Финалы конференций | Финалы конференций | Финалы конференций |  |  | Финал Кубка Стэнли | Финал Кубка Стэнли | Финал Кубка Стэнли |
|  |                        |                        |                        |   |           |                          |                          |                          |             |           |                          |                          |                          |  |   |                    |                    |                    |  |  |                    |                    |                    |
|  | 5                      | Питтсбург              | 1                      |   |           | 1                        | Филадельфия              | 4                        |             |           |                          |                          |                          |  |   |                    |                    |                    |  |  |                    |                    |                    |
|  | 12                     | Монреаль               | 3                      |   |           | 8                        | Монреаль                 | 2                        |             |           |                          |                          |                          |  |   |                    |                    |                    |  |  |                    |                    |                    |
|  | 12                     | Монреаль               | 3                      |   | 1         | 8                        | Монреаль                 | 2                        | Филадельфия | 3         |                          |                          |                          |  |   |                    |                    |                    |  |  |                    |                    |                    |
|  |                        |                        |                        |   |           |                          |                          |                          | Филадельфия | 3         |                          |                          |                          |  |   |                    |                    |                    |  |  |                    |                    |                    |
|  |                        | 6                      | Айлендерс              | 4 |           |                          |                          |                          |             |           |                          |                          |                          |  |   |                    |                    |                    |  |  |                    |                    |                    |
|  | 6                      | 6                      | Айлендерс              | 4 | Каролина  | 3                        | 2                        | Тампа-Бэй                | 4           |           |                          |                          |                          |  |   |                    |                    |                    |  |  |                    |                    |                    |
|  | 6                      |                        |                        |   | Каролина  | 3                        | 2                        | Тампа-Бэй                | 4           |           |                          |                          |                          |  |   |                    |                    |                    |  |  |                    |                    |                    |
|  | 11                     | Рейнджерс              | 0                      |   |           | 7                        | Коламбус                 | 1                        |             |           |                          |                          |                          |  |   |                    |                    |                    |  |  |                    |                    |                    |
|  | 11                     | Рейнджерс              | 0                      |   |           |                          |                          |                          |             | 6         | Айлендерс                | 2                        |                          |  |   |                    |                    |                    |  |  |                    |                    |                    |
|  | Восточная конференция  |                        |                        |   |           |                          |                          |                          |             | 6         | Айлендерс                | 2                        |                          |  |   |                    |                    |                    |  |  |                    |                    |                    |
|  |                        | 2                      | Тампа-Бэй              | 4 |           |                          |                          |                          |             |           |                          |                          |                          |  |   |                    |                    |                    |  |  |                    |                    |                    |
|  | 7                      | 2                      | Тампа-Бэй              | 4 | Айлендерс | 3                        |                          |                          | 3           | Вашингтон | 1                        |                          |                          |  |   |                    |                    |                    |  |  |                    |                    |                    |
|  | 7                      |                        |                        |   | Айлендерс | 3                        |                          |                          | 3           | Вашингтон | 1                        |                          |                          |  |   |                    |                    |                    |  |  |                    |                    |                    |
|  | 10                     | Флорида                | 1                      |   |           | 6                        | Айлендерс                | 4                        |             |           |                          |                          |                          |  |   |                    |                    |                    |  |  |                    |                    |                    |
|  | 10                     | Флорида                | 1                      |   | 2         | 6                        | Айлендерс                | 4                        | Тампа-Бэй   | 4         |                          |                          |                          |  |   |                    |                    |                    |  |  |                    |                    |                    |
|  |                        |                        |                        |   |           |                          |                          |                          | Тампа-Бэй   | 4         |                          |                          |                          |  |   |                    |                    |                    |  |  |                    |                    |                    |
|  |                        | 4                      | Бостон                 | 1 |           |                          |                          |                          |             |           |                          |                          |                          |  |   |                    |                    |                    |  |  |                    |                    |                    |
|  | 8                      | 4                      | Бостон                 | 1 | Торонто   | 2                        | 4                        | Бостон                   | 4           |           |                          |                          |                          |  |   |                    |                    |                    |  |  |                    |                    |                    |
|  | 8                      |                        |                        |   | Торонто   | 2                        | 4                        | Бостон                   | 4           |           |                          |                          |                          |  |   |                    |                    |                    |  |  |                    |                    |                    |
|  | 9                      | Коламбус               | 3                      |   |           | 5                        | Каролина                 | 1                        |             |           |                          |                          |                          |  |   |                    |                    |                    |  |  |                    |                    |                    |
|  | 9                      | Коламбус               | 3                      |   |           |                          |                          |                          |             |           |                          |                          |                          |  | 2 | Тампа-Бэй          | 4                  |                    |  |  |                    |                    |                    |
|  |                        |                        |                        |   |           |                          |                          |                          |             |           |                          |                          |                          |  |   |                    |                    |                    |  |  |                    |                    |                    |
|  |                        | 3                      | Даллас                 | 2 |           |                          |                          |                          |             |           |                          |                          |                          |  |   |                    |                    |                    |  |  |                    |                    |                    |
|  | 5                      | 3                      | Даллас                 | 2 | Эдмонтон  | 1                        |                          |                          | 1           | Вегас     | 4                        |                          |                          |  |   |                    |                    |                    |  |  |                    |                    |                    |
|  | 5                      |                        |                        |   | Эдмонтон  | 1                        |                          |                          | 1           | Вегас     | 4                        |                          |                          |  |   |                    |                    |                    |  |  |                    |                    |                    |
|  | 12                     | Чикаго                 | 3                      |   |           | 8                        | Чикаго                   | 1                        |             |           |                          |                          |                          |  |   |                    |                    |                    |  |  |                    |                    |                    |
|  | 12                     | Чикаго                 | 3                      |   | 1         | 8                        | Чикаго                   | 1                        | Вегас       | 4         |                          |                          |                          |  |   |                    |                    |                    |  |  |                    |                    |                    |
|  |                        |                        |                        |   |           |                          |                          |                          | Вегас       | 4         |                          |                          |                          |  |   |                    |                    |                    |  |  |                    |                    |                    |
|  |                        | 5                      | Ванкувер               | 3 |           |                          |                          |                          |             |           |                          |                          |                          |  |   |                    |                    |                    |  |  |                    |                    |                    |
|  | 6                      | 5                      | Ванкувер               | 3 | Нэшвилл   | 1                        | 2                        | Колорадо                 | 4           |           |                          |                          |                          |  |   |                    |                    |                    |  |  |                    |                    |                    |
|  | 6                      |                        |                        |   | Нэшвилл   | 1                        | 2                        | Колорадо                 | 4           |           |                          |                          |                          |  |   |                    |                    |                    |  |  |                    |                    |                    |
|  | 11                     | Аризона                | 3                      |   |           | 7                        | Аризона                  | 1                        |             |           |                          |                          |                          |  |   |                    |                    |                    |  |  |                    |                    |                    |
|  | 11                     | Аризона                | 3                      |   |           |                          |                          |                          |             | 1         | Вегас                    | 1                        |                          |  |   |                    |                    |                    |  |  |                    |                    |                    |
|  | Западная конференция   |                        |                        |   |           |                          |                          |                          |             | 1         | Вегас                    | 1                        |                          |  |   |                    |                    |                    |  |  |                    |                    |                    |
|  |                        | 3                      | Даллас                 | 4 |           |                          |                          |                          |             |           |                          |                          |                          |  |   |                    |                    |                    |  |  |                    |                    |                    |
|  | 7                      | 3                      | Даллас                 | 4 | Ванкувер  | 3                        |                          |                          | 3           | Даллас    | 4                        |                          |                          |  |   |                    |                    |                    |  |  |                    |                    |                    |
|  | 7                      |                        |                        |   | Ванкувер  | 3                        |                          |                          | 3           | Даллас    | 4                        |                          |                          |  |   |                    |                    |                    |  |  |                    |                    |                    |
|  | 10                     | Миннесота              | 1                      |   |           | 6                        | Калгари                  | 2                        |             |           |                          |                          |                          |  |   |                    |                    |                    |  |  |                    |                    |                    |
|  | 10                     | Миннесота              | 1                      |   | 2         | 6                        | Калгари                  | 2                        | Колорадо    | 3         |                          |                          |                          |  |   |                    |                    |                    |  |  |                    |                    |                    |
|  |                        |                        |                        |   |           |                          |                          |                          | Колорадо    | 3         |                          |                          |                          |  |   |                    |                    |                    |  |  |                    |                    |                    |
|  |                        | 3                      | Даллас                 | 4 |           |                          |                          |                          |             |           |                          |                          |                          |  |   |                    |                    |                    |  |  |                    |                    |                    |
|  | 8                      | 3                      | Даллас                 | 4 | Калгари   | 3                        | 4                        | Сент-Луис                | 2           |           |                          |                          |                          |  |   |                    |                    |                    |  |  |                    |                    |                    |
|  | 8                      |                        |                        |   | Калгари   | 3                        | 4                        | Сент-Луис                | 2           |           |                          |                          |                          |  |   |                    |                    |                    |  |  |                    |                    |                    |
|  | 9                      | Виннипег               | 1                      |   |           | 5                        | Ванкувер                 | 4                        |             |           |                          |                          |                          |  |   |                    |                    |                    |  |  |                    |                    |                    |

## Квалификация Кубка Стэнли

### Групповой раунд Восточной конференции
| М | Команда             | И | В | П | ПО | %     | ШЗ | ШП | Очки |
| - | ------------------- | - | - | - | -- | ----- | -- | -- | ---- |
| 1 | Филадельфия Флайерз | 3 | 3 | 0 | 0  | 0.645 | 11 | 3  | 6    |
| 2 | Тампа-Бэй Лайтнинг  | 3 | 2 | 1 | 0  | 0.657 | 7  | 8  | 4    |
| 3 | Вашингтон Кэпиталз  | 3 | 1 | 1 | 1  | 0.652 | 5  | 7  | 3    |
| 4 | Бостон Брюинз       | 3 | 0 | 3 | 0  | 0.714 | 4  | 9  | 0    |

Дополнительные показатели при равенстве очков:
1. Процент набранных очков в регулярном чемпионате 2019/20. Показатель «%».

Начало матчей указано по Североамериканскому восточному времени (UTC-4).
| 2 августа 15:00 | Бостон Брюинз | 1 : 4 (0:0, 1:3, 0:1) | Филадельфия Флайерз | Скоушабэнк-арена |

| Отчёт                                          | Отчёт                         | Отчёт | Отчёт       | Отчёт                                                                             |
| ---------------------------------------------- | ----------------------------- | --- | ----------- | --------------------------------------------------------------------------------- |
|                                                |                               | |             |                                                                                   |
|                                                | Ярослав Галак                 | Вратари | Картер Харт | Судьи: Фредерик Л’Экюйе Уэс Макколи Линейные судьи: Шендор Альфонсо Грег Деворски |
|                                                | Голы:                         | |             | Судьи: Фредерик Л’Экюйе Уэс Макколи Линейные судьи: Шендор Альфонсо Грег Деворски |
| Крис Вагнер — 38:51 (Ю. Нордстрём, Ч. Макэвой) | 0 : 1 0 : 2 1 : 2 1 : 3 1 : 4 | 25:33 — Михаэль Раффль (Т. Сэнхайм) 29:31 — Нэйт Томпсон (М. Раффль, И. Проворов) 38:59 — Филипп Майерс (Я. Ворачек) 44:07 — Скотт Лоутон (К. Хейз) |             | Судьи: Фредерик Л’Экюйе Уэс Макколи Линейные судьи: Шендор Альфонсо Грег Деворски |
|                                                |                               | |             | Судьи: Фредерик Л’Экюйе Уэс Макколи Линейные судьи: Шендор Альфонсо Грег Деворски |
|                                                |                               | |             | Судьи: Фредерик Л’Экюйе Уэс Макколи Линейные судьи: Шендор Альфонсо Грег Деворски |
|                                                |                               | |             | Судьи: Фредерик Л’Экюйе Уэс Макколи Линейные судьи: Шендор Альфонсо Грег Деворски |
| 18 мин                                         | Штраф                         | 20 мин |             | Судьи: Фредерик Л’Экюйе Уэс Макколи Линейные судьи: Шендор Альфонсо Грег Деворски |
|                                                |                               | |             |                                                                                   |
|                                                | 35                            | Броски | 29          |                                                                                   |

| 3 августа 16:00 | Тампа-Бэй Лайтнинг | 3 : 2 (Бул.) (1:0, 1:2, 0:0, 0:0, 1:0) | Вашингтон Кэпиталз | Скоушабэнк-арена |

| Отчёт | Отчёт                         | Отчёт                                                                                             | Отчёт          | Отчёт                                                                         |
| --- | ----------------------------- | ------------------------------------------------------------------------------------------------- | -------------- | ----------------------------------------------------------------------------- |
| |                               |                                                                                                   |                |                                                                               |
| | Андрей Василевский            | Вратари                                                                                           | Брэйден Холтби | Судьи: Эрик Фурлатт Тревор Хэнсон Линейные судьи: Мэтт Макферсон Дерек Нансен |
| | Голы:                         |                                                                                                   |                | Судьи: Эрик Фурлатт Тревор Хэнсон Линейные судьи: Мэтт Макферсон Дерек Нансен |
| Никита Кучеров — 12:53 (Б. Пойнт) Митчелл Стивенс — 27:48 (Р. Макдона, П. Марун) Никита Кучеров (поб. бул.) — 65:00 | 1 : 0 2 : 0 2 : 1 2 : 2 3 : 2 | 37:24 — Рихард Паник (Р. Гудас, Л. Эллер) 39:32 — Евгений Кузнецов (бол.) (Д. Орлов, Н. Бекстрём) |                | Судьи: Эрик Фурлатт Тревор Хэнсон Линейные судьи: Мэтт Макферсон Дерек Нансен |
| |                               |                                                                                                   |                | Судьи: Эрик Фурлатт Тревор Хэнсон Линейные судьи: Мэтт Макферсон Дерек Нансен |
| |                               |                                                                                                   |                | Судьи: Эрик Фурлатт Тревор Хэнсон Линейные судьи: Мэтт Макферсон Дерек Нансен |
| |                               |                                                                                                   |                | Судьи: Эрик Фурлатт Тревор Хэнсон Линейные судьи: Мэтт Макферсон Дерек Нансен |
| 19 мин | Штраф                         | 11 мин                                                                                            |                | Судьи: Эрик Фурлатт Тревор Хэнсон Линейные судьи: Мэтт Макферсон Дерек Нансен |
| |                               |                                                                                                   |                |                                                                               |
| | 28                            | Броски                                                                                            | 33             |                                                                               |

| 5 августа 16:00 | Бостон Брюинз | 2 : 3 (0:2, 1:0, 1:1) | Тампа-Бэй Лайтнинг | Скоушабэнк-арена |

| Отчёт                                                                                 | Отчёт                         | Отчёт | Отчёт              | Отчёт                                                                   |
| ------------------------------------------------------------------------------------- | ----------------------------- | --- | ------------------ | ----------------------------------------------------------------------- |
|                                                                                       |                               | |                    |                                                                         |
|                                                                                       | Туукка Раск                   | Вратари | Андрей Василевский | Судьи: Франсис Шаррон Крис Ли Линейные судьи: Дерек Амелл Брайан Пансич |
|                                                                                       | Голы:                         | |                    | Судьи: Франсис Шаррон Крис Ли Линейные судьи: Дерек Амелл Брайан Пансич |
| Чарли Макэвой — 36:43 (Т. Круг, П. Бержерон) Крис Вагнер — 41:47 (З. Хара, Ш. Курали) | 0 : 1 0 : 2 1 : 2 2 : 2 2 : 3 | 07:33 — Брэйден Пойнт (Н. Кучеров, О. Палат) 10:32 — Алекс Киллорн (бол.) (В. Хедман, Т. Джонсон) 58:33 — Тайлер Джонсон (Я. Гурд, А. Киллорн) |                    | Судьи: Франсис Шаррон Крис Ли Линейные судьи: Дерек Амелл Брайан Пансич |
|                                                                                       |                               | |                    | Судьи: Франсис Шаррон Крис Ли Линейные судьи: Дерек Амелл Брайан Пансич |
|                                                                                       |                               | |                    | Судьи: Франсис Шаррон Крис Ли Линейные судьи: Дерек Амелл Брайан Пансич |
|                                                                                       |                               | |                    | Судьи: Франсис Шаррон Крис Ли Линейные судьи: Дерек Амелл Брайан Пансич |
| 11 мин                                                                                | Штраф                         | 17 мин |                    | Судьи: Франсис Шаррон Крис Ли Линейные судьи: Дерек Амелл Брайан Пансич |
|                                                                                       |                               | |                    |                                                                         |
|                                                                                       | 27                            | Броски | 35                 |                                                                         |

| 6 августа 16:00 | Филадельфия Флайерз | 3 : 1 (1:0, 1:0, 1:1) | Вашингтон Кэпиталз | Скоушабэнк-арена |

| Отчёт | Отчёт                   | Отчёт                                      | Отчёт          | Отчёт                                                                   |
| --- | ----------------------- | ------------------------------------------ | -------------- | ----------------------------------------------------------------------- |
| |                         |                                            |                |                                                                         |
| | Брайан Эллиотт          | Вратари                                    | Брэйден Холтби | Судьи: Горд Дуайер Жан Эбер Линейные судьи: Давид Брисбуа Мишель Кормье |
| | Голы:                   |                                            |                | Судьи: Горд Дуайер Жан Эбер Линейные судьи: Давид Брисбуа Мишель Кормье |
| Скотт Лоутон — 13:03 (Т. Конекни, К. Хейз) Трэвис Сэнхайм — 31:30 (К. Хейз, С. Лоутон) Скотт Лоутон — 48:37 (К. Хейз, Т. Конекни) | 1 : 0 2 : 0 3 : 0 3 : 1 | 48:49 — Трэвис Бойд (К. Хагелин, Р. Гудас) |                | Судьи: Горд Дуайер Жан Эбер Линейные судьи: Давид Брисбуа Мишель Кормье |
| |                         |                                            |                | Судьи: Горд Дуайер Жан Эбер Линейные судьи: Давид Брисбуа Мишель Кормье |
| |                         |                                            |                | Судьи: Горд Дуайер Жан Эбер Линейные судьи: Давид Брисбуа Мишель Кормье |
| |                         |                                            |                | Судьи: Горд Дуайер Жан Эбер Линейные судьи: Давид Брисбуа Мишель Кормье |
| 10 мин | Штраф                   | 14 мин                                     |                | Судьи: Горд Дуайер Жан Эбер Линейные судьи: Давид Брисбуа Мишель Кормье |
| |                         |                                            |                |                                                                         |
| | 23                      | Броски                                     | 42             |                                                                         |

| 8 августа 20:00 | Тампа-Бэй Лайтнинг | 1 : 4 (0:2, 1:1, 0:1) | Филадельфия Флайерз | Скоушабэнк-арена |

| Отчёт                                                | Отчёт                         | Отчёт | Отчёт       | Отчёт                                                                      |
| ---------------------------------------------------- | ----------------------------- | --- | ----------- | -------------------------------------------------------------------------- |
|                                                      |                               | |             |                                                                            |
|                                                      | Андрей Василевский            | Вратари | Картер Харт | Судьи: Фредерик Л’Экюйе Уэс Макколи Линейные судьи: Девин Берг Стив Бартон |
|                                                      | Голы:                         | |             | Судьи: Фредерик Л’Экюйе Уэс Макколи Линейные судьи: Девин Берг Стив Бартон |
| Тайлер Джонсон (бол.) — 25:21 (А. Киллорн, Б. Пойнт) | 0 : 1 0 : 2 1 : 2 1 : 3 1 : 4 | 07:40 — Николя Обе-Кюбель (Ш. Гостисбеер, Д. Грант) 14:00 — Николя Обе-Кюбель (Ш. Кутюрье, Дж. Фараби) 34:22 — Джоэл Фараби (Ш. Гостисбеер, Ш. Кутюрье) 58:40 — Тайлер Питлик (п.в.) (С. Лоутон) |             | Судьи: Фредерик Л’Экюйе Уэс Макколи Линейные судьи: Девин Берг Стив Бартон |
|                                                      |                               | |             | Судьи: Фредерик Л’Экюйе Уэс Макколи Линейные судьи: Девин Берг Стив Бартон |
|                                                      |                               | |             | Судьи: Фредерик Л’Экюйе Уэс Макколи Линейные судьи: Девин Берг Стив Бартон |
|                                                      |                               | |             | Судьи: Фредерик Л’Экюйе Уэс Макколи Линейные судьи: Девин Берг Стив Бартон |
| 6 мин                                                | Штраф                         | 6 мин |             | Судьи: Фредерик Л’Экюйе Уэс Макколи Линейные судьи: Девин Берг Стив Бартон |
|                                                      |                               | |             |                                                                            |
|                                                      | 24                            | Броски | 30          |                                                                            |

| 9 августа 12:00 | Вашингтон Кэпиталз | 2 : 1 (1:0, 0:0, 1:1) | Бостон Брюинз | Скоушабэнк-арена |

| Отчёт                                                            | Отчёт             | Отчёт                                      | Отчёт       | Отчёт                                                                  |
| ---------------------------------------------------------------- | ----------------- | ------------------------------------------ | ----------- | ---------------------------------------------------------------------- |
|                                                                  |                   |                                            |             |                                                                        |
|                                                                  | Брэйден Холтби    | Вратари                                    | Туукка Раск | Судьи: Кайл Реман Крис Ли Линейные судьи: Дерек Нансен Шандор Альфонсо |
|                                                                  | Голы:             |                                            |             | Судьи: Кайл Реман Крис Ли Линейные судьи: Дерек Нансен Шандор Альфонсо |
| Ти Джей Оши — 19:44 Том Уилсон — 42:49 (И. Ковальчук, М. Кемпни) | 1 : 0 2 : 0 2 : 1 | 50:30 — Джейк Дебраск (О. Каше, Д. Крейчи) |             | Судьи: Кайл Реман Крис Ли Линейные судьи: Дерек Нансен Шандор Альфонсо |
|                                                                  |                   |                                            |             | Судьи: Кайл Реман Крис Ли Линейные судьи: Дерек Нансен Шандор Альфонсо |
|                                                                  |                   |                                            |             | Судьи: Кайл Реман Крис Ли Линейные судьи: Дерек Нансен Шандор Альфонсо |
|                                                                  |                   |                                            |             | Судьи: Кайл Реман Крис Ли Линейные судьи: Дерек Нансен Шандор Альфонсо |
| 10 мин                                                           | Штраф             | 10 мин                                     |             | Судьи: Кайл Реман Крис Ли Линейные судьи: Дерек Нансен Шандор Альфонсо |
|                                                                  |                   |                                            |             |                                                                        |
|                                                                  | 25                | Броски                                     | 31          |                                                                        |

### Групповой раунд Западной конференции
| М | Команда            | И | В | П | ПО | %     | ШЗ | ШП | Очки |
| - | ------------------ | - | - | - | -- | ----- | -- | -- | ---- |
| 1 | Вегас Голден Найтс | 3 | 3 | 0 | 0  | 0.606 | 15 | 10 | 6    |
| 2 | Колорадо Эвеланш   | 3 | 2 | 0 | 1  | 0.657 | 9  | 5  | 5    |
| 3 | Даллас Старз       | 3 | 1 | 2 | 0  | 0.594 | 5  | 10 | 2    |
| 4 | Сент-Луис Блюз     | 3 | 0 | 2 | 1  | 0.662 | 6  | 10 | 1    |

Дополнительные показатели при равенстве очков:
1. Процент набранных очков в регулярном чемпионате 2019/20. Показатель «%».

Начало матчей указано по Североамериканскому восточному времени (UTC-4).
| 2 августа 18:30 | Колорадо Эвеланш | 2 : 1 (0:1, 0:0, 2:0) | Сент-Луис Блюз | Роджерс Плэйс |

| Отчёт                                                                               | Отчёт           | Отчёт                                      | Отчёт              | Отчёт                                                                      |
| ----------------------------------------------------------------------------------- | --------------- | ------------------------------------------ | ------------------ | -------------------------------------------------------------------------- |
|                                                                                     |                 |                                            |                    |                                                                            |
|                                                                                     | Филипп Грубауэр | Вратари                                    | Джордан Биннингтон | Судьи: Марк Жоаннетт Дэн О’Рурк Линейные судьи: Брэд Ковачик Либор Суханек |
|                                                                                     | Голы:           |                                            |                    | Судьи: Марк Жоаннетт Дэн О’Рурк Линейные судьи: Брэд Ковачик Либор Суханек |
| Райан Грэйвс — 45:33 (М. Рантанен) Назем Кадри — 59:59 (Г. Ландескуг, Н. Маккиннон) | 0 : 1 : 1 2 : 1 | 16:46 — Давид Перрон (Б. Шенн, Р. О’Райли) |                    | Судьи: Марк Жоаннетт Дэн О’Рурк Линейные судьи: Брэд Ковачик Либор Суханек |
|                                                                                     |                 |                                            |                    | Судьи: Марк Жоаннетт Дэн О’Рурк Линейные судьи: Брэд Ковачик Либор Суханек |
|                                                                                     |                 |                                            |                    | Судьи: Марк Жоаннетт Дэн О’Рурк Линейные судьи: Брэд Ковачик Либор Суханек |
|                                                                                     |                 |                                            |                    | Судьи: Марк Жоаннетт Дэн О’Рурк Линейные судьи: Брэд Ковачик Либор Суханек |
| 8 мин                                                                               | Штраф           | 10 мин                                     |                    | Судьи: Марк Жоаннетт Дэн О’Рурк Линейные судьи: Брэд Ковачик Либор Суханек |
|                                                                                     |                 |                                            |                    |                                                                            |
|                                                                                     | 38              | Броски                                     | 32                 |                                                                            |

| 3 августа 18:30 | Вегас Голден Найтс | 5 : 3 (1:0, 0:3, 4:0) | Даллас Старз | Роджерс Плэйс |

| Отчёт | Отчёт                                         | Отчёт | Отчёт     | Отчёт                                                                         |
| --- | --------------------------------------------- | --- | --------- | ----------------------------------------------------------------------------- |
| |                                               | |           |                                                                               |
| | Робин Ленер                                   | Вратари | Бен Бишоп | Судьи: Франсуа Сан-Лоран Брэд Майер Линейные судьи: Марк Шевчик Райан Гиббонс |
| | Голы:                                         | |           | Судьи: Франсуа Сан-Лоран Брэд Майер Линейные судьи: Марк Шевчик Райан Гиббонс |
| Чендлер Стивенсон — 01:04 (В. Карлссон, М. Стоун) Марк Стоун — 49:46 (Н. Казинс, З. Уайтклауд) Нэйт Шмидт — 51:15 (Р. Смит) Уильям Каррье — 54:47 (Н. Шмидт, Р. Ривз) Вильям Карлссон (п.в.) — 59:39 (Н. Руа) | 1 : 0 1 : 1 : 2 1 : 3 2 : 3 3 : 3 4 : 3 5 : 3 | 27:50 — Джо Павелски (М. Янмарк, М. Хейсканен) 28:32 — Джейми Олексяк (Б. Комо, М. Хейсканен) 32:42 — Кори Перри (бол.) (М. Хейсканен, Р. Хинц) |           | Судьи: Франсуа Сан-Лоран Брэд Майер Линейные судьи: Марк Шевчик Райан Гиббонс |
| |                                               | |           | Судьи: Франсуа Сан-Лоран Брэд Майер Линейные судьи: Марк Шевчик Райан Гиббонс |
| |                                               | |           | Судьи: Франсуа Сан-Лоран Брэд Майер Линейные судьи: Марк Шевчик Райан Гиббонс |
| |                                               | |           | Судьи: Франсуа Сан-Лоран Брэд Майер Линейные судьи: Марк Шевчик Райан Гиббонс |
| 2 мин | Штраф                                         | 4 мин |           | Судьи: Франсуа Сан-Лоран Брэд Майер Линейные судьи: Марк Шевчик Райан Гиббонс |
| |                                               | |           |                                                                               |
| | 33                                            | Броски | 27        |                                                                               |

| 5 августа 18:30 | Даллас Старз | 0 : 4 (0:2, 0:1, 0:1) | Колорадо Эвеланш | Роджерс Плэйс |

| Отчёт  | Отчёт                   | Отчёт | Отчёт          | Отчёт                                                                              |
| ------ | ----------------------- | --- | -------------- | ---------------------------------------------------------------------------------- |
|        |                         | |                |                                                                                    |
|        | Антон Худобин           | Вратари | Павел Францоуз | Судьи: Ти Джей Лаксмор Келли Сазерленд Линейные судьи: Тони Сериколо Джонни Мюррей |
|        | Голы:                   | |                | Судьи: Ти Джей Лаксмор Келли Сазерленд Линейные судьи: Тони Сериколо Джонни Мюррей |
|        | 0 : 1 0 : 2 0 : 3 0 : 4 | 03:19 — Кейл Мкар (бол.) (Г. Ландескуг, Н. Кадри) 15:29 — Йоонас Донской (С. Жирар, А. Бураковски) 37:30 — Владислав Наместников (Н. Маккиннон, М. Рантанен) 41:31 — Андре Бураковски (бол.) (С. Жирар, Й. Донской) |                | Судьи: Ти Джей Лаксмор Келли Сазерленд Линейные судьи: Тони Сериколо Джонни Мюррей |
|        |                         | |                | Судьи: Ти Джей Лаксмор Келли Сазерленд Линейные судьи: Тони Сериколо Джонни Мюррей |
|        |                         | |                | Судьи: Ти Джей Лаксмор Келли Сазерленд Линейные судьи: Тони Сериколо Джонни Мюррей |
|        |                         | |                | Судьи: Ти Джей Лаксмор Келли Сазерленд Линейные судьи: Тони Сериколо Джонни Мюррей |
| 10 мин | Штраф                   | 4 мин |                | Судьи: Ти Джей Лаксмор Келли Сазерленд Линейные судьи: Тони Сериколо Джонни Мюррей |
|        |                         | |                |                                                                                    |
|        | 27                      | Броски | 40             |                                                                                    |

| 6 августа 18:30 | Сент-Луис Блюз | 4 : 6 (1:0, 3:3, 0:3) | Вегас Голден Найтс | Роджерс Плэйс |

| Отчёт | Отчёт                                                   | Отчёт | Отчёт            | Отчёт                                                                 |
| --- | ------------------------------------------------------- | --- | ---------------- | --------------------------------------------------------------------- |
| |                                                         | |                  |                                                                       |
| | Джордан Биннингтон                                      | Вратари | Марк-Андре Флёри | Судьи: Джон Макайзек Крис Руни Линейные судьи: Пьер Расико Эндрю Смит |
| | Голы:                                                   | |                  | Судьи: Джон Макайзек Крис Руни Линейные судьи: Пьер Расико Эндрю Смит |
| Давид Перрон — 04:02 (З. Сэнфорд, Р. О’Райли) Колтон Парайко — 21:45 (Б. Шенн) Колтон Парайко — 34:07 (Р. О’Райли, З. Сэнфорд) Трой Брауэр — 34:28 (Т. Бозак) | 1 : 0 2 : 0 2 : 1 2 : 2 2 : 3 : 3 4 : 3 4 : 4 : 5 4 : 6 | 26:50 — Ши Теодор (бол.) (М. Стоун) 30:47 — Алекс Так (Т. Носек, Н. Холден) 33:13 — Алекс Так (бол.) (Р. Смит, Н. Казинс) 42:01 — Зак Уайтклауд (Н. Руа, Н. Казинс) 52:31 — Марк Стоун (Б. Макнэбб, Н. Шмидт) 54:49 — Ши Теодор |                  | Судьи: Джон Макайзек Крис Руни Линейные судьи: Пьер Расико Эндрю Смит |
| |                                                         | |                  | Судьи: Джон Макайзек Крис Руни Линейные судьи: Пьер Расико Эндрю Смит |
| |                                                         | |                  | Судьи: Джон Макайзек Крис Руни Линейные судьи: Пьер Расико Эндрю Смит |
| |                                                         | |                  | Судьи: Джон Макайзек Крис Руни Линейные судьи: Пьер Расико Эндрю Смит |
| 12 мин | Штраф                                                   | 8 мин |                  | Судьи: Джон Макайзек Крис Руни Линейные судьи: Пьер Расико Эндрю Смит |
| |                                                         | |                  |                                                                       |
| | 17                                                      | Броски | 38               |                                                                       |

| 8 августа 15:00 | Колорадо Эвеланш | 3 : 4 (ОТ) (0:0, 2:2, 1:1, 0:1) | Вегас Голден Найтс | Роджерс Плэйс |

| Отчёт | Отчёт                               | Отчёт | Отчёт       | Отчёт                                                                   |
| --- | ----------------------------------- | --- | ----------- | ----------------------------------------------------------------------- |
| |                                     | |             |                                                                         |
| | Филипп Грубауэр                     | Вратари | Робин Ленер | Судьи: Джон Макайзек Крис Руни Линейные судьи: Кил Марчисон Скотт Черри |
| | Голы:                               | |             | Судьи: Джон Макайзек Крис Руни Линейные судьи: Кил Марчисон Скотт Черри |
| Натан Маккиннон (бол.) — 26:46 (Н. Кадри, М. Рантанен) Йоонас Донской — 34:51 (Джей Ти Комфер, А. Бураковски) Джей Ти Комфер — 58:58 (Н. Кадри, М. Рантанен) | 0 : 1 : 1 1 : 2 : 2 2 : 3 : 3 3 : 4 | 21:34 — Жонатан Маршессо (бол.) (Ш. Теодор, В. Карлссон) 32:55 — Николя Руа (Р. Ривз, Ш. Теодор) 43:02 — Жонатан Маршессо (бул.) 64:44 — Алекс Так (М. Стоун) |             | Судьи: Джон Макайзек Крис Руни Линейные судьи: Кил Марчисон Скотт Черри |
| |                                     | |             | Судьи: Джон Макайзек Крис Руни Линейные судьи: Кил Марчисон Скотт Черри |
| |                                     | |             | Судьи: Джон Макайзек Крис Руни Линейные судьи: Кил Марчисон Скотт Черри |
| |                                     | |             | Судьи: Джон Макайзек Крис Руни Линейные судьи: Кил Марчисон Скотт Черри |
| 10 мин | Штраф                               | 14 мин |             | Судьи: Джон Макайзек Крис Руни Линейные судьи: Кил Марчисон Скотт Черри |
| |                                     | |             |                                                                         |
| | 35                                  | Броски | 26          |                                                                         |

| 9 августа 15:00 | Сент-Луис Блюз | 1 : 2 (Бул.) (1:0, 0:0, 0:1, 0:0, 0:1) | Даллас Старз | Роджерс Плэйс |

| Отчёт                                   | Отчёт           | Отчёт                                                                                | Отчёт         | Отчёт                                                                       |
| --------------------------------------- | --------------- | ------------------------------------------------------------------------------------ | ------------- | --------------------------------------------------------------------------- |
|                                         |                 |                                                                                      |               |                                                                             |
|                                         | Джейк Аллен     | Вратари                                                                              | Антон Худобин | Судьи: Брайан Покмара Стив Козари Линейные судьи: Райан Гиббонс Марк Шевчик |
|                                         | Голы:           |                                                                                      |               | Судьи: Брайан Покмара Стив Козари Линейные судьи: Райан Гиббонс Марк Шевчик |
| Роберт Томас — 03:43 (С. Блэй, В. Данн) | 1 : 0 1 : 1 : 2 | 59:29 — Джо Павелски (М. Хейсканен, Й. Клингберг) 65:00 — Денис Гурьянов (поб. бул.) |               | Судьи: Брайан Покмара Стив Козари Линейные судьи: Райан Гиббонс Марк Шевчик |
|                                         |                 |                                                                                      |               | Судьи: Брайан Покмара Стив Козари Линейные судьи: Райан Гиббонс Марк Шевчик |
|                                         |                 |                                                                                      |               | Судьи: Брайан Покмара Стив Козари Линейные судьи: Райан Гиббонс Марк Шевчик |
|                                         |                 |                                                                                      |               | Судьи: Брайан Покмара Стив Козари Линейные судьи: Райан Гиббонс Марк Шевчик |
| 12 мин                                  | Штраф           | 10 мин                                                                               |               | Судьи: Брайан Покмара Стив Козари Линейные судьи: Райан Гиббонс Марк Шевчик |
|                                         |                 |                                                                                      |               |                                                                             |
|                                         | 39              | Броски                                                                               | 23            |                                                                             |

### Квалификационный раунд Восточной конференции
Начало матчей указано по Североамериканскому восточному времени (UTC-4).

#### «Питтсбург Пингвинз» (5) — «Монреаль Канадиенс» (12)
Третья встреча «Питтсбурга» и «Монреаля» в плей-офф. Канадский клуб выиграл обе предыдущие встречи, последняя из которых состоялась в полуфинале Восточной конференции 2010 и завершилась в семи матчах. В регулярном чемпионате 2019/20 «Питтсбург» выиграл у «Монреаля» 2 матча из 3.
«Монреаль» выиграл серию в четырёх матчах. Самыми результативными игроками серии стали хоккеисты «Канадиенс» Ши Уэбер и Пол Байрон, которые в четырёх матчах набрали по 4 очка.
| 1 августа 20:00 | Питтсбург Пингвинз | 2 : 3 (ОТ) (0:1, 2:1, 0:0, 0:1) | Монреаль Канадиенс | Скоушабэнк-арена |

| Отчёт                                                                                              | Отчёт                         | Отчёт | Отчёт      | Отчёт                                                              |
| -------------------------------------------------------------------------------------------------- | ----------------------------- | --- | ---------- | ------------------------------------------------------------------ |
| |                               | |            |                                                                    |
| | Мэтт Мюррей                   | Вратари | Кэри Прайс | Судьи: Жан Эбер Горд Дуайер Линейные судьи: Стив Бартон Девин Берг |
| | Голы:                         | |            | Судьи: Жан Эбер Горд Дуайер Линейные судьи: Стив Бартон Девин Берг |
| Сидни Кросби — 29:55 (Дж. Генцел, Д. Шульц) Брайан Раст — 32:34 (бол.) (П. Хёрнквист, Дж. Макканн) | 0 : 1 0 : 2 1 : 2 2 : 2 2 : 3 | 11:27 — Йеспери Котканиеми (П. Байрон, Б. Кулак) 26:53 — Ник Сузуки 73:57 — Джефф Питри (Б. Галлахер, Ф. Дано) |            | Судьи: Жан Эбер Горд Дуайер Линейные судьи: Стив Бартон Девин Берг |
| |                               | |            | Судьи: Жан Эбер Горд Дуайер Линейные судьи: Стив Бартон Девин Берг |
| |                               | |            | Судьи: Жан Эбер Горд Дуайер Линейные судьи: Стив Бартон Девин Берг |
| |                               | |            | Судьи: Жан Эбер Горд Дуайер Линейные судьи: Стив Бартон Девин Берг |
| 4 мин                                                                                              | Штраф                         | 14 мин |            | Судьи: Жан Эбер Горд Дуайер Линейные судьи: Стив Бартон Девин Берг |
| |                               | |            |                                                                    |
| | 41                            | Броски | 35         |                                                                    |

| 3 августа 20:00 | Питтсбург Пингвинз | 3 : 1 (1:0, 0:0, 2:1) | Монреаль Канадиенс | Скоушабэнк-арена |

| Отчёт | Отчёт                   | Отчёт                                               | Отчёт      | Отчёт                                                                   |
| --- | ----------------------- | --------------------------------------------------- | ---------- | ----------------------------------------------------------------------- |
| |                         |                                                     |            |                                                                         |
| | Мэтт Мюррей             | Вратари                                             | Кэри Прайс | Судьи: Франсис Шаррон Крис Ли Линейные судьи: Дерек Амелл Брайан Пансич |
| | Голы:                   |                                                     |            | Судьи: Франсис Шаррон Крис Ли Линейные судьи: Дерек Амелл Брайан Пансич |
| Сидни Кросби — 04:25 (Дж. Генцел, К. Шири) Джейсон Цукер — 54:41 (К. Шири, Б. Дюмулин) Джейк Генцел (п.в.) — 59:50 (Б. Раст) | 1 : 0 2 : 0 2 : 1 3 : 1 | 57:50 — Йеспери Котканиеми (А. Лехконен, Дж. Питри) |            | Судьи: Франсис Шаррон Крис Ли Линейные судьи: Дерек Амелл Брайан Пансич |
| |                         |                                                     |            | Судьи: Франсис Шаррон Крис Ли Линейные судьи: Дерек Амелл Брайан Пансич |
| |                         |                                                     |            | Судьи: Франсис Шаррон Крис Ли Линейные судьи: Дерек Амелл Брайан Пансич |
| |                         |                                                     |            | Судьи: Франсис Шаррон Крис Ли Линейные судьи: Дерек Амелл Брайан Пансич |
| 8 мин | Штраф                   | 14 мин                                              |            | Судьи: Франсис Шаррон Крис Ли Линейные судьи: Дерек Амелл Брайан Пансич |
| |                         |                                                     |            |                                                                         |
| | 38                      | Броски                                              | 27         |                                                                         |

| 5 августа 20:00 | Монреаль Канадиенс | 4 : 3 (1:2, 2:1, 1:0) | Питтсбург Пингвинз | Скоушабэнк-арена |

| Отчёт | Отчёт                                   | Отчёт | Отчёт       | Отчёт                                                                        |
| --- | --------------------------------------- | --- | ----------- | ---------------------------------------------------------------------------- |
| |                                         | |             |                                                                              |
| | Кэри Прайс                              | Вратари | Мэтт Мюррей | Судьи: Кевин Поллок Кайл Реман Линейные судьи: Шендор Альфонсо Грег Деворски |
| | Голы:                                   | |             | Судьи: Кевин Поллок Кайл Реман Линейные судьи: Шендор Альфонсо Грег Деворски |
| Ши Уэбер — 04:47 (А. Лехконен, П. Байрон) Джонатан Друэн — 30:13 (Б. Шарот, Ш. Уэбер) Пол Байрон — 35:50 (Н. Сузуки, Ш. Уэбер) Джефф Питри — 45:33 (Б. Шарот, Ф. Дано) | 1 : 0 1 : 1 : 2 1 : 3 2 : 3 3 : 3 4 : 3 | 08:40 — Патрик Хёрнквист (бол.) (Е. Малкин, С. Кросби) 09:39 — Джейсон Цукер (бол.) (Б. Раст, Дж. Марино) 25:34 — Теодорс Блугерс (З. Астон-Риз, Б. Танев) |             | Судьи: Кевин Поллок Кайл Реман Линейные судьи: Шендор Альфонсо Грег Деворски |
| |                                         | |             | Судьи: Кевин Поллок Кайл Реман Линейные судьи: Шендор Альфонсо Грег Деворски |
| |                                         | |             | Судьи: Кевин Поллок Кайл Реман Линейные судьи: Шендор Альфонсо Грег Деворски |
| |                                         | |             | Судьи: Кевин Поллок Кайл Реман Линейные судьи: Шендор Альфонсо Грег Деворски |
| 6 мин | Штраф                                   | 10 мин |             | Судьи: Кевин Поллок Кайл Реман Линейные судьи: Шендор Альфонсо Грег Деворски |
| |                                         | |             |                                                                              |
| | 31                                      | Броски | 33          |                                                                              |

| 7 августа 16:00 | Монреаль Канадиенс | 2 : 0 (0:0, 0:0, 2:0) | Питтсбург Пингвинз | Скоушабэнк-арена |

| Отчёт                                                        | Отчёт       | Отчёт   | Отчёт          | Отчёт                                                                           |
| ------------------------------------------------------------ | ----------- | ------- | -------------- | ------------------------------------------------------------------------------- |
|                                                              |             |         |                |                                                                                 |
|                                                              | Кэри Прайс  | Вратари | Тристан Джарри | Судьи: Эрик Фурлатт Тревор Хэнсон Линейные судьи: Шандор Альфонсо Грег Деворски |
|                                                              | Голы:       |         |                | Судьи: Эрик Фурлатт Тревор Хэнсон Линейные судьи: Шандор Альфонсо Грег Деворски |
| Арттури Лехконен — 55:49 (П. Байрон) Ши Уэбер (п.в.) — 59:28 | 1 : 0 2 : 0 |         |                | Судьи: Эрик Фурлатт Тревор Хэнсон Линейные судьи: Шандор Альфонсо Грег Деворски |
|                                                              |             |         |                | Судьи: Эрик Фурлатт Тревор Хэнсон Линейные судьи: Шандор Альфонсо Грег Деворски |
|                                                              |             |         |                | Судьи: Эрик Фурлатт Тревор Хэнсон Линейные судьи: Шандор Альфонсо Грег Деворски |
|                                                              |             |         |                | Судьи: Эрик Фурлатт Тревор Хэнсон Линейные судьи: Шандор Альфонсо Грег Деворски |
| 4 мин                                                        | Штраф       | 4 мин   |                | Судьи: Эрик Фурлатт Тревор Хэнсон Линейные судьи: Шандор Альфонсо Грег Деворски |
|                                                              |             |         |                |                                                                                 |
|                                                              | 48          | Броски  | 35             |                                                                                 |

#### «Каролина Харрикейнз» (6) — «Нью-Йорк Рейнджерс» (11)
Ранее эти две команды никогда не встречались в плей-офф. «Нью-Йорк Рейнджерс» выиграл у «Каролины» сезонную серию со счётом 4-0.
«Каролина» выиграла серию в трёх матчах. Нападающий «Харрикейнз» Андрей Свечников в матче № 2 забросил три шайбы и стал первым игроком в истории клуба, оформившим хет-трик в плей-офф. Самым результативным игроком серии стал нападающий «ураганов» Себастьян Ахо, который в трёх матчах набрал 8 (3+5) очков.
| 1 августа 12:00 | Каролина Харрикейнз | 3 : 2 (1:0, 1:1, 1:1) | Нью-Йорк Рейнджерс | Скоушабэнк-арена |

| Отчёт | Отчёт                         | Отчёт                                                                                                 | Отчёт            | Отчёт                                                                       |
| --- | ----------------------------- | --- | ---------------- | --------------------------------------------------------------------------- |
| |                               | |                  |                                                                             |
| | Петр Мразек                   | Вратари                                                                                               | Хенрик Лундквист | Судьи: Эрик Фурлатт Тревор Хэнсон Линейные судьи: Дерек Амелл Брайан Пансич |
| | Голы:                         | |                  | Судьи: Эрик Фурлатт Тревор Хэнсон Линейные судьи: Дерек Амелл Брайан Пансич |
| Джейккоб Слэвин — 01:01 (Т. Терявяйнен, С. Ахо) Себастьян Ахо (бол.) — 26:29 (А. Свечников, С. Ватанен) Мартин. Нечас — 50:51 (Н. Нидеррайтер, Дж. Слэвин) | 1 : 0 2 : 0 2 : 1 3 : 1 3 : 2 | 34:26 — Мика Зибанежад (Р. Линдгрен, К. Крайдер) 58:05 — Марк Стаал (мен.) (М. Зибанежад, А. Панарин) |                  | Судьи: Эрик Фурлатт Тревор Хэнсон Линейные судьи: Дерек Амелл Брайан Пансич |
| |                               | |                  | Судьи: Эрик Фурлатт Тревор Хэнсон Линейные судьи: Дерек Амелл Брайан Пансич |
| |                               | |                  | Судьи: Эрик Фурлатт Тревор Хэнсон Линейные судьи: Дерек Амелл Брайан Пансич |
| |                               | |                  | Судьи: Эрик Фурлатт Тревор Хэнсон Линейные судьи: Дерек Амелл Брайан Пансич |
| 21 мин | Штраф                         | 21 мин                                                                                                |                  | Судьи: Эрик Фурлатт Тревор Хэнсон Линейные судьи: Дерек Амелл Брайан Пансич |
| |                               | |                  |                                                                             |
| | 37                            | Броски                                                                                                | 26               |                                                                             |

| 3 августа 12:00 | Каролина Харрикейнз | 4 : 1 (1:1, 2:0, 1:0) | Нью-Йорк Рейнджерс | Скоушабэнк-арена |

| Отчёт | Отчёт                         | Отчёт                                                   | Отчёт            | Отчёт                                                              |
| --- | ----------------------------- | ------------------------------------------------------- | ---------------- | ------------------------------------------------------------------ |
| |                               |                                                         |                  |                                                                    |
| | Петр Мразек                   | Вратари                                                 | Хенрик Лундквист | Судьи: Горд Дуайер Жан Эбер Линейные судьи: Стив Бартон Девин Берг |
| | Голы:                         |                                                         |                  | Судьи: Горд Дуайер Жан Эбер Линейные судьи: Стив Бартон Девин Берг |
| Андрей Свечников — 04:32 (С. Ахо, С. Ватанен) Андрей Свечников (бол.) — 21:11 (С. Ватанен, С. Ахо) Джордан Мартинук — 22:22 (М. Гики, Б. Макгинн) Андрей Свечников — 54:02 (С. Ахо) | 1 : 0 1 : 1 2 : 1 3 : 1 4 : 1 | 12:05 — Артемий Панарин (бол.) (Р. Строум, Т. Деанжело) |                  | Судьи: Горд Дуайер Жан Эбер Линейные судьи: Стив Бартон Девин Берг |
| |                               |                                                         |                  | Судьи: Горд Дуайер Жан Эбер Линейные судьи: Стив Бартон Девин Берг |
| |                               |                                                         |                  | Судьи: Горд Дуайер Жан Эбер Линейные судьи: Стив Бартон Девин Берг |
| |                               |                                                         |                  | Судьи: Горд Дуайер Жан Эбер Линейные судьи: Стив Бартон Девин Берг |
| 12 мин | Штраф                         | 22 мин                                                  |                  | Судьи: Горд Дуайер Жан Эбер Линейные судьи: Стив Бартон Девин Берг |
| |                               |                                                         |                  |                                                                    |
| | 34                            | Броски                                                  | 24               |                                                                    |

| 4 августа 20:00 | Нью-Йорк Рейнджерс | 1 : 4 (0:0, 1:1, 0:3) | Каролина Харрикейнз | Скоушабэнк-арена |

| Отчёт                                       | Отчёт                       | Отчёт | Отчёт         | Отчёт                                                                           |
| ------------------------------------------- | --------------------------- | --- | ------------- | ------------------------------------------------------------------------------- |
|                                             |                             | |               |                                                                                 |
|                                             | Игорь Шестёркин             | Вратари | Джеймс Раймер | Судьи: Уэс Макколи Фредерик Л’Экюйе Линейные судьи: Мэтт Макферсон Дерек Нансен |
|                                             | Голы:                       | |               | Судьи: Уэс Макколи Фредерик Л’Экюйе Линейные судьи: Мэтт Макферсон Дерек Нансен |
| Крис Крайдер — 20:12 (Дж. Труба, Р. Строум) | 1 : 0 1 : 1 : 2 1 : 3 1 : 4 | 23:18 — Теуво Терявяйнен (А. Свечников, С. Ахо) 45:07 — Уоррен Фогель (Б. Шей, М. Нечас) 50:26 — Себастьян Ахо 59:29 — Себастьян Ахо (мен.) (п.в.) (Т. Терявяйнен) |               | Судьи: Уэс Макколи Фредерик Л’Экюйе Линейные судьи: Мэтт Макферсон Дерек Нансен |
|                                             |                             | |               | Судьи: Уэс Макколи Фредерик Л’Экюйе Линейные судьи: Мэтт Макферсон Дерек Нансен |
|                                             |                             | |               | Судьи: Уэс Макколи Фредерик Л’Экюйе Линейные судьи: Мэтт Макферсон Дерек Нансен |
|                                             |                             | |               | Судьи: Уэс Макколи Фредерик Л’Экюйе Линейные судьи: Мэтт Макферсон Дерек Нансен |
| 6 мин                                       | Штраф                       | 6 мин |               | Судьи: Уэс Макколи Фредерик Л’Экюйе Линейные судьи: Мэтт Макферсон Дерек Нансен |
|                                             |                             | |               |                                                                                 |
|                                             | 38                          | Броски | 31            |                                                                                 |

#### «Нью-Йорк Айлендерс» (7) — «Флорида Пантерз» (10)
Вторая встреча «Айлендерс» и «Пантерз» в розыгрыше Кубка Стэнли. Впервые команды встретились во 2-м раунде плей-офф 2016, где «островитяне» оказались сильнее в шести матчах. В сезоне 2019/20 «Айлендерс» выиграли все три матча у «Пантерз».
«Айлендерс» выиграл серию со счётом 3-1. Самыми результативными игроками серии стали нападающий «Нью-Йорк Айлендерс» Энтони Бовилье и форвард «Флориды Пантерз» Майк Хоффман, которые в четырёх матчах набрали по 5 очков.
| 1 августа 16:00 | Нью-Йорк Айлендерс | 2 : 1 (1:0, 1:0, 0:1) | Флорида Пантерз | Скоушабэнк-арена |

| Отчёт                                                                                      | Отчёт             | Отчёт                                         | Отчёт             | Отчёт                                                                    |
| ------------------------------------------------------------------------------------------ | ----------------- | --------------------------------------------- | ----------------- | ------------------------------------------------------------------------ |
|                                                                                            |                   |                                               |                   |                                                                          |
|                                                                                            | Семён Варламов    | Вратари                                       | Сергей Бобровский | Судьи: Франсис Шаррон Крис Ли Линейные судьи: Дерек Нансен Мишель Кормье |
|                                                                                            | Голы:             |                                               |                   | Судьи: Франсис Шаррон Крис Ли Линейные судьи: Дерек Нансен Мишель Кормье |
| Жан-Габриэль Пажо — 12:00 (Д. Брассар) Энтони Бовилье — 23:39 (бол.) (Д. Тэйвз, Дж. Бэйли) | 1 : 0 2 : 0 2 : 1 | 40:23 — Джонатан Юбердо (М. Уигар, А. Барков) |                   | Судьи: Франсис Шаррон Крис Ли Линейные судьи: Дерек Нансен Мишель Кормье |
|                                                                                            |                   |                                               |                   | Судьи: Франсис Шаррон Крис Ли Линейные судьи: Дерек Нансен Мишель Кормье |
|                                                                                            |                   |                                               |                   | Судьи: Франсис Шаррон Крис Ли Линейные судьи: Дерек Нансен Мишель Кормье |
|                                                                                            |                   |                                               |                   | Судьи: Франсис Шаррон Крис Ли Линейные судьи: Дерек Нансен Мишель Кормье |
| 4 мин                                                                                      | Штраф             | 8 мин                                         |                   | Судьи: Франсис Шаррон Крис Ли Линейные судьи: Дерек Нансен Мишель Кормье |
|                                                                                            |                   |                                               |                   |                                                                          |
|                                                                                            | 28                | Броски                                        | 28                |                                                                          |

| 4 августа 12:00 | Нью-Йорк Айлендерс | 4 : 2 (0:1, 3:1, 1:0) | Флорида Пантерз | Скоушабэнк-арена |

| Отчёт | Отчёт                           | Отчёт                                                                                            | Отчёт             | Отчёт                                                                      |
| --- | ------------------------------- | ------------------------------------------------------------------------------------------------ | ----------------- | -------------------------------------------------------------------------- |
| |                                 |                                                                                                  |                   |                                                                            |
| | Семён Варламов                  | Вратари                                                                                          | Сергей Бобровский | Судьи: Кевин Поллок Кайл Реман Линейные судьи: Давид Брисбуа Мишель Кормье |
| | Голы:                           |                                                                                                  |                   | Судьи: Кевин Поллок Кайл Реман Линейные судьи: Давид Брисбуа Мишель Кормье |
| Мэтт Мартин — 26:12 (Т. Кюнкакль, Э. Грин) Райан Пулок (бол.) — 33:48 (Д. Тэйвз, Д. Брассар) Джордан Эберле — 36:27 (Р. Пулок, М. Барзал) Джордан Эберле (бол.) — 50:29 (Э. Бовилье, Дж. Бэйли) | 0 : 1 : 0 1 : 2 : 2 3 : 2 4 : 2 | 11:16 — Майк Хоффман (Дж. Юбердо, К. Яндл) 27:54 — Александр Барков (бол.) (К. Яндл, М. Хоффман) |                   | Судьи: Кевин Поллок Кайл Реман Линейные судьи: Давид Брисбуа Мишель Кормье |
| |                                 |                                                                                                  |                   | Судьи: Кевин Поллок Кайл Реман Линейные судьи: Давид Брисбуа Мишель Кормье |
| |                                 |                                                                                                  |                   | Судьи: Кевин Поллок Кайл Реман Линейные судьи: Давид Брисбуа Мишель Кормье |
| |                                 |                                                                                                  |                   | Судьи: Кевин Поллок Кайл Реман Линейные судьи: Давид Брисбуа Мишель Кормье |
| 8 мин | Штраф                           | 26 мин                                                                                           |                   | Судьи: Кевин Поллок Кайл Реман Линейные судьи: Давид Брисбуа Мишель Кормье |
| |                                 |                                                                                                  |                   |                                                                            |
| | 34                              | Броски                                                                                           | 28                |                                                                            |

| 5 августа 12:00 | Флорида Пантерз | 3 : 2 (0:0, 1:1, 2:1) | Нью-Йорк Айлендерс | Скоушабэнк-арена |

| Отчёт | Отчёт                         | Отчёт                                                                            | Отчёт          | Отчёт                                                                    |
| --- | ----------------------------- | -------------------------------------------------------------------------------- | -------------- | ------------------------------------------------------------------------ |
| |                               |                                                                                  |                |                                                                          |
| | Сергей Бобровский             | Вратари                                                                          | Семён Варламов | Судьи: Эрик Фурлатт Тревор Хэнсон Линейные судьи: Стив Бартон Девин Берг |
| | Голы:                         |                                                                                  |                | Судьи: Эрик Фурлатт Тревор Хэнсон Линейные судьи: Стив Бартон Девин Берг |
| Эрик Хаула (бол.) — 24:02 (Е. Дадонов, М. Хоффман) Майк Хоффман (бол.) — 40:41 (К. Яндл, А. Барков) Брайан Бойл — 42:48 | 1 : 0 1 : 1 2 : 1 3 : 1 3 : 2 | 36:26 — Жан-Габриэль Пажо (Э. Бовилье) 58:33 — Брок Нельсон (Р. Пулок, Д. Тэйвз) |                | Судьи: Эрик Фурлатт Тревор Хэнсон Линейные судьи: Стив Бартон Девин Берг |
| |                               |                                                                                  |                | Судьи: Эрик Фурлатт Тревор Хэнсон Линейные судьи: Стив Бартон Девин Берг |
| |                               |                                                                                  |                | Судьи: Эрик Фурлатт Тревор Хэнсон Линейные судьи: Стив Бартон Девин Берг |
| |                               |                                                                                  |                | Судьи: Эрик Фурлатт Тревор Хэнсон Линейные судьи: Стив Бартон Девин Берг |
| 6 мин | Штраф                         | 10 мин                                                                           |                | Судьи: Эрик Фурлатт Тревор Хэнсон Линейные судьи: Стив Бартон Девин Берг |
| |                               |                                                                                  |                |                                                                          |
| | 22                            | Броски                                                                           | 22             |                                                                          |

| 7 августа 12:00 | Флорида Пантерз | 1 : 5 (1:2, 0:1, 0:2) | Нью-Йорк Айлендерс | Скоушабэнк-арена |

| Отчёт                                               | Отчёт                               | Отчёт | Отчёт          | Отчёт                                                                   |
| --------------------------------------------------- | ----------------------------------- | --- | -------------- | ----------------------------------------------------------------------- |
|                                                     |                                     | |                |                                                                         |
|                                                     | Сергей Бобровский                   | Вратари | Семён Варламов | Судьи: Жан Эбер Горд Дуайер Линейные судьи: Давид Брисбуа Мишель Кормье |
|                                                     | Голы:                               | |                | Судьи: Жан Эбер Горд Дуайер Линейные судьи: Давид Брисбуа Мишель Кормье |
| Майк Хоффман (бол.) — 18:41 (Дж. Юбердо, А. Барков) | 0 : 1 0 : 2 1 : 2 1 : 3 1 : 4 1 : 5 | 11:32 — Энтони Бовилье (Дж. Бэйли, Б. Нельсон) 15:10 — Энтони Бовилье (М. Барзал, Р. Пулок) 28:01 — Брок Нельсон (бол.) (Дж. Бэйли, Д. Тэйвз) 50:34 — Мэтью Барзал (Дж. Эберле) 57:17 — Жан-Габриэль Пажо (п.в.) (Л. Комаров) |                | Судьи: Жан Эбер Горд Дуайер Линейные судьи: Давид Брисбуа Мишель Кормье |
|                                                     |                                     | |                | Судьи: Жан Эбер Горд Дуайер Линейные судьи: Давид Брисбуа Мишель Кормье |
|                                                     |                                     | |                | Судьи: Жан Эбер Горд Дуайер Линейные судьи: Давид Брисбуа Мишель Кормье |
|                                                     |                                     | |                | Судьи: Жан Эбер Горд Дуайер Линейные судьи: Давид Брисбуа Мишель Кормье |
| 6 мин                                               | Штраф                               | 10 мин |                | Судьи: Жан Эбер Горд Дуайер Линейные судьи: Давид Брисбуа Мишель Кормье |
|                                                     |                                     | |                |                                                                         |
|                                                     | 25                                  | Броски | 38             |                                                                         |

#### «Торонто Мейпл Лифс» (8) — «Коламбус Блю Джекетс» (9)
Первая встреча «Торонто» и «Коламбуса» в плей-офф. В регулярном чемпионате 2019/20 каждая из команд одержала по одной победе в двух очных поединках.
Серия завершилась победой «Блю Джекетс» в пяти матчах. Первый матч выиграл «Коламбус» благодаря шатауту Йоонаса Корписало. Второй матч также закончился «сухой» победой, но хоккеистов «Торонто». К середине матча № 3 «Мейпл Лифс» вели со счётом 3:0, однако хоккеисты «Коламбуса» смогли сначала сравнять счёт, а в овертайме одержать победу. В этом матче нападающий «Блю Джекетс» Пьер-Люк Дюбуа забросил три шайбы и стал первым игроком в истории своего клуба, оформившим хет-трик в плей-офф. В следующем матче менее чем за 4 минуты до финальной сирены уже «Коламбус» вёл со счётом 3:0, но «Торонто» сняв вратаря организовал финальный штурм, смог сравнять счёт и перевести игру в овертайм, где Остон Мэттьюс реализовал большинство и сравнял счёт в серии. В заключительном матче серии «Коламбус Блю Джекетс» забросил в ворота «Торонто Мейпл Лифс» три безответные шайбы и вышел в следующий раунд. Самым результативным игроком серии стал нападающий «кленовых листьев» Остон Мэттьюс, который в пяти матчах набрал 6 (2+4) очков.
| 2 августа 20:00 | Торонто Мейпл Лифс | 0 : 2 (0:0, 0:0, 0:2) | Коламбус Блю Джекетс | Скоушабэнк-арена |

| Отчёт  | Отчёт             | Отчёт                                                                                       | Отчёт            | Отчёт                                                                      |
| ------ | ----------------- | ------------------------------------------------------------------------------------------- | ---------------- | -------------------------------------------------------------------------- |
|        |                   |                                                                                             |                  |                                                                            |
|        | Фредерик Андерсен | Вратари                                                                                     | Йоонас Корписало | Судьи: Кевин Поллок Кайл Реман Линейные судьи: Давид Брисбуа Мишель Кормье |
|        | Голы:             |                                                                                             |                  | Судьи: Кевин Поллок Кайл Реман Линейные судьи: Давид Брисбуа Мишель Кормье |
|        | 0 : 1 0 : 2       | 41:05 — Кэм Аткинсон (Д. Савар) 59:41 — Александр Веннберг (п.в.) (Н. Фолиньо, К. Аткинсон) |                  | Судьи: Кевин Поллок Кайл Реман Линейные судьи: Давид Брисбуа Мишель Кормье |
|        |                   |                                                                                             |                  | Судьи: Кевин Поллок Кайл Реман Линейные судьи: Давид Брисбуа Мишель Кормье |
|        |                   |                                                                                             |                  | Судьи: Кевин Поллок Кайл Реман Линейные судьи: Давид Брисбуа Мишель Кормье |
|        |                   |                                                                                             |                  | Судьи: Кевин Поллок Кайл Реман Линейные судьи: Давид Брисбуа Мишель Кормье |
| 14 мин | Штраф             | 2 мин                                                                                       |                  | Судьи: Кевин Поллок Кайл Реман Линейные судьи: Давид Брисбуа Мишель Кормье |
|        |                   |                                                                                             |                  |                                                                            |
|        | 28                | Броски                                                                                      | 35               |                                                                            |

| 4 августа 16:00 | Торонто Мейпл Лифс | 3 : 0 (0:0, 1:0, 2:0) | Коламбус Блю Джекетс | Скоушабэнк-арена |

| Отчёт | Отчёт             | Отчёт   | Отчёт            | Отчёт                                                                     |
| --- | ----------------- | ------- | ---------------- | ------------------------------------------------------------------------- |
| |                   |         |                  |                                                                           |
| | Фредерик Андерсен | Вратари | Йоонас Корписало | Судьи: Горд Дуайер Жан Эбер Линейные судьи: Шендор Альфонсо Грег Деворски |
| | Голы:             |         |                  | Судьи: Горд Дуайер Жан Эбер Линейные судьи: Шендор Альфонсо Грег Деворски |
| Остон Мэттьюс — 36:00 (З. Хайман) Джон Таварес — 44:56 (Т. Дермотт, В. Нюландер) Морган Райлли (п.в.) — 59:17 (О. Мэттьюс, А. Керфут) | 1 : 0 2 : 0 3 : 0 |         |                  | Судьи: Горд Дуайер Жан Эбер Линейные судьи: Шендор Альфонсо Грег Деворски |
| |                   |         |                  | Судьи: Горд Дуайер Жан Эбер Линейные судьи: Шендор Альфонсо Грег Деворски |
| |                   |         |                  | Судьи: Горд Дуайер Жан Эбер Линейные судьи: Шендор Альфонсо Грег Деворски |
| |                   |         |                  | Судьи: Горд Дуайер Жан Эбер Линейные судьи: Шендор Альфонсо Грег Деворски |
| 10 мин | Штраф             | 12 мин  |                  | Судьи: Горд Дуайер Жан Эбер Линейные судьи: Шендор Альфонсо Грег Деворски |
| |                   |         |                  |                                                                           |
| | 39                | Броски  | 20               |                                                                           |

| 6 августа 20:00 | Коламбус Блю Джекетс | 4 : 3 (ОТ) (0:1, 1:2, 2:0, 1:0) | Торонто Мейпл Лифс | Скоушабэнк-арена |

| Отчёт | Отчёт                                                        | Отчёт | Отчёт             | Отчёт                                                                           |
| --- | ------------------------------------------------------------ | --- | ----------------- | ------------------------------------------------------------------------------- |
| |                                                              | |                   |                                                                                 |
| | Йоонас Корписало — 00:00-28:48 Элвис Мерзликин — 28:28-78:24 | Вратари | Фредерик Андерсен | Судьи: Уэс Макколи Фредерик Л’Экюйе Линейные судьи: Дерек Нансен Мэтт Макферсон |
| | Голы:                                                        | |                   | Судьи: Уэс Макколи Фредерик Л’Экюйе Линейные судьи: Дерек Нансен Мэтт Макферсон |
| Пьер-Люк Дюбуа — 31:39 (З. Веренски, К. Аткинсон) Сет Джонс — 47:27 Пьер-Люк Дюбуа — 50:49 (К. Аткинсон, Д. Савар) Пьер-Люк Дюбуа — 78:24 (А. Тексье) | 0 : 1 0 : 2 0 : 3 1 : 3 2 : 3 3 : 3 4 : 3                    | 18:52 — Коди Сиси (мен.) (А. Керфут, К. Капанен) 27:08 — Вильям Нюландер (бол.) (М. Марнер, О. Мэттьюс) 28:28 — Николас Робертсон (К. Капанен, А. Керфут) |                   | Судьи: Уэс Макколи Фредерик Л’Экюйе Линейные судьи: Дерек Нансен Мэтт Макферсон |
| |                                                              | |                   | Судьи: Уэс Макколи Фредерик Л’Экюйе Линейные судьи: Дерек Нансен Мэтт Макферсон |
| |                                                              | |                   | Судьи: Уэс Макколи Фредерик Л’Экюйе Линейные судьи: Дерек Нансен Мэтт Макферсон |
| |                                                              | |                   | Судьи: Уэс Макколи Фредерик Л’Экюйе Линейные судьи: Дерек Нансен Мэтт Макферсон |
| 4 мин | Штраф                                                        | 6 мин |                   | Судьи: Уэс Макколи Фредерик Л’Экюйе Линейные судьи: Дерек Нансен Мэтт Макферсон |
| |                                                              | |                   |                                                                                 |
| | 43                                                           | Броски | 36                |                                                                                 |

| 7 августа 20:00 | Коламбус Блю Джекетс | 3 : 4 (ОТ) (1:0, 1:0, 1:3, 0:1) | Торонто Мейпл Лифс | Скоушабэнк-арена |

| Отчёт | Отчёт                                   | Отчёт | Отчёт             | Отчёт                                                                   |
| --- | --------------------------------------- | --- | ----------------- | ----------------------------------------------------------------------- |
| |                                         | |                   |                                                                         |
| | Элвис Мерзликин                         | Вратари | Фредерик Андерсен | Судьи: Крис Ли Франсис Шаррон Линейные судьи: Брайан Панкич Дерек Амелл |
| | Голы:                                   | |                   | Судьи: Крис Ли Франсис Шаррон Линейные судьи: Брайан Панкич Дерек Амелл |
| Кэм Аткинсон — 03:58 (П.-Л. Дюбуа, Э. Мерзликин) Владислав Гавриков — 24:40 (Д. Савар, А. Тексье) Бун Дженнер — 54:18 (Н. Фолиньо) | 1 : 0 2 : 0 3 : 0 3 : 1 3 : 2 3 : 3 : 4 | 56:03 — Вильям Нюландер (З. Хайман, М. Марнер) 56:54 — Джон Таварес (О. Мэттьюс, М. Марнер) 59:37 — Зак Хайман (О. Мэттьюс, В. Нюландер) 73:10 — Остон Мэттьюс (бол.) (Дж. Таварес, М. Маренр) |                   | Судьи: Крис Ли Франсис Шаррон Линейные судьи: Брайан Панкич Дерек Амелл |
| |                                         | |                   | Судьи: Крис Ли Франсис Шаррон Линейные судьи: Брайан Панкич Дерек Амелл |
| |                                         | |                   | Судьи: Крис Ли Франсис Шаррон Линейные судьи: Брайан Панкич Дерек Амелл |
| |                                         | |                   | Судьи: Крис Ли Франсис Шаррон Линейные судьи: Брайан Панкич Дерек Амелл |
| 15 мин | Штраф                                   | 13 мин |                   | Судьи: Крис Ли Франсис Шаррон Линейные судьи: Брайан Панкич Дерек Амелл |
| |                                         | |                   |                                                                         |
| | 39                                      | Броски | 53                |                                                                         |

| 9 августа 20:00 | Торонто Мейпл Лифс | 0 : 3 (0:1, 0:0, 0:2) | Коламбус Блю Джекетс | Скоушабэнк-арена |

| Отчёт | Отчёт             | Отчёт                                                                                    | Отчёт            | Отчёт                                                                        |
| ----- | ----------------- | ---------------------------------------------------------------------------------------- | ---------------- | ---------------------------------------------------------------------------- |
|       |                   |                                                                                          |                  |                                                                              |
|       | Фредерик Андерсен | Вратари                                                                                  | Йоонас Корписало | Судьи: Уэс Макколи Кевин Поллок Линейные судьи: Грег Деворски Мэтт Макферсон |
|       | Голы:             |                                                                                          |                  | Судьи: Уэс Макколи Кевин Поллок Линейные судьи: Грег Деворски Мэтт Макферсон |
|       | 0 : 1 0 : 2 0 : 3 | 06:29 — Зак Веренски 51:40 — Лиам Фуди (Г. Нюквист, С. Джонс) 59:37 — Ник Фолиньо (п.в.) |                  | Судьи: Уэс Макколи Кевин Поллок Линейные судьи: Грег Деворски Мэтт Макферсон |
|       |                   |                                                                                          |                  | Судьи: Уэс Макколи Кевин Поллок Линейные судьи: Грег Деворски Мэтт Макферсон |
|       |                   |                                                                                          |                  | Судьи: Уэс Макколи Кевин Поллок Линейные судьи: Грег Деворски Мэтт Макферсон |
|       |                   |                                                                                          |                  | Судьи: Уэс Макколи Кевин Поллок Линейные судьи: Грег Деворски Мэтт Макферсон |
| 4 мин | Штраф             | 2 мин                                                                                    |                  | Судьи: Уэс Макколи Кевин Поллок Линейные судьи: Грег Деворски Мэтт Макферсон |
|       |                   |                                                                                          |                  |                                                                              |
|       | 33                | Броски                                                                                   | 22               |                                                                              |

### Квалификационный раунд Западной конференции
Начало матчей указано по Североамериканскому восточному времени (UTC-4).

#### «Эдмонтон Ойлерз» (5) — «Чикаго Блэкхокс» (12)
Пятая встреча в плей-офф между «Эдмонтон Ойлерз» и «Чикаго Блэкхокс». «Эдмонтон» выиграл три из четырёх предыдущих встреч. Последний раз команды встречались в плей-офф в финале конференции Кэмпбелла 1992 года, где «Чикаго» одержал «сухую» победу. В сезоне 2019/20 «Блэкхокс» выиграли у «Ойлерз» два матча из трёх.
Победу в серии одержали хоккеисты «Чикаго» в четырёх матчах. В первом матче серии нападающий «Блэкхокс» Доминик Кубалик набрал 5 очков (2+3) и установил рекорд НХЛ, став первым новичком в истории лиги с пятью очками в дебютной игре плей-офф. В матче № 2 капитан «Эдмонтона» Коннор Макдэвид сделал свой первый в карьере хет-трик в плей-офф, так же он стал самым результативным игроком серии, набрав в четырёх встречах 9 (5+4) очков.
| 1 августа 15:00 | Эдмонтон Ойлерз | 4 : 6 (1:4, 1:2, 2:0) | Чикаго Блэкхокс | Роджерс Плэйс |

| Отчёт | Отчёт                                                     | Отчёт | Отчёт         | Отчёт                                                                      |
| --- | --------------------------------------------------------- | --- | ------------- | -------------------------------------------------------------------------- |
| |                                                           | |               |                                                                            |
| | Майк Смит — 00:00-26:32 Микко Коскинен — 26:32-60:00      | Вратари | Кори Кроуфорд | Судьи: Брэд Майер Франсуа Сан-Лоран Линейные судьи: Скотт Черри Эндрю Смит |
| | Голы:                                                     | |               | Судьи: Брэд Майер Франсуа Сан-Лоран Линейные судьи: Скотт Черри Эндрю Смит |
| Коннор Макдэвид — 02:34 (бол.) (Л. Драйзайтль, О. Клефбом) Леон Драйзайтль — 24:13 (бол.) (К. Макдэвид, Р. Нюджент-Хопкинс) Джеймс Нил — 56:07 (бол.) (Р. Нюджент-Хопкинс, К. Макдэвид) Р. Нюджент-Хопкинс — 56:43 (бол.) (О. Клефбом, К. Макдэвид) | 1 : 0 1 : 1 : 2 1 : 3 1 : 4 2 : 4 2 : 5 2 : 6 3 : 6 4 : 6 | 05:51 — Дилан Строум 07:56 — Джонатан Тэйвз (бол.) (Д. Кубалик, П. Кейн) 09:17 — Брэндон Саад (О. Мяяття, Д. Кубалик) 12:57 — Джонатан Тэйвз (Д. Кубалик, Б. Саад) 26:32 — Доминик Кубалик (бол.) (Д. Кит, К. Дак) 37:35 — Доминик Кубалик (бол.) (Д. Кит, Дж. Тэйвз) |               | Судьи: Брэд Майер Франсуа Сан-Лоран Линейные судьи: Скотт Черри Эндрю Смит |
| |                                                           | |               | Судьи: Брэд Майер Франсуа Сан-Лоран Линейные судьи: Скотт Черри Эндрю Смит |
| |                                                           | |               | Судьи: Брэд Майер Франсуа Сан-Лоран Линейные судьи: Скотт Черри Эндрю Смит |
| |                                                           | |               | Судьи: Брэд Майер Франсуа Сан-Лоран Линейные судьи: Скотт Черри Эндрю Смит |
| 12 мин | Штраф                                                     | 8 мин |               | Судьи: Брэд Майер Франсуа Сан-Лоран Линейные судьи: Скотт Черри Эндрю Смит |
| |                                                           | |               |                                                                            |
| | 29                                                        | Броски | 42            |                                                                            |

| 3 августа 22:30 | Эдмонтон Ойлерз | 6 : 3 (2:1, 2:2, 2:0) | Чикаго Блэкхокс | Роджерс Плэйс |

| Отчёт | Отчёт                                                 | Отчёт | Отчёт         | Отчёт                                                                      |
| --- | ----------------------------------------------------- | --- | ------------- | -------------------------------------------------------------------------- |
| |                                                       | |               |                                                                            |
| | Микко Коскинен                                        | Вратари | Кори Кроуфорд | Судьи: Джон Макайзек Крис Руни Линейные судьи: Джонни Мюррей Тони Сериколо |
| | Голы:                                                 | |               | Судьи: Джон Макайзек Крис Руни Линейные судьи: Джонни Мюррей Тони Сериколо |
| Коннор Макдэвид — 00:19 (Д. Нерс, Р. Нюджент-Хопкинс) Коннор Макдэвид — 04:05 (Р. Нюджент-Хопкинс, И. Беар) Тайлер Эннис — 21:44 Коннор Макдэвид (бол.) — 37:10 (Р. Нюджент-Хопкинс, А. Чейссон) Джеймс Нил — 47:25 Алекс Чейссон — 48:05 | 1 : 0 2 : 0 2 : 1 3 : 1 3 : 2 3 : 3 4 : 3 5 : 3 6 : 3 | 29:06 — Патрик Кейн (А. Дебринкэт, С. Кукку) 24:22 — Слэйтер Кукку (А. Дебринкэт, К. Дак) 35:13 — Олли Мяяття (К. Дак, П. Кейн) |               | Судьи: Джон Макайзек Крис Руни Линейные судьи: Джонни Мюррей Тони Сериколо |
| |                                                       | |               | Судьи: Джон Макайзек Крис Руни Линейные судьи: Джонни Мюррей Тони Сериколо |
| |                                                       | |               | Судьи: Джон Макайзек Крис Руни Линейные судьи: Джонни Мюррей Тони Сериколо |
| |                                                       | |               | Судьи: Джон Макайзек Крис Руни Линейные судьи: Джонни Мюррей Тони Сериколо |
| 8 мин | Штраф                                                 | 10 мин |               | Судьи: Джон Макайзек Крис Руни Линейные судьи: Джонни Мюррей Тони Сериколо |
| |                                                       | |               |                                                                            |
| | 35                                                    | Броски | 26            |                                                                            |

| 5 августа 22:30 | Чикаго Блэкхокс | 4 : 3 (2:1, 0:2, 2:0) | Эдмонтон Ойлерз | Роджерс Плэйс |

| Отчёт | Отчёт                                 | Отчёт | Отчёт          | Отчёт                                                                      |
| --- | ------------------------------------- | --- | -------------- | -------------------------------------------------------------------------- |
| |                                       | |                |                                                                            |
| | Кори Кроуфорд                         | Вратари | Микко Коскинен | Судьи: Марк Жоаннетт Дэн О’Рурк Линейные судьи: Брэд Ковачик Либор Суханек |
| | Голы:                                 | |                | Судьи: Марк Жоаннетт Дэн О’Рурк Линейные судьи: Брэд Ковачик Либор Суханек |
| Олли Мяяття — 09:14 (П. Кейн, М. Хаймор) Джонатан Тэйвз (бол.) — 19:55 (К. Дак, А. Дебринкэт) Мэттью Хаймор — 54:13 (С. Кукку, О. Мяяття) Джонатан Тэйвз — 58:44 (К. Мерфи, Д. Кит) | 1 : 0 1 : 1 2 : 1 2 : 2 : 3 : 3 4 : 3 | 09:42 — Леон Драйзайтль (Т. Эннис) 24:07 — Леон Драйзайтль (М. Беннинг) 39:52 — Коннор Макдэвид (бол.) (Л. Драйзайтль, Р. Нюджент-Хопкинс) |                | Судьи: Марк Жоаннетт Дэн О’Рурк Линейные судьи: Брэд Ковачик Либор Суханек |
| |                                       | |                | Судьи: Марк Жоаннетт Дэн О’Рурк Линейные судьи: Брэд Ковачик Либор Суханек |
| |                                       | |                | Судьи: Марк Жоаннетт Дэн О’Рурк Линейные судьи: Брэд Ковачик Либор Суханек |
| |                                       | |                | Судьи: Марк Жоаннетт Дэн О’Рурк Линейные судьи: Брэд Ковачик Либор Суханек |
| 10 мин | Штраф                                 | 14 мин |                | Судьи: Марк Жоаннетт Дэн О’Рурк Линейные судьи: Брэд Ковачик Либор Суханек |
| |                                       | |                |                                                                            |
| | 25                                    | Броски | 28             |                                                                            |

| 7 августа 18:45 | Чикаго Блэкхокс | 3 : 2 (2:1, 0:1, 1:0) | Эдмонтон Ойлерз | Роджерс Плэйс |

| Отчёт | Отчёт                       | Отчёт                                                                                              | Отчёт          | Отчёт                                                                    |
| --- | --------------------------- | -------------------------------------------------------------------------------------------------- | -------------- | ------------------------------------------------------------------------ |
| |                             | |                |                                                                          |
| | Кори Кроуфорд               | Вратари                                                                                            | Микко Коскинен | Судьи: Брайан Покмара Стив Козари Линейные судьи: Эндрю Смит Пьер Расико |
| | Голы:                       | |                | Судьи: Брайан Покмара Стив Козари Линейные судьи: Эндрю Смит Пьер Расико |
| Брэндон Саад — 05:16 (К. Мерфи, Дж. Тэйвз) Мэттью Хаймор — 27:56 (Д. Кит, Р. Карпентер) Доминик Кубалик — 48:30 (Дж. Тэйвз) | 0 : 1 : 1 2 : 1 2 : 2 3 : 2 | 00:45 — Джош Арчибальд (К. Макдэвид, Д. Нерс) 22:02 — Райан Нюджент-Хопкинс (Дж. Нил, К. Макдэвид) |                | Судьи: Брайан Покмара Стив Козари Линейные судьи: Эндрю Смит Пьер Расико |
| |                             | |                | Судьи: Брайан Покмара Стив Козари Линейные судьи: Эндрю Смит Пьер Расико |
| |                             | |                | Судьи: Брайан Покмара Стив Козари Линейные судьи: Эндрю Смит Пьер Расико |
| |                             | |                | Судьи: Брайан Покмара Стив Козари Линейные судьи: Эндрю Смит Пьер Расико |
| 11 мин | Штраф                       | 6 мин                                                                                              |                | Судьи: Брайан Покмара Стив Козари Линейные судьи: Эндрю Смит Пьер Расико |
| |                             | |                |                                                                          |
| | 29                          | Броски                                                                                             | 45             |                                                                          |

#### «Нэшвилл Предаторз» (6) — «Аризона Койотис» (11)
Вторая встреча «Нэшвилла» и «Аризоны» в плей-офф. Впервые команды встретились в полуфинале Западной конференции 2012, где в пяти матчах сильнее оказались «Койотис». В сезонной серии каждая из команд одержала по одной победе.
«Аризона» выиграла серию в четырёх матчах. Самыми результативными игроками серии стали нападающие «Нэшвилл Предаторз» Филип Форсберг и Райан Джохансен, которые в четырёх матчах набрали по 5 очков.
| 2 августа 14:00 | Нэшвилл Предаторз | 3 : 4 (1:3, 0:1, 2:0) | Аризона Койотис | Роджерс Плэйс |

| Отчёт | Отчёт                                     | Отчёт | Отчёт        | Отчёт                                                                         |
| --- | ----------------------------------------- | --- | ------------ | ----------------------------------------------------------------------------- |
| |                                           | |              |                                                                               |
| | Юусе Сарос                                | Вратари | Дарси Кемпер | Судьи: Брайан Покмара Стив Козари Линейные судьи: Тони Сериколо Джонни Мюррей |
| | Голы:                                     | |              | Судьи: Брайан Покмара Стив Козари Линейные судьи: Тони Сериколо Джонни Мюррей |
| Филип Форсберг (бол.) — 19:57 (В. Арвидссон, Р. Йоси) Райан Эллис — 40:30 (Р. Джохансен, Р. Йоси) Филип Форсберг (бол.) — 48:56 (Р. Йоси, М. Дюшен) | 0 : 1 0 : 2 0 : 3 1 : 3 1 : 4 2 : 4 3 : 4 | 07:59 — Оливер Экман-Ларссон (Т. Холл, Д. Степан) 10:52 — Кристиан Дворак (Ф. Кессел) 15:42 — Клейтон Келлер (бол.) (К. Дворак) 36:25 — Михаэль Грабнер (мен.) |              | Судьи: Брайан Покмара Стив Козари Линейные судьи: Тони Сериколо Джонни Мюррей |
| |                                           | |              | Судьи: Брайан Покмара Стив Козари Линейные судьи: Тони Сериколо Джонни Мюррей |
| |                                           | |              | Судьи: Брайан Покмара Стив Козари Линейные судьи: Тони Сериколо Джонни Мюррей |
| |                                           | |              | Судьи: Брайан Покмара Стив Козари Линейные судьи: Тони Сериколо Джонни Мюррей |
| 14 мин | Штраф                                     | 12 мин |              | Судьи: Брайан Покмара Стив Козари Линейные судьи: Тони Сериколо Джонни Мюррей |
| |                                           | |              |                                                                               |
| | 43                                        | Броски | 37           |                                                                               |

| 4 августа 14:30 | Нэшвилл Предаторз | 4 : 2 (2:0, 1:0, 1:2) | Аризона Койотис | Роджерс Плэйс |

| Отчёт | Отчёт                               | Отчёт                                                                           | Отчёт        | Отчёт                                                                  |
| --- | ----------------------------------- | ------------------------------------------------------------------------------- | ------------ | ---------------------------------------------------------------------- |
| |                                     |                                                                                 |              |                                                                        |
| | Юусе Сарос                          | Вратари                                                                         | Дарси Кемпер | Судьи: Марк Жоаннетт Дэн О’Рурк Линейные судьи: Пьер Расико Эндрю Смит |
| | Голы:                               |                                                                                 |              | Судьи: Марк Жоаннетт Дэн О’Рурк Линейные судьи: Пьер Расико Эндрю Смит |
| Ник Бонино — 07:50 (Р. Гримальди, М. Экхольм) Райан Джохансен — 10:27 Калле Йернкрук — 26:02 (К. Сиссонс, Р. Йоси) Виктор Арвидссон (бол.) — 53:49 (Р. Джохансен) | 1 : 0 2 : 0 3 : 0 4 : 0 4 : 1 4 : 2 | 59:03 — Клейтон Келлер (Д. Степан) 59:12 — Лоусон Крауз (К. Фишер, Дж. Остерле) |              | Судьи: Марк Жоаннетт Дэн О’Рурк Линейные судьи: Пьер Расико Эндрю Смит |
| |                                     |                                                                                 |              | Судьи: Марк Жоаннетт Дэн О’Рурк Линейные судьи: Пьер Расико Эндрю Смит |
| |                                     |                                                                                 |              | Судьи: Марк Жоаннетт Дэн О’Рурк Линейные судьи: Пьер Расико Эндрю Смит |
| |                                     |                                                                                 |              | Судьи: Марк Жоаннетт Дэн О’Рурк Линейные судьи: Пьер Расико Эндрю Смит |
| 8 мин | Штраф                               | 10 мин                                                                          |              | Судьи: Марк Жоаннетт Дэн О’Рурк Линейные судьи: Пьер Расико Эндрю Смит |
| |                                     |                                                                                 |              |                                                                        |
| | 28                                  | Броски                                                                          | 26           |                                                                        |

| 5 августа 14:30 | Аризона Койотис | 4 : 1 (1:0, 0:1, 3:0) | Нэшвилл Предаторз | Роджерс Плэйс |

| Отчёт | Отчёт                         | Отчёт                                                | Отчёт      | Отчёт                                                                         |
| --- | ----------------------------- | ---------------------------------------------------- | ---------- | ----------------------------------------------------------------------------- |
| |                               |                                                      |            |                                                                               |
| | Дарси Кемпер                  | Вратари                                              | Юусе Сарос | Судьи: Франсуа Сан-Лоран Брэд Майер Линейные судьи: Райан Гиббонс Марк Шевчик |
| | Голы:                         |                                                      |            | Судьи: Франсуа Сан-Лоран Брэд Майер Линейные судьи: Райан Гиббонс Марк Шевчик |
| Кристиан Деворак — 05:09 (Н. Яльмарссон, Т. Холл) Конор Гарленд — 47:08 (Д. Степан, К. Келлер) Тэйлор Холл (бол.) — 55:38 (Ф. Кессел, О. Экман-Ларссон) Карл Сёдерберг (п.в.) — 58:06 | 1 : 0 1 : 1 2 : 1 3 : 1 4 : 1 | 27:31 — Виктор Арвидссон (Ф. Форсберг, Р. Джохансен) |            | Судьи: Франсуа Сан-Лоран Брэд Майер Линейные судьи: Райан Гиббонс Марк Шевчик |
| |                               |                                                      |            | Судьи: Франсуа Сан-Лоран Брэд Майер Линейные судьи: Райан Гиббонс Марк Шевчик |
| |                               |                                                      |            | Судьи: Франсуа Сан-Лоран Брэд Майер Линейные судьи: Райан Гиббонс Марк Шевчик |
| |                               |                                                      |            | Судьи: Франсуа Сан-Лоран Брэд Майер Линейные судьи: Райан Гиббонс Марк Шевчик |
| 6 мин | Штраф                         | 6 мин                                                |            | Судьи: Франсуа Сан-Лоран Брэд Майер Линейные судьи: Райан Гиббонс Марк Шевчик |
| |                               |                                                      |            |                                                                               |
| | 28                            | Броски                                               | 40         |                                                                               |

| 7 августа 14:30 | Аризона Койотис | 4 : 3 (ОТ) (1:0, 1:2, 1:1, 1:0) | Нэшвилл Предаторз | Роджерс Плэйс |

| Отчёт | Отчёт                                     | Отчёт | Отчёт      | Отчёт                                                                           |
| --- | ----------------------------------------- | --- | ---------- | ------------------------------------------------------------------------------- |
| |                                           | |            |                                                                                 |
| | Дарси Кемпер                              | Вратари | Юусе Сарос | Судьи: Ти Джей Лаксмор Келли Сазерленд Линейные судьи: Кил Марчисон Скотт Черри |
| | Голы:                                     | |            | Судьи: Ти Джей Лаксмор Келли Сазерленд Линейные судьи: Кил Марчисон Скотт Черри |
| Михаэль Грабнер — 17:27 (О. Экман-Ларссон) Фил Кессел — 21:37 Джордан Остерле — 44:21 (О. Экман-Ларссон, К. Келлер) Брэд Ричардсон — 65:27 (В. Хиностроза, Дж. Демерс) | 1 : 0 2 : 0 2 : 1 2 : 2 3 : 2 3 : 3 4 : 3 | 24:49 — Мэтт Дюшен (бол.) (Р. Йоси, Р. Джохансен) 28:26 — Виктор Арвидссон (Р. Эллис, Ф. Форсберг) 59:28 — Филип Форсберг (Р. Эллис, М. Гранлунд) |            | Судьи: Ти Джей Лаксмор Келли Сазерленд Линейные судьи: Кил Марчисон Скотт Черри |
| |                                           | |            | Судьи: Ти Джей Лаксмор Келли Сазерленд Линейные судьи: Кил Марчисон Скотт Черри |
| |                                           | |            | Судьи: Ти Джей Лаксмор Келли Сазерленд Линейные судьи: Кил Марчисон Скотт Черри |
| |                                           | |            | Судьи: Ти Джей Лаксмор Келли Сазерленд Линейные судьи: Кил Марчисон Скотт Черри |
| 8 мин | Штраф                                     | 2 мин |            | Судьи: Ти Джей Лаксмор Келли Сазерленд Линейные судьи: Кил Марчисон Скотт Черри |
| |                                           | |            |                                                                                 |
| | 34                                        | Броски | 52         |                                                                                 |

#### «Ванкувер Кэнакс» (7) — «Миннесота Уайлд» (10)
Вторая встреча в плей-офф между «Кэнакс» и «Уайлд». Предыдущая состоялась в 2003 году на стадии полуфинала Западной конференции и завершилась победой «Миннесоты» в семи матчах, совершив камбэк со счёта 1-3. В регулярном чемпионате 2019/20 «Миннесота Уайлд» выиграла у «Ванкувер Кэнакс» два матча из трёх.
«Ванкувер» выиграл серию в со счётом 3-1. Самым результативным игроком серии стал защитник «Кэнакс» Куинн Хьюз, который в четырёх матчах набрал 6 (1+5) очков.
| 2 августа 22:30 | Ванкувер Кэнакс | 0 : 3 (0:1, 0:1, 0:1) | Миннесота Уайлд | Роджерс Плэйс |

| Отчёт  | Отчёт             | Отчёт | Отчёт        | Отчёт                                                                         |
| ------ | ----------------- | --- | ------------ | ----------------------------------------------------------------------------- |
|        |                   | |              |                                                                               |
|        | Якоб Маркстрём    | Вратари | Алекс Стэлок | Судьи: Ти Джей Лаксмор Келли Сазерленд Линейные судьи: Пьер Расико Эндрю Смит |
|        | Голы:             | |              | Судьи: Ти Джей Лаксмор Келли Сазерленд Линейные судьи: Пьер Расико Эндрю Смит |
|        | 0 : 1 0 : 2 0 : 3 | 02:50 — Кевин Фиала (бол.) (Э. Стаал, Дж. Спёрджон) 30:24 — Джаред Спёрджон (бол.) (Э .Стаал) 59:13 — Джаред Спёрджон (п.в.) (Ю. Эрикссон Эк, М. Койву) |              | Судьи: Ти Джей Лаксмор Келли Сазерленд Линейные судьи: Пьер Расико Эндрю Смит |
|        |                   | |              | Судьи: Ти Джей Лаксмор Келли Сазерленд Линейные судьи: Пьер Расико Эндрю Смит |
|        |                   | |              | Судьи: Ти Джей Лаксмор Келли Сазерленд Линейные судьи: Пьер Расико Эндрю Смит |
|        |                   | |              | Судьи: Ти Джей Лаксмор Келли Сазерленд Линейные судьи: Пьер Расико Эндрю Смит |
| 27 мин | Штраф             | 11 мин |              | Судьи: Ти Джей Лаксмор Келли Сазерленд Линейные судьи: Пьер Расико Эндрю Смит |
|        |                   | |              |                                                                               |
|        | 28                | Броски | 31           |                                                                               |

| 4 августа 22:45 | Ванкувер Кэнакс | 4 : 3 (1:1, 2:0, 1:2) | Миннесота Уайлд | Роджерс Плэйс |

| Отчёт | Отчёт                                     | Отчёт | Отчёт        | Отчёт                                                                   |
| --- | ----------------------------------------- | --- | ------------ | ----------------------------------------------------------------------- |
| |                                           | |              |                                                                         |
| | Якоб Маркстрём                            | Вратари | Алекс Стэлок | Судьи: Джон Макайзек Крис Руни Линейные судьи: Кил Марчисон Скотт Черри |
| | Голы:                                     | |              | Судьи: Джон Макайзек Крис Руни Линейные судьи: Кил Марчисон Скотт Черри |
| Таннер Пирсон — 00:24 (Б. Хорват, А. Эдлер) Джей Ти Миллер — 23:01 Брок Бесер — 28:42 (Э. Петтерссон, А. Эдлер) Бо Хорват (бол.) — 46:42 (К. Хьюз, Джей Ти Миллер) | 1 : 0 1 : 1 2 : 1 3 : 1 4 : 1 4 : 2 4 : 3 | 17:16 — Люк Кунин (мен.) (З. Паризе, Р. Сутер) 57:31 — Кевин Фиала (Э. Стаал, З. Паризе) 59:51 — Кевин Фиала (М. Дамба, Э. Стаал) |              | Судьи: Джон Макайзек Крис Руни Линейные судьи: Кил Марчисон Скотт Черри |
| |                                           | |              | Судьи: Джон Макайзек Крис Руни Линейные судьи: Кил Марчисон Скотт Черри |
| |                                           | |              | Судьи: Джон Макайзек Крис Руни Линейные судьи: Кил Марчисон Скотт Черри |
| |                                           | |              | Судьи: Джон Макайзек Крис Руни Линейные судьи: Кил Марчисон Скотт Черри |
| 14 мин | Штраф                                     | 16 мин |              | Судьи: Джон Макайзек Крис Руни Линейные судьи: Кил Марчисон Скотт Черри |
| |                                           | |              |                                                                         |
| | 28                                        | Броски | 35           |                                                                         |

| 6 августа 14:30 | Миннесота Уайлд | 0 : 3 (0:0, 0:1, 0:2) | Ванкувер Кэнакс | Роджерс Плэйс |

| Отчёт  | Отчёт             | Отчёт | Отчёт          | Отчёт                                                                       |
| ------ | ----------------- | --- | -------------- | --------------------------------------------------------------------------- |
|        |                   | |                |                                                                             |
|        | Алекс Стэлок      | Вратари | Якоб Маркстрём | Судьи: Брайан Покмара Стив Козари Линейные судьи: Райан Гиббонс Марк Шевчик |
|        | Голы:             | |                | Судьи: Брайан Покмара Стив Козари Линейные судьи: Райан Гиббонс Марк Шевчик |
|        | 0 : 1 0 : 2 0 : 3 | 33:39 — Брок Бесер (бол.) (Э. Петтерссон, К. Хьюз) 42:18 — Антуан Руссель (К. Хьюз, К. Танев) 58:38 — Элиас Петтерссон (бол.) (К. Хьюз, Б. Бесер) |                | Судьи: Брайан Покмара Стив Козари Линейные судьи: Райан Гиббонс Марк Шевчик |
|        |                   | |                | Судьи: Брайан Покмара Стив Козари Линейные судьи: Райан Гиббонс Марк Шевчик |
|        |                   | |                | Судьи: Брайан Покмара Стив Козари Линейные судьи: Райан Гиббонс Марк Шевчик |
|        |                   | |                | Судьи: Брайан Покмара Стив Козари Линейные судьи: Райан Гиббонс Марк Шевчик |
| 22 мин | Штраф             | 22 мин |                | Судьи: Брайан Покмара Стив Козари Линейные судьи: Райан Гиббонс Марк Шевчик |
|        |                   | |                |                                                                             |
|        | 27                | Броски | 29             |                                                                             |

| 7 августа 22:45 | Миннесота Уайлд | 4 : 5 (ОТ) (2:1, 2:2, 0:1, 0:1) | Ванкувер Кэнакс | Роджерс Плэйс |

| Отчёт | Отчёт                                               | Отчёт | Отчёт          | Отчёт                                                                      |
| --- | --------------------------------------------------- | --- | -------------- | -------------------------------------------------------------------------- |
| |                                                     | |                |                                                                            |
| | Алекс Стэлок                                        | Вратари | Якоб Маркстрём | Судьи: Марк Жоаннетт Дэн О’Рурк Линейные судьи: Брэд Ковачик Либор Суханек |
| | Голы:                                               | |                | Судьи: Марк Жоаннетт Дэн О’Рурк Линейные судьи: Брэд Ковачик Либор Суханек |
| Люк Кунин (бол.) — 02:58 (М. Цуккарелло, Ю. Бродин) Эрик Стаал — 13:32 (М. Фолиньо, К. Фиала) Юэль Эрикссон Эк — 25:39 (З. Паризе, Ю. Бродин) Нико Штурм — 39:08 (Дж. Спёрджон) | 1 : 0 1 : 1 2 : 1 3 : 1 3 : 2 3 : 3 4 : 3 4 : 4 : 5 | 12:52 — Таннер Пирсон (Б. Хорват, К. Танев) 27:20 — Брэндон Саттер (К. Хьюз, Б. Хорват) 28:44 — Куинн Хьюз (бол.) (Джей Ти Миллер, Э. Петтерссон) 54:14 — Бо Хорват (Т. Пирсон, К. Танев) 60:11 — Кристофер Танев |                | Судьи: Марк Жоаннетт Дэн О’Рурк Линейные судьи: Брэд Ковачик Либор Суханек |
| |                                                     | |                | Судьи: Марк Жоаннетт Дэн О’Рурк Линейные судьи: Брэд Ковачик Либор Суханек |
| |                                                     | |                | Судьи: Марк Жоаннетт Дэн О’Рурк Линейные судьи: Брэд Ковачик Либор Суханек |
| |                                                     | |                | Судьи: Марк Жоаннетт Дэн О’Рурк Линейные судьи: Брэд Ковачик Либор Суханек |
| 13 мин | Штраф                                               | 15 мин |                | Судьи: Марк Жоаннетт Дэн О’Рурк Линейные судьи: Брэд Ковачик Либор Суханек |
| |                                                     | |                |                                                                            |
| | 29                                                  | Броски | 31             |                                                                            |

#### «Калгари Флэймз» (8) — «Виннипег Джетс» (9)
Никогда ранее эти два клуба не встречались в плей-офф. В сезоне 2019/20 «Калгари Флэймз» и «Виннипег Джетс» провели между собой один матч, который проходил на «открытом воздухе» и завершился победой «Виннипега» в овертайме со счётом 2:1.
«Калгари» победил в серии в четырёх матчах. Самым результативным игроком серии стал нападающий «Флэймз» Шон Монахан, который в четырёх матчах набрал 6 (2+4) очков.
| 1 августа 22:30 | Калгари Флэймз | 4 : 1 (0:1, 3:0, 1:0) | Виннипег Джетс | Роджерс Плэйс |

| Отчёт | Отчёт                       | Отчёт                                     | Отчёт            | Отчёт                                                                    |
| --- | --------------------------- | ----------------------------------------- | ---------------- | ------------------------------------------------------------------------ |
| |                             |                                           |                  |                                                                          |
| | Кэм Тэлбот                  | Вратари                                   | Коннор Хеллебайк | Судьи: Джон Макайзек Крис Руни Линейные судьи: Райан Гиббонс Марк Шевчик |
| | Голы:                       |                                           |                  | Судьи: Джон Макайзек Крис Руни Линейные судьи: Райан Гиббонс Марк Шевчик |
| Джонни Годро — 27:06 (бол.) (Ш. Монахан, Э. Линдхольм) Тобиас Ридер — 32:51 (Ти Джей Броди) Микаэль Баклунд — 38:14 (бол.) (Э. Манджипани, М. Лучич) Эндрю Манджипани — 58:19 (п.в.) | 0 : 1 : 1 2 : 1 3 : 1 4 : 1 | 08:51 — Эндрю Копп (А. Лаури, Д. Куликов) |                  | Судьи: Джон Макайзек Крис Руни Линейные судьи: Райан Гиббонс Марк Шевчик |
| |                             |                                           |                  | Судьи: Джон Макайзек Крис Руни Линейные судьи: Райан Гиббонс Марк Шевчик |
| |                             |                                           |                  | Судьи: Джон Макайзек Крис Руни Линейные судьи: Райан Гиббонс Марк Шевчик |
| |                             |                                           |                  | Судьи: Джон Макайзек Крис Руни Линейные судьи: Райан Гиббонс Марк Шевчик |
| 19 мин | Штраф                       | 13 мин                                    |                  | Судьи: Джон Макайзек Крис Руни Линейные судьи: Райан Гиббонс Марк Шевчик |
| |                             |                                           |                  |                                                                          |
| | 33                          | Броски                                    | 18               |                                                                          |

| 3 августа 14:30 | Калгари Флэймз | 2 : 3 (0:1, 2:1, 0:1) | Виннипег Джетс | Роджерс Плэйс |

| Отчёт                                                              | Отчёт                         | Отчёт | Отчёт            | Отчёт                                                                      |
| ------------------------------------------------------------------ | ----------------------------- | --- | ---------------- | -------------------------------------------------------------------------- |
|                                                                    |                               | |                  |                                                                            |
|                                                                    | Кэм Тэлбот                    | Вратари | Коннор Хеллебайк | Судьи: Брайан Покмара Стив Козари Линейные судьи: Кил Марчисон Скотт Черри |
|                                                                    | Голы:                         | |                  | Судьи: Брайан Покмара Стив Козари Линейные судьи: Кил Марчисон Скотт Черри |
| Элиас Линдхольм — 31:29 Сэм Беннетт — 37:29 (М. Лучич, Н. Ханифин) | 0 : 1 0 : 2 1 : 2 2 : 2 2 : 3 | 07:18 — Дженсен Харкинс (А. Лаури, Дж. Рословик) 25:43 — Адам Лаури (Дж. Рословик, Дж. Моррисси) 50:24 — Николай Элерс (бол.) (Н. Пионк, К. Коннор) |                  | Судьи: Брайан Покмара Стив Козари Линейные судьи: Кил Марчисон Скотт Черри |
|                                                                    |                               | |                  | Судьи: Брайан Покмара Стив Козари Линейные судьи: Кил Марчисон Скотт Черри |
|                                                                    |                               | |                  | Судьи: Брайан Покмара Стив Козари Линейные судьи: Кил Марчисон Скотт Черри |
|                                                                    |                               | |                  | Судьи: Брайан Покмара Стив Козари Линейные судьи: Кил Марчисон Скотт Черри |
| 14 мин                                                             | Штраф                         | 14 мин |                  | Судьи: Брайан Покмара Стив Козари Линейные судьи: Кил Марчисон Скотт Черри |
|                                                                    |                               | |                  |                                                                            |
|                                                                    | 30                            | Броски | 26               |                                                                            |

| 4 августа 16:45 | Виннипег Джетс | 2 : 6 (1:1, 1:3, 0:2) | Калгари Флэймз | Роджерс Плэйс |

| Отчёт                                                                                | Отчёт                                         | Отчёт | Отчёт      | Отчёт                                                                             |
| ------------------------------------------------------------------------------------ | --------------------------------------------- | --- | ---------- | --------------------------------------------------------------------------------- |
|                                                                                      |                                               | |            |                                                                                   |
|                                                                                      | Коннор Хеллебайк                              | Вратари | Кэм Тэлбот | Судьи: Ти Джей Лаксмор Келли Сазерленд Линейные судьи: Брэд Ковачик Либор Суханек |
|                                                                                      | Голы:                                         | |            | Судьи: Ти Джей Лаксмор Келли Сазерленд Линейные судьи: Брэд Ковачик Либор Суханек |
| Николай Элерс — 10:04 (Д. Куликов, Н. Больё) Эндрю Копп — 28:09 (Б. Уилер, Н. Пионк) | 1 : 0 1 : 1 : 2 1 : 3 2 : 3 2 : 4 2 : 5 2 : 6 | 10:22 — Элиас Линдхольм (бол.) (Э. Густавссон, Ш. Монахан) 25:37 — Микаэль Баклунд (Э. Манджипани) 27:49 — Шон Монахан (бол.) (Э. Линдхольм, Дж. Годро) 32:48 — Мэттью Ткачук (Э. Манджипани, М. Баклунд) 48:28 — Милан Лучич (бол.) (Д. Дюбе, М. Джиордано) 57:41 — Джонни Годро (п.в.) (Ш. Монахан) |            | Судьи: Ти Джей Лаксмор Келли Сазерленд Линейные судьи: Брэд Ковачик Либор Суханек |
|                                                                                      |                                               | |            | Судьи: Ти Джей Лаксмор Келли Сазерленд Линейные судьи: Брэд Ковачик Либор Суханек |
|                                                                                      |                                               | |            | Судьи: Ти Джей Лаксмор Келли Сазерленд Линейные судьи: Брэд Ковачик Либор Суханек |
|                                                                                      |                                               | |            | Судьи: Ти Джей Лаксмор Келли Сазерленд Линейные судьи: Брэд Ковачик Либор Суханек |
| 8 мин                                                                                | Штраф                                         | 4 мин |            | Судьи: Ти Джей Лаксмор Келли Сазерленд Линейные судьи: Брэд Ковачик Либор Суханек |
|                                                                                      |                                               | |            |                                                                                   |
|                                                                                      | 35                                            | Броски | 32         |                                                                                   |

| 6 августа 22:30 | Виннипег Джетс | 0 : 4 (0:2, 0:0, 0:2) | Калгари Флэймз | Роджерс Плэйс |

| Отчёт  | Отчёт                   | Отчёт | Отчёт      | Отчёт                                                                           |
| ------ | ----------------------- | --- | ---------- | ------------------------------------------------------------------------------- |
|        |                         | |            |                                                                                 |
|        | Коннор Хеллебайк        | Вратари | Кэм Тэлбот | Судьи: Брэд Майер Франсуа Сан-Лоран Линейные судьи: Тони Сериколо Джонни Мюррей |
|        | Голы:                   | |            | Судьи: Брэд Майер Франсуа Сан-Лоран Линейные судьи: Тони Сериколо Джонни Мюррей |
|        | 0 : 1 0 : 2 0 : 3 0 : 4 | 03:21 — Диллон Дюбе (Э. Густавссон, Ш. Монахан) 19:59 — Сэм Беннетт (Н. Ханифин, М. Ткачук) 56:59 — Шон Монахан (п.в.) (Т. Ридер, Д. Райан) 57:18 — Расмус Андерссон (п.в.) (М. Лучич, С. Беннетт) |            | Судьи: Брэд Майер Франсуа Сан-Лоран Линейные судьи: Тони Сериколо Джонни Мюррей |
|        |                         | |            | Судьи: Брэд Майер Франсуа Сан-Лоран Линейные судьи: Тони Сериколо Джонни Мюррей |
|        |                         | |            | Судьи: Брэд Майер Франсуа Сан-Лоран Линейные судьи: Тони Сериколо Джонни Мюррей |
|        |                         | |            | Судьи: Брэд Майер Франсуа Сан-Лоран Линейные судьи: Тони Сериколо Джонни Мюррей |
| 11 мин | Штраф                   | 9 мин |            | Судьи: Брэд Майер Франсуа Сан-Лоран Линейные судьи: Тони Сериколо Джонни Мюррей |
|        |                         | |            |                                                                                 |
|        | 31                      | Броски | 34         |                                                                                 |

## Первый раунд
Начало матчей указано по Североамериканскому восточному времени (UTC-4).

### Восточная конференция

#### «Филадельфия Флайерз» (1) — «Монреаль Канадиенс» (8)
Седьмая встреча «Филадельфии» и «Монреаля» в плей-офф. В предыдущих шести каждая из команд одержала по три победы. Последний раз команды встречались в финале Восточной конференции 2010 года, где в пяти встречах сильнее оказались «Флайерз». В регулярном чемпионате «Филадельфия Флайерз» выиграла у «Монреаль Канадиенс» два матча из трёх.
«Филадельфия» обыграла «Монреаль» в шести матчах. Самым результативным игроком серии стал нападающий «Флайерз» Якуб Ворачек, который в шести матчах набрал 6 (4+2) очков.
| 12 августа 20:00 | Филадельфия Флайерз | 2 : 1 (1:0, 1:1, 0:0) | Монреаль Канадиенс | Скоушабэнк-арена |

| Отчёт                                                                                | Отчёт             | Отчёт                                            | Отчёт      | Отчёт                                                                         |
| ------------------------------------------------------------------------------------ | ----------------- | ------------------------------------------------ | ---------- | ----------------------------------------------------------------------------- |
|                                                                                      |                   |                                                  |            |                                                                               |
|                                                                                      | Картер Харт       | Вратари                                          | Кэри Прайс | Судьи: Тревор Хэнсон Эрик Фурлатт Линейные судьи: Мэтт Макферсон Дерек Нансен |
|                                                                                      | Голы:             |                                                  |            | Судьи: Тревор Хэнсон Эрик Фурлатт Линейные судьи: Мэтт Макферсон Дерек Нансен |
| Якуб Ворачек (бол.) — 08:54 (И. Проворов, К. Жиру) Джоэл Фараби — 34:54 (Т. Сэнхайм) | 1 : 0 1 : 1 2 : 1 | 34:38 — Ши Уэбер (бол.) (Дж. Друэн, Б. Галлахер) |            | Судьи: Тревор Хэнсон Эрик Фурлатт Линейные судьи: Мэтт Макферсон Дерек Нансен |
|                                                                                      |                   |                                                  |            | Судьи: Тревор Хэнсон Эрик Фурлатт Линейные судьи: Мэтт Макферсон Дерек Нансен |
|                                                                                      |                   |                                                  |            | Судьи: Тревор Хэнсон Эрик Фурлатт Линейные судьи: Мэтт Макферсон Дерек Нансен |
|                                                                                      |                   |                                                  |            | Судьи: Тревор Хэнсон Эрик Фурлатт Линейные судьи: Мэтт Макферсон Дерек Нансен |
| 6 мин                                                                                | Штраф             | 10 мин                                           |            | Судьи: Тревор Хэнсон Эрик Фурлатт Линейные судьи: Мэтт Макферсон Дерек Нансен |
|                                                                                      |                   |                                                  |            |                                                                               |
|                                                                                      | 31                | Броски                                           | 28         |                                                                               |

| 14 августа 15:00 | Филадельфия Флайерз | 0 : 5 (0:2, 0:2, 0:1) | Монреаль Канадиенс | Скоушабэнк-арена |

| Отчёт  | Отчёт                                                  | Отчёт | Отчёт      | Отчёт                                                              |
| ------ | ------------------------------------------------------ | --- | ---------- | ------------------------------------------------------------------ |
|        |                                                        | |            |                                                                    |
|        | Картер Харт — 00:00-37:57 Брайан Эллиотт — 37:57-60:00 | Вратари | Кэри Прайс | Судьи: Жан Эбер Горд Дуайер Линейные судьи: Девин Берг Стив Бартон |
|        | Голы:                                                  | |            | Судьи: Жан Эбер Горд Дуайер Линейные судьи: Девин Берг Стив Бартон |
|        | 0 : 1 0 : 2 0 : 3 0 : 4 0 : 5                          | 01:02 — Томаш Татар (Б. Галлахер) 12:36 — Йеспери Котканиеми (Дж. Друэн, М. Доми) 21:25 — Томаш Татар (В. Мете, М. Доми) 37:57 — Йоэль Армиа (Дж. Эванс, А. Бельзиль) 50:35 — Йеспери Котканиеми (бол.) (М. Доми, В. Мете) |            | Судьи: Жан Эбер Горд Дуайер Линейные судьи: Девин Берг Стив Бартон |
|        |                                                        | |            | Судьи: Жан Эбер Горд Дуайер Линейные судьи: Девин Берг Стив Бартон |
|        |                                                        | |            | Судьи: Жан Эбер Горд Дуайер Линейные судьи: Девин Берг Стив Бартон |
|        |                                                        | |            | Судьи: Жан Эбер Горд Дуайер Линейные судьи: Девин Берг Стив Бартон |
| 26 мин | Штраф                                                  | 24 мин |            | Судьи: Жан Эбер Горд Дуайер Линейные судьи: Девин Берг Стив Бартон |
|        |                                                        | |            |                                                                    |
|        | 30                                                     | Броски | 32         |                                                                    |

| 16 августа 20:00 | Монреаль Канадиенс | 0 : 1 (0:1, 0:0, 0:0) | Филадельфия Флайерз | Скоушабэнк-арена |

| Отчёт  | Отчёт      | Отчёт                                   | Отчёт       | Отчёт                                                                    |
| ------ | ---------- | --------------------------------------- | ----------- | ------------------------------------------------------------------------ |
|        |            |                                         |             |                                                                          |
|        | Кэри Прайс | Вратари                                 | Картер Харт | Судьи: Крис Ли Франсис Шаррон Линейные судьи: Давид Брисбуа Мишель Корье |
|        | Голы:      |                                         |             | Судьи: Крис Ли Франсис Шаррон Линейные судьи: Давид Брисбуа Мишель Корье |
|        | 0 : 1      | 05:21 — Якуб Ворачек (К. Жиру, Р. Хегг) |             | Судьи: Крис Ли Франсис Шаррон Линейные судьи: Давид Брисбуа Мишель Корье |
|        |            |                                         |             | Судьи: Крис Ли Франсис Шаррон Линейные судьи: Давид Брисбуа Мишель Корье |
|        |            |                                         |             | Судьи: Крис Ли Франсис Шаррон Линейные судьи: Давид Брисбуа Мишель Корье |
|        |            |                                         |             | Судьи: Крис Ли Франсис Шаррон Линейные судьи: Давид Брисбуа Мишель Корье |
| 12 мин | Штраф      | 6 мин                                   |             | Судьи: Крис Ли Франсис Шаррон Линейные судьи: Давид Брисбуа Мишель Корье |
|        |            |                                         |             |                                                                          |
|        | 23         | Броски                                  | 20          |                                                                          |

| 18 августа 15:00 | Монреаль Канадиенс | 0 : 2 (0:1, 0:1, 0:0) | Филадельфия Флайерз | Скоушабэнк-арена |

| Отчёт | Отчёт       | Отчёт                                                                                       | Отчёт       | Отчёт                                                                         |
| ----- | ----------- | ------------------------------------------------------------------------------------------- | ----------- | ----------------------------------------------------------------------------- |
|       |             |                                                                                             |             |                                                                               |
|       | Кэри Прайс  | Вратари                                                                                     | Картер Харт | Судьи: Уэс Макколи Фредерик Л’Экюйе Линейные судьи: Дерек Амелл Брайан Пансич |
|       | Голы:       |                                                                                             |             | Судьи: Уэс Макколи Фредерик Л’Экюйе Линейные судьи: Дерек Амелл Брайан Пансич |
|       | 0 : 1 0 : 2 | 06:32 — Михаэль Раффль (Ш. Кутюрье, Я. Ворачек) 37:04 — Филипп Майерс (Т. Конекни, К. Хейз) |             | Судьи: Уэс Макколи Фредерик Л’Экюйе Линейные судьи: Дерек Амелл Брайан Пансич |
|       |             |                                                                                             |             | Судьи: Уэс Макколи Фредерик Л’Экюйе Линейные судьи: Дерек Амелл Брайан Пансич |
|       |             |                                                                                             |             | Судьи: Уэс Макколи Фредерик Л’Экюйе Линейные судьи: Дерек Амелл Брайан Пансич |
|       |             |                                                                                             |             | Судьи: Уэс Макколи Фредерик Л’Экюйе Линейные судьи: Дерек Амелл Брайан Пансич |
| 6 мин | Штраф       | 4 мин                                                                                       |             | Судьи: Уэс Макколи Фредерик Л’Экюйе Линейные судьи: Дерек Амелл Брайан Пансич |
|       |             |                                                                                             |             |                                                                               |
|       | 29          | Броски                                                                                      | 22          |                                                                               |

| 19 августа 20:00 | Филадельфия Флайерз | 3 : 5 (0:1, 2:2, 1:2) | Монреаль Канадиенс | Скоушабэнк-арена |

| Отчёт | Отчёт                                     | Отчёт | Отчёт      | Отчёт                                                                   |
| --- | ----------------------------------------- | --- | ---------- | ----------------------------------------------------------------------- |
| |                                           | |            |                                                                         |
| | Картер Харт                               | Вратари | Кэри Прайс | Судьи: Кайл Реман Крис Ли Линейные судьи: Шандор Альфонсо Грег Деворски |
| | Голы:                                     | |            | Судьи: Кайл Реман Крис Ли Линейные судьи: Шандор Альфонсо Грег Деворски |
| Якуб Ворачек (бол.) — 22:35 (К. Жиру, И. Проворов) Якуб Ворачек (бол.) — 26:37 (К. Жиру, Ш. Кутюрье) Джоэл Фараби (бол.) — 50:37 (Я. Ворачек, Ш. Кутюрье) | 0 : 1 : 1 2 : 1 2 : 2 : 3 : 3 3 : 4 3 : 5 | 02:53 — Йоэль Армиа (мен.) (К. Улле, Б. Кулак) 30:12 — Йоэль Армиа (Б. Кулак) 31:30 — Брендан Галлахер (бол.) (Н. Сузуки, Дж. Друэн) 50:59 — Ник Сузуки (Дж. Друэн) 59:42 — Филлип Дано (п.в.) (А. Лехконен) |            | Судьи: Кайл Реман Крис Ли Линейные судьи: Шандор Альфонсо Грег Деворски |
| |                                           | |            | Судьи: Кайл Реман Крис Ли Линейные судьи: Шандор Альфонсо Грег Деворски |
| |                                           | |            | Судьи: Кайл Реман Крис Ли Линейные судьи: Шандор Альфонсо Грег Деворски |
| |                                           | |            | Судьи: Кайл Реман Крис Ли Линейные судьи: Шандор Альфонсо Грег Деворски |
| 34 мин | Штраф                                     | 33 мин |            | Судьи: Кайл Реман Крис Ли Линейные судьи: Шандор Альфонсо Грег Деворски |
| |                                           | |            |                                                                         |
| | 29                                        | Броски | 33         |                                                                         |

| 21 августа 19:00 | Монреаль Канадиенс | 2 : 3 (1:2, 1:1, 0:0) | Филадельфия Флайерз | Скоушабэнк-арена |

| Отчёт                                                                                    | Отчёт                         | Отчёт | Отчёт       | Отчёт                                                              |
| ---------------------------------------------------------------------------------------- | ----------------------------- | --- | ----------- | ------------------------------------------------------------------ |
|                                                                                          |                               | |             |                                                                    |
|                                                                                          | Кэри Прайс                    | Вратари | Картер Харт | Судьи: Жан Эбер Горд Дуайер Линейные судьи: Стив Бартон Девин Берг |
|                                                                                          | Голы:                         | |             | Судьи: Жан Эбер Горд Дуайер Линейные судьи: Стив Бартон Девин Берг |
| Ник Сузуки (бол.) — 10:03 (Й. Армиа, Дж. Друэн) Ник Сузуки — 26:05 (Дж. Друэн, Й. Армиа) | 0 : 1 0 : 2 1 : 2 1 : 3 2 : 3 | 00:28 — Иван Проворов (К. Хейз) 05:23 — Кевин Хейз (Д. Грант) 24:26 — Михаэль Раффль (Т. Сэнхайм, Я. Ворачек) |             | Судьи: Жан Эбер Горд Дуайер Линейные судьи: Стив Бартон Девин Берг |
|                                                                                          |                               | |             | Судьи: Жан Эбер Горд Дуайер Линейные судьи: Стив Бартон Девин Берг |
|                                                                                          |                               | |             | Судьи: Жан Эбер Горд Дуайер Линейные судьи: Стив Бартон Девин Берг |
|                                                                                          |                               | |             | Судьи: Жан Эбер Горд Дуайер Линейные судьи: Стив Бартон Девин Берг |
| 8 мин                                                                                    | Штраф                         | 4 мин |             | Судьи: Жан Эбер Горд Дуайер Линейные судьи: Стив Бартон Девин Берг |
|                                                                                          |                               | |             |                                                                    |
|                                                                                          | 33                            | Броски | 17          |                                                                    |

#### «Тампа-Бэй Лайтнинг» (2) — «Коламбус Блю Джекетс» (7)
Вторая встреча «Тампы» и «Коламбуса» в плей-офф. Предыдущая состоялась в первом раунде прошлогоднего розыгрыша Кубка Стэнли, где «Коламбус» одержал «сухую» победу в серии. В регулярном чемпионате 2019/20 команды провели между собой только один матч, в котором сильнее оказались «Лайтнинг».
«Лайтнинг» выиграли серию в пяти матчах. Первый матч серии завершился победой «Тампы» в 5-м овертайме. Этот матч стал самым продолжительным в истории обеих команд и 4-м в истории НХЛ по продолжительности, а вратарь «Коламбуса» Йоонас Корписало отразив 85 бросков, установил новый рекорд лиги по количеству совершённых «сейвов» в одном матче. Самыми результативными игроками серии стали нападающие «Лайтнинг» Брэйден Пойнт и Никита Кучеров, которые в пяти матчах набрали по 7 очков.
| 11 августа 15:00 | Тампа-Бэй Лайтнинг | 3 : 2 (5ОТ) (1:1, 0:1, 1:0, 0:0, 0:0, 0:0, 0:0, 1:0) | Коламбус Блю Джекетс | Скоушабэнк-арена |

| Отчёт | Отчёт                     | Отчёт                                                                                                  | Отчёт            | Отчёт                                                                 |
| --- | ------------------------- | --- | ---------------- | --------------------------------------------------------------------- |
| |                           | |                  |                                                                       |
| | Андрей Василевский        | Вратари                                                                                                | Йоонас Корписало | Судьи: Горд Дуайер Жан Эбер Линейные судьи: Дерек Амелл Брайан Пансич |
| | Голы:                     | |                  | Судьи: Горд Дуайер Жан Эбер Линейные судьи: Дерек Амелл Брайан Пансич |
| Брэйден Пойнт — 06:27 (Н. Кучеров, В. Хедман) Янни Гурд — 40:23 (Р. Макдона, Б. Коулман) Брэйден Пойнт — 150:27 (Н. Кучеров, М. Сергачёв) | 0 : 1 : 1 1 : 2 : 2 3 : 2 | 02:39 — Пьер-Люк Дюбуа (бол.) (А. Тексье, С. Джонс) 39:12 — Оливер Бьоркстранд (П.-Л. Дюбуа, Д. Кукан) |                  | Судьи: Горд Дуайер Жан Эбер Линейные судьи: Дерек Амелл Брайан Пансич |
| |                           | |                  | Судьи: Горд Дуайер Жан Эбер Линейные судьи: Дерек Амелл Брайан Пансич |
| |                           | |                  | Судьи: Горд Дуайер Жан Эбер Линейные судьи: Дерек Амелл Брайан Пансич |
| |                           | |                  | Судьи: Горд Дуайер Жан Эбер Линейные судьи: Дерек Амелл Брайан Пансич |
| 10 мин | Штраф                     | 8 мин                                                                                                  |                  | Судьи: Горд Дуайер Жан Эбер Линейные судьи: Дерек Амелл Брайан Пансич |
| |                           | |                  |                                                                       |
| | 88                        | Броски                                                                                                 | 63               |                                                                       |

| 13 августа 15:00 | Тампа-Бэй Лайтнинг | 1 : 3 (1:2, 0:0, 0:1) | Коламбус Блю Джекетс | Скоушабэнк-арена |

| Отчёт                                       | Отчёт                 | Отчёт | Отчёт            | Отчёт                                                                       |
| ------------------------------------------- | --------------------- | --- | ---------------- | --------------------------------------------------------------------------- |
|                                             |                       | |                  |                                                                             |
|                                             | Андрей Василевский    | Вратари | Йоонас Корписало | Судьи: Крис Ли Франсис Шаррон Линейные судьи: Грег Деворски Шандор Альфонсо |
|                                             | Голы:                 | |                  | Судьи: Крис Ли Франсис Шаррон Линейные судьи: Грег Деворски Шандор Альфонсо |
| Никита Кучеров — 05:24 (О. Палат, Б. Пойнт) | 1 : 0 1 : 1 : 2 1 : 3 | 12:52 — Райан Мюррей (П.-Л. Дюбуа) 18:35 — Оливер Бьоркстранд (бол.) (П.-Л. Дюбуа, А. Тексье) 51:27 — Александр Веннберг (Л. Фуди, Н. Фолиньо) |                  | Судьи: Крис Ли Франсис Шаррон Линейные судьи: Грег Деворски Шандор Альфонсо |
|                                             |                       | |                  | Судьи: Крис Ли Франсис Шаррон Линейные судьи: Грег Деворски Шандор Альфонсо |
|                                             |                       | |                  | Судьи: Крис Ли Франсис Шаррон Линейные судьи: Грег Деворски Шандор Альфонсо |
|                                             |                       | |                  | Судьи: Крис Ли Франсис Шаррон Линейные судьи: Грег Деворски Шандор Альфонсо |
| 6 мин                                       | Штраф                 | 4 мин |                  | Судьи: Крис Ли Франсис Шаррон Линейные судьи: Грег Деворски Шандор Альфонсо |
|                                             |                       | |                  |                                                                             |
|                                             | 37                    | Броски | 22               |                                                                             |

| 15 августа 19:30 | Коламбус Блю Джекетс | 2 : 3 (0:1, 1:2, 1:0) | Тампа-Бэй Лайтнинг | Скоушабэнк-арена |

| Отчёт                                                                      | Отчёт                       | Отчёт | Отчёт              | Отчёт                                                                           |
| -------------------------------------------------------------------------- | --------------------------- | --- | ------------------ | ------------------------------------------------------------------------------- |
|                                                                            |                             | |                    |                                                                                 |
|                                                                            | Йоонас Корписало            | Вратари | Андрей Василевский | Судьи: Уэс Макколи Фредерик Л’Экюйе Линейные судьи: Мэтт Макферсон Дерек Нансен |
|                                                                            | Голы:                       | |                    | Судьи: Уэс Макколи Фредерик Л’Экюйе Линейные судьи: Мэтт Макферсон Дерек Нансен |
| Райли Нэш — 21:49 (Г. Нюквист) Эрик Робинсон — 41:37 (Р. Нэш, А. Веннберг) | 0 : 1 : 1 1 : 2 1 : 3 2 : 3 | 15:48 — Алекс Киллорн (Э. Сирелли, З. Богосян) 34:16 — Брэйден Пойнт (Р. Макдона, Н. Кучеров) 38:53 — Виктор Хедман (К. Верхеги, С. Пакетт) |                    | Судьи: Уэс Макколи Фредерик Л’Экюйе Линейные судьи: Мэтт Макферсон Дерек Нансен |
|                                                                            |                             | |                    | Судьи: Уэс Макколи Фредерик Л’Экюйе Линейные судьи: Мэтт Макферсон Дерек Нансен |
|                                                                            |                             | |                    | Судьи: Уэс Макколи Фредерик Л’Экюйе Линейные судьи: Мэтт Макферсон Дерек Нансен |
|                                                                            |                             | |                    | Судьи: Уэс Макколи Фредерик Л’Экюйе Линейные судьи: Мэтт Макферсон Дерек Нансен |
| 2 мин                                                                      | Штраф                       | 8 мин |                    | Судьи: Уэс Макколи Фредерик Л’Экюйе Линейные судьи: Мэтт Макферсон Дерек Нансен |
|                                                                            |                             | |                    |                                                                                 |
|                                                                            | 17                          | Броски | 34                 |                                                                                 |

| 17 августа 15:00 | Коламбус Блю Джекетс | 1 : 2 (0:0, 1:2, 0:0) | Тампа-Бэй Лайтнинг | Скоушабэнк-арена |

| Отчёт                                           | Отчёт             | Отчёт                                                                                    | Отчёт              | Отчёт                                                                |
| ----------------------------------------------- | ----------------- | ---------------------------------------------------------------------------------------- | ------------------ | -------------------------------------------------------------------- |
|                                                 |                   |                                                                                          |                    |                                                                      |
|                                                 | Йоонас Корписало  | Вратари                                                                                  | Андрей Василевский | Судьи: Уэс Макколи Кайл Реман Линейные судьи: Стив Бартон Девин Берг |
|                                                 | Голы:             |                                                                                          |                    | Судьи: Уэс Макколи Кайл Реман Линейные судьи: Стив Бартон Девин Берг |
| Кэм Аткинсон — 25:48 (П.-Л. Дюбуа, З. Веренски) | 0 : 1 0 : 2 1 : 2 | 20:16 — Баркли Гудроу (Б. Коулман, Я. Гурд) 24:09 — Янни Гурд (К. Шаттенкирк, Б. Гудроу) |                    | Судьи: Уэс Макколи Кайл Реман Линейные судьи: Стив Бартон Девин Берг |
|                                                 |                   |                                                                                          |                    | Судьи: Уэс Макколи Кайл Реман Линейные судьи: Стив Бартон Девин Берг |
|                                                 |                   |                                                                                          |                    | Судьи: Уэс Макколи Кайл Реман Линейные судьи: Стив Бартон Девин Берг |
|                                                 |                   |                                                                                          |                    | Судьи: Уэс Макколи Кайл Реман Линейные судьи: Стив Бартон Девин Берг |
| 8 мин                                           | Штраф             | 6 мин                                                                                    |                    | Судьи: Уэс Макколи Кайл Реман Линейные судьи: Стив Бартон Девин Берг |
|                                                 |                   |                                                                                          |                    |                                                                      |
|                                                 | 29                | Броски                                                                                   | 22                 |                                                                      |

| 19 августа 12:00 | Тампа-Бэй Лайтнинг | 5 : 4 (ОТ) (2:1, 0:2, 2:1, 1:0) | Коламбус Блю Джекетс | Скоушабэнк-арена |

| Отчёт | Отчёт                                               | Отчёт | Отчёт            | Отчёт                                                                         |
| --- | --------------------------------------------------- | --- | ---------------- | ----------------------------------------------------------------------------- |
| |                                                     | |                  |                                                                               |
| | Андрей Василевский                                  | Вратари | Йоонас Корписало | Судьи: Эрик Фурлатт Тревор Хэнсон Линейные судьи: Мишель Кормье Давид Брисбуа |
| | Голы:                                               | |                  | Судьи: Эрик Фурлатт Тревор Хэнсон Линейные судьи: Мишель Кормье Давид Брисбуа |
| Тайлер Джонсон — 05:38 (Э. Чернак, Э. Сирелли) Блейк Коулман — 06:39 (З. Богосян) Кевин Шаттенкирк — 52:01 (Б. Пойнт, Н. Кучеров) Энтони Сирелли — 58:22 (Б. Пойнт, Н. Кучеров) Брэйден Пойнт — 65:12 (Н. Кучеров) | 1 : 0 2 : 0 2 : 1 2 : 2 : 3 2 : 4 3 : 4 4 : 4 5 : 4 | 11:51 — Ник Фолиньо (А. Веннберг, К. Аткинсон) 29:35 — Кевин Стенлунд (бол.) (С. Джонс, К. Аткинсон) 39:44 — Александр Веннберг (В. Гавриков, Н. Фолиньо) 49:33 — Оливер Бьоркстранд (П.-Л. Дюбуа, В. Гавриков) |                  | Судьи: Эрик Фурлатт Тревор Хэнсон Линейные судьи: Мишель Кормье Давид Брисбуа |
| |                                                     | |                  | Судьи: Эрик Фурлатт Тревор Хэнсон Линейные судьи: Мишель Кормье Давид Брисбуа |
| |                                                     | |                  | Судьи: Эрик Фурлатт Тревор Хэнсон Линейные судьи: Мишель Кормье Давид Брисбуа |
| |                                                     | |                  | Судьи: Эрик Фурлатт Тревор Хэнсон Линейные судьи: Мишель Кормье Давид Брисбуа |
| 14 мин | Штраф                                               | 2 мин |                  | Судьи: Эрик Фурлатт Тревор Хэнсон Линейные судьи: Мишель Кормье Давид Брисбуа |
| |                                                     | |                  |                                                                               |
| | 25                                                  | Броски | 41               |                                                                               |

#### «Вашингтон Кэпиталз» (3) — «Нью-Йорк Айлендерс» (6)
Восьмая встреча этих двух клубов в плей-офф. Из предыдущих семи «Нью-Йорк Айлендерс» выиграл пять. Последний раз команды встречались в первом раунде плей-офф 2015 года, где в семи матчах сильнее оказался «Вашингтон». В регулярном чемпионате 2019/20 команды встречались между собой 4 раза, одержав в них по две победы.
«Нью-Йорк Айлендерс» выиграл серию со счётом 4-1. Самым результативным игроком серии стал защитник «Кэпиталз» Джон Карлсон, который в пяти матчах набрал 6 (0+6) очков.
| 12 августа 15:00 | Вашингтон Кэпиталз | 2 : 4 (0:0, 2:1, 0:3) | Нью-Йорк Айлендерс | Скоушабэнк-арена |

| Отчёт                                                                                              | Отчёт                             | Отчёт | Отчёт          | Отчёт                                                                 |
| -------------------------------------------------------------------------------------------------- | --------------------------------- | --- | -------------- | --------------------------------------------------------------------- |
| |                                   | |                |                                                                       |
| | Брэйден Холтби                    | Вратари | Семён Варламов | Судьи: Кевин Поллок Кайл Реман Линейные судьи: Стив Бартон Девин Берг |
| | Голы:                             | |                | Судьи: Кевин Поллок Кайл Реман Линейные судьи: Стив Бартон Девин Берг |
| Ти Джей Оши (бол.) — 25:27 (Е. Кузнецов, Дж. Карлсон) Ти Джей Оши — 31:18 (Т. Уилсон, Дж. Карлсон) | 1 : 0 2 : 0 2 : 1 2 : 2 : 3 2 : 4 | 38:57 — Джордан Эберле (М. Барзал) 40:51 — Андерс Ли (Р. Пулок, Б. Нельсон) 46:52 — Джош Бэйли (мен.) (Б. Нельсон) 51:55 — Энтони Бовилье (Дж. Бэйли, М. Барзал) |                | Судьи: Кевин Поллок Кайл Реман Линейные судьи: Стив Бартон Девин Берг |
| |                                   | |                | Судьи: Кевин Поллок Кайл Реман Линейные судьи: Стив Бартон Девин Берг |
| |                                   | |                | Судьи: Кевин Поллок Кайл Реман Линейные судьи: Стив Бартон Девин Берг |
| |                                   | |                | Судьи: Кевин Поллок Кайл Реман Линейные судьи: Стив Бартон Девин Берг |
| 17 мин                                                                                             | Штраф                             | 23 мин |                | Судьи: Кевин Поллок Кайл Реман Линейные судьи: Стив Бартон Девин Берг |
| |                                   | |                |                                                                       |
| | 26                                | Броски | 27             |                                                                       |

| 14 августа 20:00 | Вашингтон Кэпиталз | 2 : 5 (1:0, 1:3, 0:2) | Нью-Йорк Айлендерс | Скоушабэнк-арена |

| Отчёт                                                                                              | Отчёт                                 | Отчёт | Отчёт          | Отчёт                                                                         |
| -------------------------------------------------------------------------------------------------- | ------------------------------------- | --- | -------------- | ----------------------------------------------------------------------------- |
| |                                       | |                |                                                                               |
| | Брэйден Холтби                        | Вратари | Семён Варламов | Судьи: Эрик Фурлатт Тревор Хэнсон Линейные судьи: Мишель Кормье Давид Брисбуа |
| | Голы:                                 | |                | Судьи: Эрик Фурлатт Тревор Хэнсон Линейные судьи: Мишель Кормье Давид Брисбуа |
| Александр Овечкин — 00:56 (Т. Уилсон, Дж. Карлсон) Александр Овечкин — 26:39 (Б. Диллон, Д. Орлов) | 1 : 0 1 : 1 : 2 : 2 2 : 3 2 : 4 2 : 5 | 22:56 — Ник Ледди (бол.) (Дж. Бэйли, Э. Бовилье) Мэтт Мартин — 25:01 (С. Мэйфилд) Брок Нельсон — 26:54 Кэл Клаттербак — 57:14 (Ж.-Г. Пажо) Андерс Ли (п.в.) — 58:21 (Ж.-Г. Пажо, А. Пелек) |                | Судьи: Эрик Фурлатт Тревор Хэнсон Линейные судьи: Мишель Кормье Давид Брисбуа |
| |                                       | |                | Судьи: Эрик Фурлатт Тревор Хэнсон Линейные судьи: Мишель Кормье Давид Брисбуа |
| |                                       | |                | Судьи: Эрик Фурлатт Тревор Хэнсон Линейные судьи: Мишель Кормье Давид Брисбуа |
| |                                       | |                | Судьи: Эрик Фурлатт Тревор Хэнсон Линейные судьи: Мишель Кормье Давид Брисбуа |
| 14 мин                                                                                             | Штраф                                 | 8 мин |                | Судьи: Эрик Фурлатт Тревор Хэнсон Линейные судьи: Мишель Кормье Давид Брисбуа |
| |                                       | |                |                                                                               |
| | 25                                    | Броски | 32             |                                                                               |

| 16 августа 12:00 | Нью-Йорк Айлендерс | 2 : 1 (ОТ) (1:0, 0:1, 0:0, 1:0) | Вашингтон Кэпиталз | Скоушабэнк-арена |

| Отчёт                                                                                | Отчёт             | Отчёт                                              | Отчёт          | Отчёт                                                                 |
| ------------------------------------------------------------------------------------ | ----------------- | -------------------------------------------------- | -------------- | --------------------------------------------------------------------- |
|                                                                                      |                   |                                                    |                |                                                                       |
|                                                                                      | Семён Варламов    | Вратари                                            | Брэйден Холтби | Судьи: Жан Эбер Горд Дуайер Линейные судьи: Дерек Амелл Брайан Пансич |
|                                                                                      | Голы:             |                                                    |                | Судьи: Жан Эбер Горд Дуайер Линейные судьи: Дерек Амелл Брайан Пансич |
| Андерс Ли — 14:50 (А. Пелек, Р. Пулок) Мэтью Барзал — 64:28 (Дж. Эберле, Д. Брассар) | 1 : 0 1 : 1 2 : 1 | 25:50 — Евгений Кузнецов (Дж. Карлсон, А. Овечкин) |                | Судьи: Жан Эбер Горд Дуайер Линейные судьи: Дерек Амелл Брайан Пансич |
|                                                                                      |                   |                                                    |                | Судьи: Жан Эбер Горд Дуайер Линейные судьи: Дерек Амелл Брайан Пансич |
|                                                                                      |                   |                                                    |                | Судьи: Жан Эбер Горд Дуайер Линейные судьи: Дерек Амелл Брайан Пансич |
|                                                                                      |                   |                                                    |                | Судьи: Жан Эбер Горд Дуайер Линейные судьи: Дерек Амелл Брайан Пансич |
| 4 мин                                                                                | Штраф             | 10 мин                                             |                | Судьи: Жан Эбер Горд Дуайер Линейные судьи: Дерек Амелл Брайан Пансич |
|                                                                                      |                   |                                                    |                |                                                                       |
|                                                                                      | 34                | Броски                                             | 23             |                                                                       |

| 18 августа 20:00 | Нью-Йорк Айлендерс | 2 : 3 (2:0, 0:2, 0:1) | Вашингтон Кэпиталз | Скоушабэнк-арена |

| Отчёт                                                                                       | Отчёт                       | Отчёт | Отчёт          | Отчёт                                                                       |
| ------------------------------------------------------------------------------------------- | --------------------------- | --- | -------------- | --------------------------------------------------------------------------- |
|                                                                                             |                             | |                |                                                                             |
|                                                                                             | Семён Варламов              | Вратари | Брэйден Холтби | Судьи: Франсис Шаррон Крис Ли Линейные судьи: Шандор Альфонсо Грег Деворски |
|                                                                                             | Голы:                       | |                | Судьи: Франсис Шаррон Крис Ли Линейные судьи: Шандор Альфонсо Грег Деворски |
| Жан-Габриэль Пажо — 03:50 (С. Мэйфилд, К. Сизикас) Мэтью Барзал — 09:16 (Н. Ледди, Э. Грин) | 1 : 0 2 : 0 2 : 1 2 : 2 : 3 | 23:35 — Евгений Кузнецов (Дж. Карлсон, Б. Холтби) 25:29 — Александр Овечкин (бол.) (Дж. Карлсон, Е. Кузнецов) 43:40 — Александр Овечкин (Д. Орлов) |                | Судьи: Франсис Шаррон Крис Ли Линейные судьи: Шандор Альфонсо Грег Деворски |
|                                                                                             |                             | |                | Судьи: Франсис Шаррон Крис Ли Линейные судьи: Шандор Альфонсо Грег Деворски |
|                                                                                             |                             | |                | Судьи: Франсис Шаррон Крис Ли Линейные судьи: Шандор Альфонсо Грег Деворски |
|                                                                                             |                             | |                | Судьи: Франсис Шаррон Крис Ли Линейные судьи: Шандор Альфонсо Грег Деворски |
| 12 мин                                                                                      | Штраф                       | 14 мин |                | Судьи: Франсис Шаррон Крис Ли Линейные судьи: Шандор Альфонсо Грег Деворски |
|                                                                                             |                             | |                |                                                                             |
|                                                                                             | 26                          | Броски | 29             |                                                                             |

| 20 августа 20:00 | Вашингтон Кэпиталз | 0 : 4 (0:1, 0:1, 0:2) | Нью-Йорк Айлендерс | Скоушабэнк-арена |

| Отчёт | Отчёт                   | Отчёт | Отчёт          | Отчёт                                                                           |
| ----- | ----------------------- | --- | -------------- | ------------------------------------------------------------------------------- |
|       |                         | |                |                                                                                 |
|       | Брэйден Холтби          | Вратари | Семён Варламов | Судьи: Фредерик Л’Экюйе Уэс Макколи Линейные судьи: Мэтт Макферсон Дерек Нансен |
|       | Голы:                   | |                | Судьи: Фредерик Л’Экюйе Уэс Макколи Линейные судьи: Мэтт Макферсон Дерек Нансен |
|       | 0 : 1 0 : 2 0 : 3 0 : 4 | 10:19 — Энтони Бовилье (бол.) (Б. Нельсон, Дж. Бэйли) 29:33 — Энтони Бовилье (Дж. Бэйли) 57:47 — Ник Ледди (п.в.) 58:31 — Джош Бэйли (п.в.) |                | Судьи: Фредерик Л’Экюйе Уэс Макколи Линейные судьи: Мэтт Макферсон Дерек Нансен |
|       |                         | |                | Судьи: Фредерик Л’Экюйе Уэс Макколи Линейные судьи: Мэтт Макферсон Дерек Нансен |
|       |                         | |                | Судьи: Фредерик Л’Экюйе Уэс Макколи Линейные судьи: Мэтт Макферсон Дерек Нансен |
|       |                         | |                | Судьи: Фредерик Л’Экюйе Уэс Макколи Линейные судьи: Мэтт Макферсон Дерек Нансен |
| 6 мин | Штраф                   | 4 мин |                | Судьи: Фредерик Л’Экюйе Уэс Макколи Линейные судьи: Мэтт Макферсон Дерек Нансен |
|       |                         | |                |                                                                                 |
|       | 21                      | Броски | 17             |                                                                                 |

#### «Бостон Брюинз» (4) — «Каролина Харрикейнз» (5)
Четвёртая (шестая включая «Хартфорд Уэйлерс») встреча «Бостона» и «Каролины» в плей-офф. Из всех предыдущих встреч «Харрикейнз» выиграли только в одной. Последний раз команды встречались в плей-офф в финале Восточной конференции 2019, где «Бостон» выиграл серию «всухую». Единственный матч регулярного чемпионата 2019/20 сыгранный между этими двумя командами выиграли «Брюинз».
«Бостон» победил в серии в пяти матчах. После первого матча вратарь «Брюинз» Туукка Раск покинул расположение команды и отказался от дальнейшего участия в плей-офф, сославшись на семейные обстоятельства. Самым результативным игроком серии стал нападающий «Брюинз» Давид Крейчи, который в пяти матчах набрал 8 (3+5) очков.
| 12 августа 11:00 | Бостон Брюинз | 4 : 3 (2ОТ) (1:1, 1:1, 1:1, 0:0, 1:0) | Каролина Харрикейнз | Скоушабэнк-арена |

| Отчёт | Отчёт                                   | Отчёт | Отчёт       | Отчёт                                                                     |
| --- | --------------------------------------- | --- | ----------- | ------------------------------------------------------------------------- |
| |                                         | |             |                                                                           |
| | Туукка Раск                             | Вратари | Петр Мразек | Судьи: Франсис Шаррон Крис Ли Линейные судьи: Мишель Кормье Давид Брисбуа |
| | Голы:                                   | |             | Судьи: Франсис Шаррон Крис Ли Линейные судьи: Мишель Кормье Давид Брисбуа |
| Давид Пастрняк — 17:45 (Б. Маршан, П. Бержерон) Чарли Койл — 24:38 (А. Бьорк, Н. Ричи) Давид Крейчи — 40:59 (О. Каше, Ч. Макэвой) Патрис Бержерон — 81:13 (Д. Пастрняк, Б. Маршан) | 0 : 1 : 1 2 : 1 2 : 2 3 : 2 3 : 3 4 : 3 | 13:02 — Джоэль Эдмундсон (Т. Терявяйнен, С. Ахо) 24:59 — Брок Макгинн (мен.) 49:49 — Хэйдн Флёри (В. Трочек) |             | Судьи: Франсис Шаррон Крис Ли Линейные судьи: Мишель Кормье Давид Брисбуа |
| |                                         | |             | Судьи: Франсис Шаррон Крис Ли Линейные судьи: Мишель Кормье Давид Брисбуа |
| |                                         | |             | Судьи: Франсис Шаррон Крис Ли Линейные судьи: Мишель Кормье Давид Брисбуа |
| |                                         | |             | Судьи: Франсис Шаррон Крис Ли Линейные судьи: Мишель Кормье Давид Брисбуа |
| 8 мин | Штраф                                   | 10 мин |             | Судьи: Франсис Шаррон Крис Ли Линейные судьи: Мишель Кормье Давид Брисбуа |
| |                                         | |             |                                                                           |
| | 40                                      | Броски | 28          |                                                                           |

| 13 августа 20:00 | Бостон Брюинз | 2 : 3 (1:0, 1:2, 0:1) | Каролина Харрикейнз | Скоушабэнк-арена |

| Отчёт                                                                                                | Отчёт                     | Отчёт | Отчёт         | Отчёт                                                                          |
| --- | ------------------------- | --- | ------------- | ------------------------------------------------------------------------------ |
| |                           | |               |                                                                                |
| | Туукка Раск               | Вратари | Джеймс Раймер | Судьи: Уэс Макколи Фредерик Л’Экюайе Линейные судьи: Дерек Амелл Брайан Пансич |
| | Голы:                     | |               | Судьи: Уэс Макколи Фредерик Л’Экюайе Линейные судьи: Дерек Амелл Брайан Пансич |
| Давид Крейчи (бол.) — 15:41 (Б. Маршан, Т. Круг) Брэд Маршан (бол.) — 35:55 (П. Бержерон, Д. Крейчи) | 1 : 0 1 : 1 : 2 : 2 2 : 3 | 35:13 — Теуво Терявяйнен (бол.) (А. Свечников, С. Ахо) 36:41 — Андрей Свечников (М. Нечас, Т. Ван Римсдайк) 48:30 — Дуги Хэмилтон (М. Нечас) |               | Судьи: Уэс Макколи Фредерик Л’Экюайе Линейные судьи: Дерек Амелл Брайан Пансич |
| |                           | |               | Судьи: Уэс Макколи Фредерик Л’Экюайе Линейные судьи: Дерек Амелл Брайан Пансич |
| |                           | |               | Судьи: Уэс Макколи Фредерик Л’Экюайе Линейные судьи: Дерек Амелл Брайан Пансич |
| |                           | |               | Судьи: Уэс Макколи Фредерик Л’Экюайе Линейные судьи: Дерек Амелл Брайан Пансич |
| 8 мин                                                                                                | Штраф                     | 8 мин |               | Судьи: Уэс Макколи Фредерик Л’Экюайе Линейные судьи: Дерек Амелл Брайан Пансич |
| |                           | |               |                                                                                |
| | 35                        | Броски | 26            |                                                                                |

| 15 августа 12:00 | Каролина Харрикейнз | 1 : 3 (0:0, 0:1, 1:2) | Бостон Брюинз | Скоушабэнк-арена |

| Отчёт                           | Отчёт                   | Отчёт | Отчёт         | Отчёт                                                                         |
| ------------------------------- | ----------------------- | --- | ------------- | ----------------------------------------------------------------------------- |
|                                 |                         | |               |                                                                               |
|                                 | Петр Мразек             | Вратари | Ярослав Галак | Судьи: Кайл Реман Тревор Хэнсон Линейные судьи: Шендор Альфонсо Грег Деворски |
|                                 | Голы:                   | |               | Судьи: Кайл Реман Тревор Хэнсон Линейные судьи: Шендор Альфонсо Грег Деворски |
| Нино Нидеррайтер (бол.) — 46:30 | 0 : 1 0 : 2 1 : 2 1 : 3 | 20:14 — Чарли Койл (бол.) (Б.Маршан, Д. Крейчи) 41:16 — Шон Курали (мен.) (Ч. Койл, Ч. Макэвой) 59:29 — Брэд Маршан (п.в.) (Д. Крейчи) |               | Судьи: Кайл Реман Тревор Хэнсон Линейные судьи: Шендор Альфонсо Грег Деворски |
|                                 |                         | |               | Судьи: Кайл Реман Тревор Хэнсон Линейные судьи: Шендор Альфонсо Грег Деворски |
|                                 |                         | |               | Судьи: Кайл Реман Тревор Хэнсон Линейные судьи: Шендор Альфонсо Грег Деворски |
|                                 |                         | |               | Судьи: Кайл Реман Тревор Хэнсон Линейные судьи: Шендор Альфонсо Грег Деворски |
| 10 мин                          | Штраф                   | 10 мин |               | Судьи: Кайл Реман Тревор Хэнсон Линейные судьи: Шендор Альфонсо Грег Деворски |
|                                 |                         | |               |                                                                               |
|                                 | 30                      | Броски | 39            |                                                                               |

| 17 августа 20:00 | Каролина Харрикейнз | 3 : 4 (1:0, 1:0, 1:4) | Бостон Брюинз | Скоушабэнк-арена |

| Отчёт | Отчёт                                   | Отчёт | Отчёт         | Отчёт                                                                         |
| --- | --------------------------------------- | --- | ------------- | ----------------------------------------------------------------------------- |
| |                                         | |               |                                                                               |
| | Ярослав Галак                           | Вратари | Джеймс Раймер | Судьи: Эрик Фурлатт Тревор Хэнсон Линейные судьи: Мэтт Макферсон Дерек Нансен |
| | Голы:                                   | |               | Судьи: Эрик Фурлатт Тревор Хэнсон Линейные судьи: Мэтт Макферсон Дерек Нансен |
| Джастин Уильямс — 09:17 (Дж. Гардинер, В. Трочек) Джордан Мартинук — 32:08 (С. Ахо) Теуво Терявяйнен — 58:33 (Б. Шей, Д. Хэмилтон) | 1 : 0 2 : 0 2 : 1 2 : 2 : 3 2 : 4 3 : 4 | 47:26 — Джейк Дебраск (О. Каше, К. Клифтон) 50:10 — Коннор Клифтон (Ю. Нордстрём, К. Вагнер) 51:40 — Брэд Маршан (Т. Круг) 54:17 — Джейк Дебраск (О. Каше, Д. Крейчи) |               | Судьи: Эрик Фурлатт Тревор Хэнсон Линейные судьи: Мэтт Макферсон Дерек Нансен |
| |                                         | |               | Судьи: Эрик Фурлатт Тревор Хэнсон Линейные судьи: Мэтт Макферсон Дерек Нансен |
| |                                         | |               | Судьи: Эрик Фурлатт Тревор Хэнсон Линейные судьи: Мэтт Макферсон Дерек Нансен |
| |                                         | |               | Судьи: Эрик Фурлатт Тревор Хэнсон Линейные судьи: Мэтт Макферсон Дерек Нансен |
| 6 мин | Штраф                                   | 2 мин |               | Судьи: Эрик Фурлатт Тревор Хэнсон Линейные судьи: Мэтт Макферсон Дерек Нансен |
| |                                         | |               |                                                                               |
| | 19                                      | Броски | 33            |                                                                               |

| 19 августа 16:00 | Бостон Брюинз | 2 : 1 (0:1, 2:0, 0:0) | Каролина Харрикейнз | Скоушабэнк-арена |

| Отчёт | Отчёт           | Отчёт                                      | Отчёт       | Отчёт                                                              |
| --- | --------------- | ------------------------------------------ | ----------- | ------------------------------------------------------------------ |
| |                 |                                            |             |                                                                    |
| | Ярослав Галак   | Вратари                                    | Петр Мразек | Судьи: Горд Дуайер Жан Эбер Линейные судьи: Девин Берг Стив Бартон |
| | Голы:           |                                            |             | Судьи: Горд Дуайер Жан Эбер Линейные судьи: Девин Берг Стив Бартон |
| Давид Крейчи (бол.) — 35:20 (Д. Пастрняк, П. Бержерон) Патрис Бержерон (бол.) — 39:56 (Д. Пастрняк, Д. Крейчи) | 0 : 1 : 1 2 : 1 | 09:35 — Хейдн Флёри (С. Ахо, Дж. Мартинук) |             | Судьи: Горд Дуайер Жан Эбер Линейные судьи: Девин Берг Стив Бартон |
| |                 |                                            |             | Судьи: Горд Дуайер Жан Эбер Линейные судьи: Девин Берг Стив Бартон |
| |                 |                                            |             | Судьи: Горд Дуайер Жан Эбер Линейные судьи: Девин Берг Стив Бартон |
| |                 |                                            |             | Судьи: Горд Дуайер Жан Эбер Линейные судьи: Девин Берг Стив Бартон |
| 6 мин | Штраф           | 8 мин                                      |             | Судьи: Горд Дуайер Жан Эбер Линейные судьи: Девин Берг Стив Бартон |
| |                 |                                            |             |                                                                    |
| | 27              | Броски                                     | 24          |                                                                    |

### Западная конференция

#### «Вегас Голден Найтс» (1) — «Чикаго Блэкхокс» (8)
Ранее эти две команды никогда не встречались в плей-офф. В регулярном чемпионате 2019/20 «Вегас» одержал две победы в трёх матчах против «Чикаго».
«Вегас» победил в серии в пяти матчах. Самым результативным игроком серии стал нападающий «Голден Найтс» Райлли Смит, который в пяти матчах набрал 6 (3+3) очков.
| 11 августа 22:30 | Вегас Голден Найтс | 4 : 1 (0:0, 2:1, 2:0) | Чикаго Блэкхокс | Роджерс Плэйс |

| Отчёт | Отчёт                         | Отчёт                                | Отчёт         | Отчёт                                                                          |
| --- | ----------------------------- | ------------------------------------ | ------------- | ------------------------------------------------------------------------------ |
| |                               |                                      |               |                                                                                |
| | Робин Ленер                   | Вратари                              | Кори Кроуфорд | Судьи: Франсуа Сан-Лоран Брэд Майер Линейные судьи: Брэд Ковачик Либор Суханек |
| | Голы:                         |                                      |               | Судьи: Франсуа Сан-Лоран Брэд Майер Линейные судьи: Брэд Ковачик Либор Суханек |
| Ши Теодор — 27:22 (Р. Смит, А. Мартинес) Уильям Каррье — 29:39 (Р. Ривз, Н. Руа) Райлли Смит — 43:32 (Ж. Маршессо) Райлли Смит — 48:14 (Ж. Маршессо) | 1 : 0 2 : 0 2 : 1 3 : 1 4 : 1 | 30:51 — Давид Кампф (мен.) (Б. Саад) |               | Судьи: Франсуа Сан-Лоран Брэд Майер Линейные судьи: Брэд Ковачик Либор Суханек |
| |                               |                                      |               | Судьи: Франсуа Сан-Лоран Брэд Майер Линейные судьи: Брэд Ковачик Либор Суханек |
| |                               |                                      |               | Судьи: Франсуа Сан-Лоран Брэд Майер Линейные судьи: Брэд Ковачик Либор Суханек |
| |                               |                                      |               | Судьи: Франсуа Сан-Лоран Брэд Майер Линейные судьи: Брэд Ковачик Либор Суханек |
| 4 мин | Штраф                         | 4 мин                                |               | Судьи: Франсуа Сан-Лоран Брэд Майер Линейные судьи: Брэд Ковачик Либор Суханек |
| |                               |                                      |               |                                                                                |
| | 33                            | Броски                               | 20            |                                                                                |

| 13 августа 17:30 | Вегас Голден Найтс | 4 : 3 (ОТ) (2:0, 1:3, 0:0, 1:0) | Чикаго Блэкхокс | Роджерс Плэйс |

| Отчёт | Отчёт                                     | Отчёт | Отчёт         | Отчёт                                                                            |
| --- | ----------------------------------------- | --- | ------------- | -------------------------------------------------------------------------------- |
| |                                           | |               |                                                                                  |
| | Робин Ленер                               | Вратари | Кори Кроуфорд | Судьи: Келли Сазерленд Ти Джей Лаксмор Линейные судьи: Райан Гиббонс Марк Шевчик |
| | Голы:                                     | |               | Судьи: Келли Сазерленд Ти Джей Лаксмор Линейные судьи: Райан Гиббонс Марк Шевчик |
| Пол Штястны — 10:44 (Ж. Маршессо, Р. Смит) Томаш Носек — 15:35 (У. Каррье) Марк Стоун — 37:20 (А. Мартинес, Ж. Маршессо) Райлли Смит — 67:13 (П. Штястны, Н. Казинс) | 1 : 0 2 : 0 2 : 1 2 : 2 3 : 2 3 : 3 4 : 3 | 23:17 — Кирби Дак (К. Де Хаан, П. Кейн) 32:07 — Доминик Кубалик (бол.) (П. Кейн, Дж. Тэйвз) 39:46 — Дилан Строум (П. Кейн, А. Дебринкэт) |               | Судьи: Келли Сазерленд Ти Джей Лаксмор Линейные судьи: Райан Гиббонс Марк Шевчик |
| |                                           | |               | Судьи: Келли Сазерленд Ти Джей Лаксмор Линейные судьи: Райан Гиббонс Марк Шевчик |
| |                                           | |               | Судьи: Келли Сазерленд Ти Джей Лаксмор Линейные судьи: Райан Гиббонс Марк Шевчик |
| |                                           | |               | Судьи: Келли Сазерленд Ти Джей Лаксмор Линейные судьи: Райан Гиббонс Марк Шевчик |
| 4 мин | Штраф                                     | 2 мин |               | Судьи: Келли Сазерленд Ти Джей Лаксмор Линейные судьи: Райан Гиббонс Марк Шевчик |
| |                                           | |               |                                                                                  |
| | 39                                        | Броски | 25            |                                                                                  |

| 15 августа 20:00 | Чикаго Блэкхокс | 1 : 2 (0:1, 0:1, 1:0) | Вегас Голден Найтс | Роджерс Плэйс |

| Отчёт                                     | Отчёт             | Отчёт                                                                             | Отчёт            | Отчёт                                                                         |
| ----------------------------------------- | ----------------- | --------------------------------------------------------------------------------- | ---------------- | ----------------------------------------------------------------------------- |
|                                           |                   |                                                                                   |                  |                                                                               |
|                                           | Кори Кроуфорд     | Вратари                                                                           | Марк-Андре Флёри | Судьи: Стив Козири Брайан Покмара Линейные судьи: Тони Сериколо Джонни Мюррей |
|                                           | Голы:             |                                                                                   |                  | Судьи: Стив Козири Брайан Покмара Линейные судьи: Тони Сериколо Джонни Мюррей |
| Олли Мяяття — 46:21 (Д. Каджула, П. Кейн) | 0 : 1 0 : 2 1 : 2 | 04:12 — Вильям Карлссон (мен.) (М. Стоун) 35:23 — Патрик Браун (А. Так, Н. Шмидт) |                  | Судьи: Стив Козири Брайан Покмара Линейные судьи: Тони Сериколо Джонни Мюррей |
|                                           |                   |                                                                                   |                  | Судьи: Стив Козири Брайан Покмара Линейные судьи: Тони Сериколо Джонни Мюррей |
|                                           |                   |                                                                                   |                  | Судьи: Стив Козири Брайан Покмара Линейные судьи: Тони Сериколо Джонни Мюррей |
|                                           |                   |                                                                                   |                  | Судьи: Стив Козири Брайан Покмара Линейные судьи: Тони Сериколо Джонни Мюррей |
| 6 мин                                     | Штраф             | 8 мин                                                                             |                  | Судьи: Стив Козири Брайан Покмара Линейные судьи: Тони Сериколо Джонни Мюррей |
|                                           |                   |                                                                                   |                  |                                                                               |
|                                           | 27                | Броски                                                                            | 26               |                                                                               |

| 16 августа 18:30 | Чикаго Блэкхокс | 3 : 1 (2:1, 0:0, 1:0) | Вегас Голден Найтс | Роджерс Плэйс |

| Отчёт | Отчёт                   | Отчёт                                    | Отчёт       | Отчёт                                                                     |
| --- | ----------------------- | ---------------------------------------- | ----------- | ------------------------------------------------------------------------- |
| |                         |                                          |             |                                                                           |
| | Кори Кроуфорд           | Вратари                                  | Робин Ленер | Судьи: Крис Руни Джон Макайзек Линейные судьи: Либор Суханек Брэд Ковачик |
| | Голы:                   |                                          |             | Судьи: Крис Руни Джон Макайзек Линейные судьи: Либор Суханек Брэд Ковачик |
| Дрейк Каджула — 04:08 (О. Мяяття, К. Дак) Мэттью Хаймор — 13:40 (Д. Кит) Алекс Дебринкэт (п.в.) — 59:49 (К. Мерфи) | 1 : 0 2 : 0 2 : 1 3 : 1 | 13:58 — Ши Теодор (А. Мартинес, Р. Ривз) |             | Судьи: Крис Руни Джон Макайзек Линейные судьи: Либор Суханек Брэд Ковачик |
| |                         |                                          |             | Судьи: Крис Руни Джон Макайзек Линейные судьи: Либор Суханек Брэд Ковачик |
| |                         |                                          |             | Судьи: Крис Руни Джон Макайзек Линейные судьи: Либор Суханек Брэд Ковачик |
| |                         |                                          |             | Судьи: Крис Руни Джон Макайзек Линейные судьи: Либор Суханек Брэд Ковачик |
| 6 мин | Штраф                   | 6 мин                                    |             | Судьи: Крис Руни Джон Макайзек Линейные судьи: Либор Суханек Брэд Ковачик |
| |                         |                                          |             |                                                                           |
| | 25                      | Броски                                   | 49          |                                                                           |

| 18 августа 22:30 | Вегас Голден Найтс | 4 : 3 (1:2, 2:1, 1:0) | Чикаго Блэкхокс | Роджерс Плэйс |

| Отчёт | Отчёт                                   | Отчёт | Отчёт         | Отчёт                                                                  |
| --- | --------------------------------------- | --- | ------------- | ---------------------------------------------------------------------- |
| |                                         | |               |                                                                        |
| | Робин Ленер                             | Вратари | Кори Кроуфорд | Судьи: Марк Жоаннетт Дэн О’Рурк Линейные судьи: Эндрю Смит Пьер Расико |
| | Голы:                                   | |               | Судьи: Марк Жоаннетт Дэн О’Рурк Линейные судьи: Эндрю Смит Пьер Расико |
| Макс Пачиоретти — 19:29 (Б. Макнэбб, В. Карлссон) Марк Стоун — 20:57 (В. Карлссон, М. Пачиоретти) Алек Мартинес (бол.) — 27:28 (Р. Смит, Н. Шмидт) Алекс Так — 41:34 (Ж. Маршессо, Ш. Теодор) | 0 : 1 0 : 2 1 : 2 2 : 2 2 : 3 : 3 4 : 3 | 10:32 — Джонатан Тэйвз (Д. Кубалик, Б. Саад) 18:19 — Алекс Дебринкэт (Д. Строум, К. Мерфи) 24:02 — Патрик Кейн (Д. Каджула) |               | Судьи: Марк Жоаннетт Дэн О’Рурк Линейные судьи: Эндрю Смит Пьер Расико |
| |                                         | |               | Судьи: Марк Жоаннетт Дэн О’Рурк Линейные судьи: Эндрю Смит Пьер Расико |
| |                                         | |               | Судьи: Марк Жоаннетт Дэн О’Рурк Линейные судьи: Эндрю Смит Пьер Расико |
| |                                         | |               | Судьи: Марк Жоаннетт Дэн О’Рурк Линейные судьи: Эндрю Смит Пьер Расико |
| 2 мин | Штраф                                   | 2 мин |               | Судьи: Марк Жоаннетт Дэн О’Рурк Линейные судьи: Эндрю Смит Пьер Расико |
| |                                         | |               |                                                                        |
| | 39                                      | Броски | 26            |                                                                        |

#### «Колорадо Эвеланш» (2) — «Аризона Койотис» (7)
Вторая встреча «Колорадо» и «Аризоны» в плей-офф. Предыдущая состоялась в четвертьфинале Западной конференции 2000 года, где «Эвеланш» выиграли серию в пяти матчах. В регулярном чемпионате 2019/20 клубы провели между собой 4 матча в которых каждый одержал по две победы.
«Колорадо» победили в серии в пяти матчах. Самым результативным игроком серии стал нападающий «Эвеланш» Натан Маккиннон, который в пяти матчах набрал 10 (3+7) очков.
| 12 августа 17:30 | Колорадо Эвеланш | 3 : 0 (0:0, 0:0, 3:0) | Аризона Койотис | Роджерс Плэйс |

| Отчёт | Отчёт             | Отчёт   | Отчёт        | Отчёт                                                                    |
| --- | ----------------- | ------- | ------------ | ------------------------------------------------------------------------ |
| |                   |         |              |                                                                          |
| | Филипп Грубауэр   | Вратари | Дарси Кемпер | Судьи: Марк Жоаннетт Дэн О’Рурк Линейные судьи: Кил Марчисон Скотт Черри |
| | Голы:             |         |              | Судьи: Марк Жоаннетт Дэн О’Рурк Линейные судьи: Кил Марчисон Скотт Черри |
| Назем Кадри (бол.) — 53:05 (К. Макар, Н. Маккиннон) Джей Ти Комфер — 53:15 (Й. Донской, Э. Джонсон) Микко Рантанен — 54:28 (Н. Маккиннон, Г. Ландескуг) | 1 : 0 2 : 0 3 : 0 |         |              | Судьи: Марк Жоаннетт Дэн О’Рурк Линейные судьи: Кил Марчисон Скотт Черри |
| |                   |         |              | Судьи: Марк Жоаннетт Дэн О’Рурк Линейные судьи: Кил Марчисон Скотт Черри |
| |                   |         |              | Судьи: Марк Жоаннетт Дэн О’Рурк Линейные судьи: Кил Марчисон Скотт Черри |
| |                   |         |              | Судьи: Марк Жоаннетт Дэн О’Рурк Линейные судьи: Кил Марчисон Скотт Черри |
| 6 мин | Штраф             | 6 мин   |              | Судьи: Марк Жоаннетт Дэн О’Рурк Линейные судьи: Кил Марчисон Скотт Черри |
| |                   |         |              |                                                                          |
| | 40                | Броски  | 14           |                                                                          |

| 14 августа 14:00 | Колорадо Эвеланш | 3 : 2 (1:1, 1:1, 1:0) | Аризона Койотис | Роджерс Плэйс |

| Отчёт | Отчёт                         | Отчёт                                                                      | Отчёт        | Отчёт                                                                      |
| --- | ----------------------------- | -------------------------------------------------------------------------- | ------------ | -------------------------------------------------------------------------- |
| |                               |                                                                            |              |                                                                            |
| | Филипп Грубауэр               | Вратари                                                                    | Дарси Кемпер | Судьи: Франсуа Сан-Лоран Брэд Майер Линейные судьи: Эндрю Смит Пьер Расико |
| | Голы:                         |                                                                            |              | Судьи: Франсуа Сан-Лоран Брэд Майер Линейные судьи: Эндрю Смит Пьер Расико |
| Натан Маккиннон — 03:40 (Г. Ландескуг) Тайсон Джост — 23:37 (К. Макар, Джей Ти Комфер) Андре Бураковски — 57:07 (Н. Кадри, М. Калверт) | 1 : 0 1 : 1 2 : 1 2 : 2 3 : 2 | 16:49 — Клейтон Келлер 25:06 — Михаэль Грабнер (Б. Ричардсон, Дж. Остерле) |              | Судьи: Франсуа Сан-Лоран Брэд Майер Линейные судьи: Эндрю Смит Пьер Расико |
| |                               |                                                                            |              | Судьи: Франсуа Сан-Лоран Брэд Майер Линейные судьи: Эндрю Смит Пьер Расико |
| |                               |                                                                            |              | Судьи: Франсуа Сан-Лоран Брэд Майер Линейные судьи: Эндрю Смит Пьер Расико |
| |                               |                                                                            |              | Судьи: Франсуа Сан-Лоран Брэд Майер Линейные судьи: Эндрю Смит Пьер Расико |
| 8 мин | Штраф                         | 8 мин                                                                      |              | Судьи: Франсуа Сан-Лоран Брэд Майер Линейные судьи: Эндрю Смит Пьер Расико |
| |                               |                                                                            |              |                                                                            |
| | 28                            | Броски                                                                     | 32           |                                                                            |

| 15 августа 15:00 | Аризона Койотис | 4 : 2 (1:0, 1:1, 2:1) | Колорадо Эвеланш | Роджерс Плэйс |

| Отчёт | Отчёт                               | Отчёт                                                                               | Отчёт          | Отчёт                                                                            |
| --- | ----------------------------------- | ----------------------------------------------------------------------------------- | -------------- | -------------------------------------------------------------------------------- |
| |                                     |                                                                                     |                |                                                                                  |
| | Дарси Кемпер                        | Вратари                                                                             | Павел Францоуз | Судьи: Ти Джей Лаксмор Келли Сазерленд Линейные судьи: Райан Гиббонс Марк Шевчик |
| | Голы:                               |                                                                                     |                | Судьи: Ти Джей Лаксмор Келли Сазерленд Линейные судьи: Райан Гиббонс Марк Шевчик |
| Дерек Степан — 06:29 (К. Келлер, Т. Холл) Брэд Ричардсон — 39:26 (К. Гарленд, Дж. Демерс) Тэйлор Холл (п.в.) — 58:40 Лоусон Крауз (п.в.) — 59:55 (К. Сёдерберг, Дж. Демерс) | 1 : 0 1 : 1 2 : 1 3 : 1 3 : 2 4 : 2 | 33:12 — Андре Бураковски (С. Жирар) 59:03 — Микко Рантанен (К. Макар, Н. Маккиннон) |                | Судьи: Ти Джей Лаксмор Келли Сазерленд Линейные судьи: Райан Гиббонс Марк Шевчик |
| |                                     |                                                                                     |                | Судьи: Ти Джей Лаксмор Келли Сазерленд Линейные судьи: Райан Гиббонс Марк Шевчик |
| |                                     |                                                                                     |                | Судьи: Ти Джей Лаксмор Келли Сазерленд Линейные судьи: Райан Гиббонс Марк Шевчик |
| |                                     |                                                                                     |                | Судьи: Ти Джей Лаксмор Келли Сазерленд Линейные судьи: Райан Гиббонс Марк Шевчик |
| 6 мин | Штраф                               | 6 мин                                                                               |                | Судьи: Ти Джей Лаксмор Келли Сазерленд Линейные судьи: Райан Гиббонс Марк Шевчик |
| |                                     |                                                                                     |                |                                                                                  |
| | 23                                  | Броски                                                                              | 51             |                                                                                  |

| 17 августа 17:30 | Аризона Койотис | 1 : 7 (0:3, 1:1, 0:3) | Колорадо Эвеланш | Роджерс Плэйс |

| Отчёт                                              | Отчёт                                                 | Отчёт | Отчёт           | Отчёт                                                                         |
| -------------------------------------------------- | ----------------------------------------------------- | --- | --------------- | ----------------------------------------------------------------------------- |
|                                                    |                                                       | |                 |                                                                               |
|                                                    | Дарси Кемпер — 00:00-40:00 Антти Раанта — 40:00-60:00 | Вратари | Филипп Грубауэр | Судьи: Стив Козари Брайан Покмара Линейные судьи: Джонни Мюррей Тони Сериколо |
|                                                    | Голы:                                                 | |                 | Судьи: Стив Козари Брайан Покмара Линейные судьи: Джонни Мюррей Тони Сериколо |
| Джейкоб Чикран (бол.) (Дж. Остерле, В. Хиностроза) | 0 : 1 0 : 2 0 : 3 0 : 4 1 : 4 1 : 5 1 : 6 1 : 7       | 14:07 — Мэтт Ньето (М. Калверт, П.-Э. Белльмар) 16:07 — Назем Кадри (бол.) (Г. Ландескуг, М. Рантанен) 19:39 — Назем Кадри (бол.) (Н. Маккиннон, К. Макар) 31:37 — Йоонас Донской (А. Бураковски, Н. Кадри) 40:19 — Кейл Макар 42:27 — Мэтт Калверт (Н. Маккиннон, Р. Грэйвс) 56:24 — Микко Рантанен (бол.) (Э. Джонсон, Г. Ландескуг) |                 | Судьи: Стив Козари Брайан Покмара Линейные судьи: Джонни Мюррей Тони Сериколо |
|                                                    |                                                       | |                 | Судьи: Стив Козари Брайан Покмара Линейные судьи: Джонни Мюррей Тони Сериколо |
|                                                    |                                                       | |                 | Судьи: Стив Козари Брайан Покмара Линейные судьи: Джонни Мюррей Тони Сериколо |
|                                                    |                                                       | |                 | Судьи: Стив Козари Брайан Покмара Линейные судьи: Джонни Мюррей Тони Сериколо |
| 16 мин                                             | Штраф                                                 | 10 мин |                 | Судьи: Стив Козари Брайан Покмара Линейные судьи: Джонни Мюррей Тони Сериколо |
|                                                    |                                                       | |                 |                                                                               |
|                                                    | 15                                                    | Броски | 30              |                                                                               |

| 19 августа 17:30 | Колорадо Эвеланш | 7 : 1 (3:0, 3:0, 1:1) | Аризона Койотис | Роджерс Плэйс |

| Отчёт | Отчёт                                           | Отчёт                                          | Отчёт                                                 | Отчёт                                                                   |
| --- | ----------------------------------------------- | ---------------------------------------------- | ----------------------------------------------------- | ----------------------------------------------------------------------- |
| |                                                 |                                                |                                                       |                                                                         |
| | Филипп Грубауэр                                 | Вратари                                        | Дарси Кемпер — 00:00-40:00 Антти Раанта — 40:00-60:00 | Судьи: Джон Макайзек Крис Руни Линейные судьи: Скотт Черри Кил Марчисон |
| | Голы:                                           |                                                |                                                       | Судьи: Джон Макайзек Крис Руни Линейные судьи: Скотт Черри Кил Марчисон |
| Назем Кадри (бол.) — 04:39 (Г. Ландескуг, Н. Маккиннон) Самюэль Жирар (бол.) — 08:29 (А. Бураковски, Джей Ти Комфер) Назем Кадри — 18:32 (А. Бураковски, Й. Донской) Натан Маккиннон — 29:51 (М. Рантанен) Натан Маккиннон (бол.) — 30:49 (М. Рантанен, К. Макар) Никита Задоров — 38:16 (Н. Маккиннон, Г. Ландескуг) Джей Ти Комфер — 55:19 (М. Ньето) | 1 : 0 2 : 0 3 : 0 4 : 0 5 : 0 6 : 0 6 : 1 7 : 1 | 46:51 — Клейтон Келлер (Дж. Демерс, Д. Степан) |                                                       | Судьи: Джон Макайзек Крис Руни Линейные судьи: Скотт Черри Кил Марчисон |
| |                                                 |                                                |                                                       | Судьи: Джон Макайзек Крис Руни Линейные судьи: Скотт Черри Кил Марчисон |
| |                                                 |                                                |                                                       | Судьи: Джон Макайзек Крис Руни Линейные судьи: Скотт Черри Кил Марчисон |
| |                                                 |                                                |                                                       | Судьи: Джон Макайзек Крис Руни Линейные судьи: Скотт Черри Кил Марчисон |
| 4 мин | Штраф                                           | 8 мин                                          |                                                       | Судьи: Джон Макайзек Крис Руни Линейные судьи: Скотт Черри Кил Марчисон |
| |                                                 |                                                |                                                       |                                                                         |
| | 36                                              | Броски                                         | 24                                                    |                                                                         |

#### «Даллас Старз» (3) — «Калгари Флэймз» (6)
Вторая встреча (учитывая «Миннесоту Норт Старз») этих двух команд в плей-офф. Предыдущая состоялась в полуфинале Кубка Стэнли 1981, где в шести матчах сильнее оказались «Норт Старз». Сезонную серию 2019/20 выиграл «Калгари» со счётом 2-1.
«Даллас» победил в серии в шести матчах. В заключительном шестом матче серии, нападающий «Старз» Денис Гурьянов забил 4 гола, став первым российским хоккеистом в истории, оформившим «покер» в плей-офф НХЛ. Самым результативным игроком серии стал защитник «Далласа» Миро Хейсканен, который в шести матчах набрал 8 (3+5) очков.
| 11 августа 17:30 | Даллас Старз | 2 : 3 (0:2, 2:1, 0:0) | Калгари Флэймз | Роджерс Плэйс |

| Отчёт                                                                                | Отчёт                         | Отчёт | Отчёт      | Отчёт                                                                              |
| ------------------------------------------------------------------------------------ | ----------------------------- | --- | ---------- | ---------------------------------------------------------------------------------- |
|                                                                                      |                               | |            |                                                                                    |
|                                                                                      | Антон Худобин                 | Вратари | Кэм Тэлбот | Судьи: Ти Джей Лаксмор Келли Сазерленд Линейные судьи: Джонни Мюррей Тони Сериколо |
|                                                                                      | Голы:                         | |            | Судьи: Ти Джей Лаксмор Келли Сазерленд Линейные судьи: Джонни Мюррей Тони Сериколо |
| Денис Гурьянов — 30:52 (М. Хейсканен, Дж. Олексяк) Джейми Бенн — 31:01 (Э. Линделль) | 0 : 1 0 : 2 1 : 2 2 : 2 2 : 3 | 10:54 — Диллон Дюбе (бол.) (М. Лучич, М. Баклунд) 18:02 — Диллон Дюбе (Э. Густавссон, Д. Форборт) 36:01 — Расмус Андерссон (Н. Ханифин) |            | Судьи: Ти Джей Лаксмор Келли Сазерленд Линейные судьи: Джонни Мюррей Тони Сериколо |
|                                                                                      |                               | |            | Судьи: Ти Джей Лаксмор Келли Сазерленд Линейные судьи: Джонни Мюррей Тони Сериколо |
|                                                                                      |                               | |            | Судьи: Ти Джей Лаксмор Келли Сазерленд Линейные судьи: Джонни Мюррей Тони Сериколо |
|                                                                                      |                               | |            | Судьи: Ти Джей Лаксмор Келли Сазерленд Линейные судьи: Джонни Мюррей Тони Сериколо |
| 7 мин                                                                                | Штраф                         | 9 мин |            | Судьи: Ти Джей Лаксмор Келли Сазерленд Линейные судьи: Джонни Мюррей Тони Сериколо |
|                                                                                      |                               | |            |                                                                                    |
|                                                                                      | 26                            | Броски | 26         |                                                                                    |

| 13 августа 22:30 | Даллас Старз | 5 : 4 (2:1, 2:1, 1:2) | Калгари Флэймз | Роджерс Плэйс |

| Отчёт | Отчёт                                               | Отчёт | Отчёт      | Отчёт                                                                        |
| --- | --------------------------------------------------- | --- | ---------- | ---------------------------------------------------------------------------- |
| |                                                     | |            |                                                                              |
| | Бен Бишоп                                           | Вратари | Кэм Тэлбот | Судьи: Брайан Покмара Стив Козари Линейные судьи: Либор Суханек Брэд Ковачик |
| | Голы:                                               | |            | Судьи: Брайан Покмара Стив Козари Линейные судьи: Либор Суханек Брэд Ковачик |
| Александр Радулов — 02:42 (Дж. Бенн, Й. Клингберг) Миро Хейсканен — 11:14 (А. Радулов) Миро Хейсканен — 24:50 (И. Клингберг, Б. Бишоп) Кори Перри (бол.) — 35:05 (Р. Факса, Р. Хинц) Джейми Олексяк — 59:20 (К. Перри, М. Янмарк) | 0 : 1 : 1 2 : 1 3 : 1 3 : 2 4 : 2 4 : 3 4 : 4 5 : 4 | 00:18 — Диллон Дюбе (Ти Джей Броди, М. Джиордано) 33:00 — Дерек Форборт 52:24 — Тобиас Ридер (мен.) 57:11 — Сэм Беннетт (бол.) (Э. Линдхольм, Дж. Годро) |            | Судьи: Брайан Покмара Стив Козари Линейные судьи: Либор Суханек Брэд Ковачик |
| |                                                     | |            | Судьи: Брайан Покмара Стив Козари Линейные судьи: Либор Суханек Брэд Ковачик |
| |                                                     | |            | Судьи: Брайан Покмара Стив Козари Линейные судьи: Либор Суханек Брэд Ковачик |
| |                                                     | |            | Судьи: Брайан Покмара Стив Козари Линейные судьи: Либор Суханек Брэд Ковачик |
| 8 мин | Штраф                                               | 8 мин |            | Судьи: Брайан Покмара Стив Козари Линейные судьи: Либор Суханек Брэд Ковачик |
| |                                                     | |            |                                                                              |
| | 36                                                  | Броски | 26         |                                                                              |

| 14 августа 22:30 | Калгари Флэймз | 2 : 0 (0:0, 1:0, 1:0) | Даллас Старз | Роджерс Плэйс |

| Отчёт                                                                                        | Отчёт       | Отчёт   | Отчёт         | Отчёт                                                                   |
| -------------------------------------------------------------------------------------------- | ----------- | ------- | ------------- | ----------------------------------------------------------------------- |
|                                                                                              |             |         |               |                                                                         |
|                                                                                              | Кэм Тэлбот  | Вратари | Антон Худобин | Судьи: Джон Макайзек Крис Руни Линейные судьи: Кил Марчисон Скотт Черри |
|                                                                                              | Голы:       |         |               | Судьи: Джон Макайзек Крис Руни Линейные судьи: Кил Марчисон Скотт Черри |
| Микаэль Баклунд (мен.) — 25:58 (Э. Линдхольм) Ти Джей Броди — 50:36 (А. Куайн, М. Джиордано) | 1 : 0 2 : 0 |         |               | Судьи: Джон Макайзек Крис Руни Линейные судьи: Кил Марчисон Скотт Черри |
|                                                                                              |             |         |               | Судьи: Джон Макайзек Крис Руни Линейные судьи: Кил Марчисон Скотт Черри |
|                                                                                              |             |         |               | Судьи: Джон Макайзек Крис Руни Линейные судьи: Кил Марчисон Скотт Черри |
|                                                                                              |             |         |               | Судьи: Джон Макайзек Крис Руни Линейные судьи: Кил Марчисон Скотт Черри |
| 8 мин                                                                                        | Штраф       | 4 мин   |               | Судьи: Джон Макайзек Крис Руни Линейные судьи: Кил Марчисон Скотт Черри |
|                                                                                              |             |         |               |                                                                         |
|                                                                                              | 23          | Броски  | 35            |                                                                         |

| 16 августа 14:00 | Калгари Флэймз | 4 : 5 (ОТ) (0:1, 3:2, 1:1, 0:1) | Даллас Старз | Роджерс Плэйс |

| Отчёт | Отчёт                                           | Отчёт | Отчёт         | Отчёт                                                                  |
| --- | ----------------------------------------------- | --- | ------------- | ---------------------------------------------------------------------- |
| |                                                 | |               |                                                                        |
| | Кэм Тэлбот                                      | Вратари | Антон Худобин | Судьи: Дэн О’Рурк Марк Жоаннетт Линейные судьи: Пьер Расико Эндрю Смит |
| | Голы:                                           | |               | Судьи: Дэн О’Рурк Марк Жоаннетт Линейные судьи: Пьер Расико Эндрю Смит |
| Джонни Годро (бол.) — 21:54 (С. Беннетт, Ш. Монахан) Сэм Беннетт (бол.) — 23:57 (Ш. Монахан, Дж. Годро) Сэм Беннетт — 34:50 (М. Лучич) Тобиас Ридер (мен.) — 43:11 (Д. Райан, Р. Андерссон) | 0 : 1 : 1 1 : 2 : 2 3 : 2 3 : 3 4 : 3 4 : 4 : 5 | 18:11 — Джо Павелски (Й. Клингберг, Т. Сегин) 23:14 — Джо Павелски (Б. Комо, Э. Линделль) 39:23 — Денис Гурьянов (бол.) (М. Хейсканен, Р. Хинц) 59:48 — Джо Павелски (Й. Клингберг, Т. Сегин) 76:05 — Александр Радулов (Й. Клингберг, Дж. Бенн) |               | Судьи: Дэн О’Рурк Марк Жоаннетт Линейные судьи: Пьер Расико Эндрю Смит |
| |                                                 | |               | Судьи: Дэн О’Рурк Марк Жоаннетт Линейные судьи: Пьер Расико Эндрю Смит |
| |                                                 | |               | Судьи: Дэн О’Рурк Марк Жоаннетт Линейные судьи: Пьер Расико Эндрю Смит |
| |                                                 | |               | Судьи: Дэн О’Рурк Марк Жоаннетт Линейные судьи: Пьер Расико Эндрю Смит |
| 14 мин | Штраф                                           | 8 мин |               | Судьи: Дэн О’Рурк Марк Жоаннетт Линейные судьи: Пьер Расико Эндрю Смит |
| |                                                 | |               |                                                                        |
| | 40                                              | Броски | 62            |                                                                        |

| 18 августа 17:30 | Даллас Старз | 2 : 1 (1:1, 0:0, 1:0) | Калгари Флэймз | Роджерс Плэйс |

| Отчёт                                                                   | Отчёт             | Отчёт                   | Отчёт      | Отчёт                                                                         |
| ----------------------------------------------------------------------- | ----------------- | ----------------------- | ---------- | ----------------------------------------------------------------------------- |
|                                                                         |                   |                         |            |                                                                               |
|                                                                         | Антон Худобин     | Вратари                 | Кэм Тэлбот | Судьи: Брэд Майер Франсуа Сан-Лоран Линейные судьи: Райан Гиббонс Марк Шевчик |
|                                                                         | Голы:             |                         |            | Судьи: Брэд Майер Франсуа Сан-Лоран Линейные судьи: Райан Гиббонс Марк Шевчик |
| Джейми Бенн (мен.) — 10:13 (Т. Сегин) Йон Клингберг — 41:12 (М. Янмарк) | 1 : 0 1 : 1 2 : 1 | 19:14 — Микаэль Баклунд |            | Судьи: Брэд Майер Франсуа Сан-Лоран Линейные судьи: Райан Гиббонс Марк Шевчик |
|                                                                         |                   |                         |            | Судьи: Брэд Майер Франсуа Сан-Лоран Линейные судьи: Райан Гиббонс Марк Шевчик |
|                                                                         |                   |                         |            | Судьи: Брэд Майер Франсуа Сан-Лоран Линейные судьи: Райан Гиббонс Марк Шевчик |
|                                                                         |                   |                         |            | Судьи: Брэд Майер Франсуа Сан-Лоран Линейные судьи: Райан Гиббонс Марк Шевчик |
| 8 мин                                                                   | Штраф             | 4 мин                   |            | Судьи: Брэд Майер Франсуа Сан-Лоран Линейные судьи: Райан Гиббонс Марк Шевчик |
|                                                                         |                   |                         |            |                                                                               |
|                                                                         | 32                | Броски                  | 29         |                                                                               |

| 20 августа 22:30 | Калгари Флэймз | 3 : 7 (3:1, 0:5, 0:1) | Даллас Старз | Роджерс Плэйс |

| Отчёт | Отчёт                                                           | Отчёт | Отчёт         | Отчёт                                                                              |
| --- | --------------------------------------------------------------- | --- | ------------- | ---------------------------------------------------------------------------------- |
| |                                                                 | |               |                                                                                    |
| | Кэм Тэлбот — 00:00-23:25 40:00-60:00 Давид Риттих — 23:25-40:00 | Вратари | Антон Худобин | Судьи: Ти Джей Лаксмор Келли Сазерленд Линейные судьи: Джонни Мюррей Тони Сериколо |
| | Голы:                                                           | |               | Судьи: Ти Джей Лаксмор Келли Сазерленд Линейные судьи: Джонни Мюррей Тони Сериколо |
| Эндрю Манджипани — 03:42 (Ти Джей Броди, Э. Линдхольм) Джонни Годро (бол.) — 05:38 (С. Беннетт) Расмус Андерссон — 06:34 (Т. Ридер, Н. Ханифин) | 1 : 0 2 : 0 3 : 0 3 : 1 3 : 2 3 : 3 : 4 3 : 5 3 : 6 3 : 7       | 09:36 — Миро Хейсканен (бол.) (К. Перри, Р. Хинц) 20:59 — Денис Гурьянов (М. Хейсканен) 23:25 — Денис Гурьянов (Дж. Павелски, Э. Линделль) 25:47 — Радек Факса (бол.) (Д. Гурьянов, М. Хейсканен) 27:22 — Джо Павелски (М. Хейсканен) 35:30 — Денис Гурьянов (Дж. Павелски, А. Худобин) 49:02 — Денис Гурьянов (Й. Кивиранта) |               | Судьи: Ти Джей Лаксмор Келли Сазерленд Линейные судьи: Джонни Мюррей Тони Сериколо |
| |                                                                 | |               | Судьи: Ти Джей Лаксмор Келли Сазерленд Линейные судьи: Джонни Мюррей Тони Сериколо |
| |                                                                 | |               | Судьи: Ти Джей Лаксмор Келли Сазерленд Линейные судьи: Джонни Мюррей Тони Сериколо |
| |                                                                 | |               | Судьи: Ти Джей Лаксмор Келли Сазерленд Линейные судьи: Джонни Мюррей Тони Сериколо |
| 4 мин | Штраф                                                           | 6 мин |               | Судьи: Ти Джей Лаксмор Келли Сазерленд Линейные судьи: Джонни Мюррей Тони Сериколо |
| |                                                                 | |               |                                                                                    |
| | 41                                                              | Броски | 24            |                                                                                    |

#### «Сент-Луис Блюз» (4) — «Ванкувер Кэнакс» (5)
В четвёртый раз «Блюз» и «Кэнакс» встречаются в плей-офф. «Ванкувер» выиграл все три предыдущие встречи, последняя из которых состоялась в четвертьфинале Западной конференции 2009 года и завершилась в четырёх матчах. «Ванкувер Кэнакс» выиграл у «Сент-Луис Блюз» два матча регулярного чемпионата 2019/20 из трёх.
«Ванкувер» обыграл прошлогоднего чемпиона со счётом 4-2. Самыми результативными игроками серии стали нападающий «Кэнакс» Элиас Петтерссон и нападающий «Блюз» Райан О’Райли, которые в шести матчах набрали по 8 очков.
| 12 августа 22:30 | Сент-Луис Блюз | 2 : 5 (1:1, 1:1, 0:3) | Ванкувер Кэнакс | Роджерс Плэйс |

| Отчёт                                                                       | Отчёт                                 | Отчёт | Отчёт          | Отчёт                                                                 |
| --------------------------------------------------------------------------- | ------------------------------------- | --- | -------------- | --------------------------------------------------------------------- |
|                                                                             |                                       | |                |                                                                       |
|                                                                             | Джордан Биннингтон                    | Вратари | Якоб Маркстрём | Судьи: Крис Руни Джон Макайзек Линейные судьи: Пьер Расико Эндрю Смит |
|                                                                             | Голы:                                 | |                | Судьи: Крис Руни Джон Макайзек Линейные судьи: Пьер Расико Эндрю Смит |
| Давид Перрон (бол.) — 16:37 (Б. Шенн, А. Пьетранжело) Джейден Шварц — 29:49 | 0 : 1 : 1 1 : 2 : 2 2 : 3 2 : 4 2 : 5 | 04:29 — Бо Хорват (бол.) (К. Хьюз, Джей Ти Миллер) 28:37 — Элиас Петтерссон (бол.) 45:37 — Трой Стечер (Т. Пирсон, Б. Бесер) 48:01 — Бо Хорват (Т. Пирсон) 59:21 — Джей Ти Миллер (бол.) (Б. Бесер, К. Танев) |                | Судьи: Крис Руни Джон Макайзек Линейные судьи: Пьер Расико Эндрю Смит |
|                                                                             |                                       | |                | Судьи: Крис Руни Джон Макайзек Линейные судьи: Пьер Расико Эндрю Смит |
|                                                                             |                                       | |                | Судьи: Крис Руни Джон Макайзек Линейные судьи: Пьер Расико Эндрю Смит |
|                                                                             |                                       | |                | Судьи: Крис Руни Джон Макайзек Линейные судьи: Пьер Расико Эндрю Смит |
| 22 мин                                                                      | Штраф                                 | 16 мин |                | Судьи: Крис Руни Джон Макайзек Линейные судьи: Пьер Расико Эндрю Смит |
|                                                                             |                                       | |                |                                                                       |
|                                                                             | 31                                    | Броски | 22             |                                                                       |

| 14 августа 18:30 | Сент-Луис Блюз | 3 : 4 (ОТ) (0:1, 1:1, 2:1, 0:1) | Ванкувер Кэнакс | Роджерс Плэйс |

| Отчёт | Отчёт                                     | Отчёт | Отчёт          | Отчёт                                                                       |
| --- | ----------------------------------------- | --- | -------------- | --------------------------------------------------------------------------- |
| |                                           | |                |                                                                             |
| | Джордан Биннингтон                        | Вратари | Якоб Маркстрём | Судьи: Марк Жоаннетт Дэн О’Рурк Линейные судьи: Тони Сериколо Джонни Мюррей |
| | Голы:                                     | |                | Судьи: Марк Жоаннетт Дэн О’Рурк Линейные судьи: Тони Сериколо Джонни Мюррей |
| Райан О’Райли (бол.) — 38:56 (Д. Перрон, А. Пьетранжело) Сэмми Блэй — 49:02 Дж. Шварц — 59:53 (Д. Перрон, А. Пьетранжело) | 0 : 1 0 : 2 1 : 2 1 : 3 2 : 3 3 : 3 3 : 4 | 07:23 — Бо Хорват (мен.) (К. Танев) 33:01 — Таннер Пирсон (бол.) (Э. Петтерссон, Б. Бесер) 45:36 — Элиас Петтерссон (бол.) (Б. Бесер, Джей Ти Миллер) 65:55 — Бо Хорват (К. Хьюз, А. Эдлер) |                | Судьи: Марк Жоаннетт Дэн О’Рурк Линейные судьи: Тони Сериколо Джонни Мюррей |
| |                                           | |                | Судьи: Марк Жоаннетт Дэн О’Рурк Линейные судьи: Тони Сериколо Джонни Мюррей |
| |                                           | |                | Судьи: Марк Жоаннетт Дэн О’Рурк Линейные судьи: Тони Сериколо Джонни Мюррей |
| |                                           | |                | Судьи: Марк Жоаннетт Дэн О’Рурк Линейные судьи: Тони Сериколо Джонни Мюррей |
| 13 мин | Штраф                                     | 19 мин |                | Судьи: Марк Жоаннетт Дэн О’Рурк Линейные судьи: Тони Сериколо Джонни Мюррей |
| |                                           | |                |                                                                             |
| | 37                                        | Броски | 25             |                                                                             |

| 16 августа 22:30 | Ванкувер Кэнакс | 2 : 3 (ОТ) (0:0, 2:2, 0:0, 0:1) | Сент-Луис Блюз | Роджерс Плэйс |

| Отчёт                                                                                        | Отчёт                     | Отчёт | Отчёт       | Отчёт                                                                         |
| -------------------------------------------------------------------------------------------- | ------------------------- | --- | ----------- | ----------------------------------------------------------------------------- |
|                                                                                              |                           | |             |                                                                               |
|                                                                                              | Якоб Маркстрём            | Вратари | Джейк Аллен | Судьи: Брэд Майер Франсуа Сан-Лоран Линейные судьи: Марк Шевчик Райан Гиббонс |
|                                                                                              | Голы:                     | |             | Судьи: Брэд Майер Франсуа Сан-Лоран Линейные судьи: Марк Шевчик Райан Гиббонс |
| Джей Ти Миллер (бол.) — 21:19 (Э. Петтерссон, К. Хьюз) Элиас Петтерссон — 38:39 (А. Руссель) | 1 : 0 1 : 1 : 2 : 2 2 : 3 | 28:16 — Джастин Фолк (Р. Томас, С. Блэй) 38:02 — Давид Перрон (Р. О’Райли, З. Сэнфорд) 75:06 — Брэйден Шенн (Р. О’Райли, К. Гуннарссон) |             | Судьи: Брэд Майер Франсуа Сан-Лоран Линейные судьи: Марк Шевчик Райан Гиббонс |
|                                                                                              |                           | |             | Судьи: Брэд Майер Франсуа Сан-Лоран Линейные судьи: Марк Шевчик Райан Гиббонс |
|                                                                                              |                           | |             | Судьи: Брэд Майер Франсуа Сан-Лоран Линейные судьи: Марк Шевчик Райан Гиббонс |
|                                                                                              |                           | |             | Судьи: Брэд Майер Франсуа Сан-Лоран Линейные судьи: Марк Шевчик Райан Гиббонс |
| 6 мин                                                                                        | Штраф                     | 6 мин |             | Судьи: Брэд Майер Франсуа Сан-Лоран Линейные судьи: Марк Шевчик Райан Гиббонс |
|                                                                                              |                           | |             |                                                                               |
|                                                                                              | 41                        | Броски | 49          |                                                                               |

| 17 августа 22:30 | Ванкувер Кэнакс | 1 : 3 (0:1, 1:2, 0:0) | Сент-Луис Блюз | Роджерс Плэйс |

| Отчёт                             | Отчёт                 | Отчёт | Отчёт       | Отчёт                                                                           |
| --------------------------------- | --------------------- | --- | ----------- | ------------------------------------------------------------------------------- |
|                                   |                       | |             |                                                                                 |
|                                   | Якоб Маркстрём        | Вратари | Джейк Аллен | Судьи: Келли Сазерленд Ти Джей Лаксмор Линейные судьи: Скотт Черри Кил Марчисон |
|                                   | Голы:                 | |             | Судьи: Келли Сазерленд Ти Джей Лаксмор Линейные судьи: Скотт Черри Кил Марчисон |
| Джей Ти Миллер — 20:40 (А. Эдлер) | 0 : 1 : 1 1 : 2 1 : 3 | 16:43 — Райан О’Райли (бол.) (А. Пьетранжело) 26:52 — Райан О’Райли (Д. Перрон) 35:47 — Алекс Пьетранжело (бол.) (Р. О’Райли, Д. Перрон) |             | Судьи: Келли Сазерленд Ти Джей Лаксмор Линейные судьи: Скотт Черри Кил Марчисон |
|                                   |                       | |             | Судьи: Келли Сазерленд Ти Джей Лаксмор Линейные судьи: Скотт Черри Кил Марчисон |
|                                   |                       | |             | Судьи: Келли Сазерленд Ти Джей Лаксмор Линейные судьи: Скотт Черри Кил Марчисон |
|                                   |                       | |             | Судьи: Келли Сазерленд Ти Джей Лаксмор Линейные судьи: Скотт Черри Кил Марчисон |
| 14 мин                            | Штраф                 | 18 мин |             | Судьи: Келли Сазерленд Ти Джей Лаксмор Линейные судьи: Скотт Черри Кил Марчисон |
|                                   |                       | |             |                                                                                 |
|                                   | 23                    | Броски | 37          |                                                                                 |

| 19 августа 22:30 | Сент-Луис Блюз | 3 : 4 (2:1, 1:3, 0:0) | Ванкувер Кэнакс | Роджерс Плэйс |

| Отчёт | Отчёт                                 | Отчёт | Отчёт          | Отчёт                                                                        |
| --- | ------------------------------------- | --- | -------------- | ---------------------------------------------------------------------------- |
| |                                       | |                |                                                                              |
| | Джейк Аллен                           | Вратари | Якоб Маркстрём | Судьи: Стив Козари Брайан Покмара Линейные судьи: Брэд Ковачик Либор Суханек |
| | Голы:                                 | |                | Судьи: Стив Козари Брайан Покмара Линейные судьи: Брэд Ковачик Либор Суханек |
| Брэйден Шенн — 15:41 (О. Сундквист) Райан О’Райли — 19:31 (С. Блэй, В. Данн) Зак Сэнфорд (бол.) — 25:51 (Р. Томас, Т. Бозак) | 0 : 1 : 1 2 : 1 3 : 1 3 : 2 3 : 3 : 4 | 13:15 — Тайлер Мотт (мен.) 31:54 — Джей Ти Миллер (Дж. Виртанен) 36:08 — Джейк Виртанен (Джей Ти Миллер, Э. Петтерссон) 38:17 — Тайлер Мотт (Б. Саттер, Т. Стечер) |                | Судьи: Стив Козари Брайан Покмара Линейные судьи: Брэд Ковачик Либор Суханек |
| |                                       | |                | Судьи: Стив Козари Брайан Покмара Линейные судьи: Брэд Ковачик Либор Суханек |
| |                                       | |                | Судьи: Стив Козари Брайан Покмара Линейные судьи: Брэд Ковачик Либор Суханек |
| |                                       | |                | Судьи: Стив Козари Брайан Покмара Линейные судьи: Брэд Ковачик Либор Суханек |
| 6 мин | Штраф                                 | 4 мин |                | Судьи: Стив Козари Брайан Покмара Линейные судьи: Брэд Ковачик Либор Суханек |
| |                                       | |                |                                                                              |
| | 39                                    | Броски | 30             |                                                                              |

| 21 августа 21:45 | Ванкувер Кэнакс | 6 : 2 (1:0, 3:0, 2:2) | Сент-Луис Блюз | Роджерс Плэйс |

| Отчёт | Отчёт                                           | Отчёт                                                                                         | Отчёт                                                      | Отчёт                                                                 |
| --- | ----------------------------------------------- | --------------------------------------------------------------------------------------------- | ---------------------------------------------------------- | --------------------------------------------------------------------- |
| |                                                 |                                                                                               |                                                            |                                                                       |
| | Якоб Маркстрём                                  | Вратари                                                                                       | 00:00-28:06 — Джордан Биннингтон 28:06-60:00 — Джейк Аллен | Судьи: Крис Руни Дэн О’Рурк Линейные судьи: Райан Гиббонс Марк Шевчик |
| | Голы:                                           |                                                                                               |                                                            | Судьи: Крис Руни Дэн О’Рурк Линейные судьи: Райан Гиббонс Марк Шевчик |
| Джей Бигл — 03:45 Антуан Руссель — 22:09 (Б. Саттер) Трой Стечер — 26:49 (Б. Саттер, Э. Петтерссон) Брок Бесер (бол.) — 28:06 (К. Хьюз, Э. Петтерссон) Тайлер Мотт — 53:19 (Дж. Бигл) Тайлер Мотт (п.в.) — 59:10 | 1 : 0 2 : 0 3 : 0 4 : 0 4 : 1 5 : 1 5 : 2 6 : 2 | 46:32 — Джейден Шварц (В. Данн, Р. О’Райли) Джейден Шварц — 58:38 (Д. Перрон, А. Пьетранжело) |                                                            | Судьи: Крис Руни Дэн О’Рурк Линейные судьи: Райан Гиббонс Марк Шевчик |
| |                                                 |                                                                                               |                                                            | Судьи: Крис Руни Дэн О’Рурк Линейные судьи: Райан Гиббонс Марк Шевчик |
| |                                                 |                                                                                               |                                                            | Судьи: Крис Руни Дэн О’Рурк Линейные судьи: Райан Гиббонс Марк Шевчик |
| |                                                 |                                                                                               |                                                            | Судьи: Крис Руни Дэн О’Рурк Линейные судьи: Райан Гиббонс Марк Шевчик |
| 4 мин | Штраф                                           | 4 мин                                                                                         |                                                            | Судьи: Крис Руни Дэн О’Рурк Линейные судьи: Райан Гиббонс Марк Шевчик |
| |                                                 |                                                                                               |                                                            |                                                                       |
| | 25                                              | Броски                                                                                        | 36                                                         |                                                                       |

## Второй раунд
Начало матчей указано по Североамериканскому восточному времени (UTC-4).

### Восточная конференция

#### «Филадельфия Флайерз» (1) — «Нью-Йорк Айлендерс» (6)
Пятая встреча этих двух клубов в плей-офф. Из прошлых четырёх «Филадельфия» выиграла три, включая последнюю их встречу в финале дивизиона Патрика 1987 года, которая завершилась в семи матчах. В регулярном чемпионате 2019/20 «Айлендерс» выиграли у «Флайерз» все три матча.
«Айлендерс» выиграли серию в семи матчах. «Филадельфия» по ходу серии проигрывала со счётом 1-3, но смогла сравнять счёт, однако в решающем матче «Нью-Йорк Айлендерс» выиграл со счётом 4:0 и впервые с 1993 года вышел в финал конференции. Голкипер «Айлендерс» Семён Варламов установил рекорд клуба по продолжительности «сухой серии» в плей-офф, которая составила 138 минут 13 секунд. Самым результативным игроком серии стал нападающий «островитян» Брок Нельсон, который в семи матчах набрал 8 (4+4) очков.
| 24 августа 19:00 | Филадельфия Флайерз | 0 : 4 (0:1, 0:0, 0:3) | Нью-Йорк Айлендерс | Скоушабэнк-арена |

| Отчёт | Отчёт                   | Отчёт | Отчёт          | Отчёт                                                                         |
| ----- | ----------------------- | --- | -------------- | ----------------------------------------------------------------------------- |
|       |                         | |                |                                                                               |
|       | Картер Харт             | Вратари | Семён Варламов | Судьи: Эрик Фурлатт Уэс Макколли Линейные судьи: Мэтт Макферсон Грег Деворски |
|       | Голы:                   | |                | Судьи: Эрик Фурлатт Уэс Макколли Линейные судьи: Мэтт Макферсон Грег Деворски |
|       | 0 : 1 0 : 2 0 : 3 0 : 4 | 06:06 — Энди Грин (Б. Нельсон) 42:54 — Жан-Габриэль Пажо (Л. Комаров, А. Пелек) 48:50 — Андерс Ли (М. Барзал, Дж. Эберле) 52:21 — Девон Тэйвз (п.в.) |                | Судьи: Эрик Фурлатт Уэс Макколли Линейные судьи: Мэтт Макферсон Грег Деворски |
|       |                         | |                | Судьи: Эрик Фурлатт Уэс Макколли Линейные судьи: Мэтт Макферсон Грег Деворски |
|       |                         | |                | Судьи: Эрик Фурлатт Уэс Макколли Линейные судьи: Мэтт Макферсон Грег Деворски |
|       |                         | |                | Судьи: Эрик Фурлатт Уэс Макколли Линейные судьи: Мэтт Макферсон Грег Деворски |
| 4 мин | Штраф                   | 4 мин |                | Судьи: Эрик Фурлатт Уэс Макколли Линейные судьи: Мэтт Макферсон Грег Деворски |
|       |                         | |                |                                                                               |
|       | 29                      | Броски | 29             |                                                                               |

| 26 августа 15:00 | Филадельфия Флайерз | 4 : 3 (ОТ) (3:0, 0:1, 0:2, 1:0) | Нью-Йорк Айлендерс | Скоушабэнк-арена |

| Отчёт | Отчёт                                     | Отчёт | Отчёт                                                   | Отчёт                                                                      |
| --- | ----------------------------------------- | --- | ------------------------------------------------------- | -------------------------------------------------------------------------- |
| |                                           | |                                                         |                                                                            |
| | Картер Харт                               | Вратари | 00:00-15:09 — Семён Варламов 15:09-62:41 — Томас Грайсс | Судьи: Франсис Шаррон Крис Ли Линейные судьи: Мэтт Макферсон Грег Деворски |
| | Голы:                                     | |                                                         | Судьи: Франсис Шаррон Крис Ли Линейные судьи: Мэтт Макферсон Грег Деворски |
| Кевин Хейз — 01:57 (Т. Конекни, Дж. Браун) Кевин Хейз — 09:43 (Дж. Фараби) Шон Кутюрье — 15:09 (К. Жиру, Т. Сэнхайм) Филипп Майерс — 62:41 (Ш. Кутюрье) | 1 : 0 2 : 0 3 : 0 3 : 1 3 : 2 3 : 3 4 : 3 | 31:45 — Андерс Ли (бол.) (М. Барзал, Н. Ледди) 51:11 — Энтони Бовилье (Дж. Бэйли) 57:51 — Жан-Габриэль Пажо (А. Пелек) |                                                         | Судьи: Франсис Шаррон Крис Ли Линейные судьи: Мэтт Макферсон Грег Деворски |
| |                                           | |                                                         | Судьи: Франсис Шаррон Крис Ли Линейные судьи: Мэтт Макферсон Грег Деворски |
| |                                           | |                                                         | Судьи: Франсис Шаррон Крис Ли Линейные судьи: Мэтт Макферсон Грег Деворски |
| |                                           | |                                                         | Судьи: Франсис Шаррон Крис Ли Линейные судьи: Мэтт Макферсон Грег Деворски |
| 6 мин | Штраф                                     | 4 мин |                                                         | Судьи: Франсис Шаррон Крис Ли Линейные судьи: Мэтт Макферсон Грег Деворски |
| |                                           | |                                                         |                                                                            |
| | 31                                        | Броски | 34                                                      |                                                                            |

| 29 августа 19:00 | Нью-Йорк Айлендерс | 3 : 1 (0:1, 2:0, 1:0) | Филадельфия Флайерз | Скоушабэнк-арена |

| Отчёт | Отчёт                 | Отчёт                                          | Отчёт       | Отчёт                                                                 |
| --- | --------------------- | ---------------------------------------------- | ----------- | --------------------------------------------------------------------- |
| |                       |                                                |             |                                                                       |
| | Семён Варламов        | Вратари                                        | Картер Харт | Судьи: Жан Эбер Горд Дуайер Линейные судьи: Мишель Кормье Дерек Амелл |
| | Голы:                 |                                                |             | Судьи: Жан Эбер Горд Дуайер Линейные судьи: Мишель Кормье Дерек Амелл |
| Мэтт Мартин — 27:12 (М. Барзал, Дж. Эберле) Лео Комаров — 39:54 (Д. Брассар) Андерс Ли (бол.) — 43:41 (Дж. Эберле, Р. Пулок) | 0 : 1 : 1 2 : 1 3 : 1 | 14:18 — Тайлер Питлик (С. Лотуон, М. Нисканен) |             | Судьи: Жан Эбер Горд Дуайер Линейные судьи: Мишель Кормье Дерек Амелл |
| |                       |                                                |             | Судьи: Жан Эбер Горд Дуайер Линейные судьи: Мишель Кормье Дерек Амелл |
| |                       |                                                |             | Судьи: Жан Эбер Горд Дуайер Линейные судьи: Мишель Кормье Дерек Амелл |
| |                       |                                                |             | Судьи: Жан Эбер Горд Дуайер Линейные судьи: Мишель Кормье Дерек Амелл |
| 2 мин | Штраф                 | 4 мин                                          |             | Судьи: Жан Эбер Горд Дуайер Линейные судьи: Мишель Кормье Дерек Амелл |
| |                       |                                                |             |                                                                       |
| | 29                    | Броски                                         | 27          |                                                                       |

| 30 августа 20:00 | Нью-Йорк Айлендерс | 3 : 2 (0:0, 1:1, 2:1) | Филадельфия Флайерз | Скоушабэнк-арена |

| Отчёт | Отчёт                         | Отчёт                                                                                | Отчёт          | Отчёт                                                                  |
| --- | ----------------------------- | ------------------------------------------------------------------------------------ | -------------- | ---------------------------------------------------------------------- |
| |                               |                                                                                      |                |                                                                        |
| | Томас Грайсс                  | Вратари                                                                              | Брайан Эллиотт | Судьи: Уэс Макколи Эрик Фурлатт Линейные судьи: Стив Бартон Девин Берг |
| | Голы:                         |                                                                                      |                | Судьи: Уэс Макколи Эрик Фурлатт Линейные судьи: Стив Бартон Девин Берг |
| Брок Нельсон — 26:52 (Дж. Бэйли) Жан-Габриэль Пажо — 47:18 (С. Мэйфилд, Д. Тэйвз) Брок Нельсон — 51:12 (Дж. Бэйли, Э. Бовилье) | 1 : 0 1 : 1 2 : 1 3 : 1 3 : 2 | 35:19 — Шон Кутюрье (Дж. Браун, Р. Хегг) 58:55 — Иван Проворов (К. Хейз, Т. Сэнхайм) |                | Судьи: Уэс Макколи Эрик Фурлатт Линейные судьи: Стив Бартон Девин Берг |
| |                               |                                                                                      |                | Судьи: Уэс Макколи Эрик Фурлатт Линейные судьи: Стив Бартон Девин Берг |
| |                               |                                                                                      |                | Судьи: Уэс Макколи Эрик Фурлатт Линейные судьи: Стив Бартон Девин Берг |
| |                               |                                                                                      |                | Судьи: Уэс Макколи Эрик Фурлатт Линейные судьи: Стив Бартон Девин Берг |
| 4 мин | Штраф                         | 4 мин                                                                                |                | Судьи: Уэс Макколи Эрик Фурлатт Линейные судьи: Стив Бартон Девин Берг |
| |                               |                                                                                      |                |                                                                        |
| | 33                            | Броски                                                                               | 38             |                                                                        |

| 1 сентября 19:00 | Филадельфия Флайерз | 4 : 3 (ОТ) (0:0, 2:1, 1:2, 1:0) | Нью-Йорк Айлендерс | Скоушабэнк-арена |

| Отчёт | Отчёт                                   | Отчёт | Отчёт          | Отчёт                                                                |
| --- | --------------------------------------- | --- | -------------- | -------------------------------------------------------------------- |
| |                                         | |                |                                                                      |
| | Картер Харт                             | Вратари | Семён Варламов | Судьи: Франсис Шаррон Крис Ли Линейные судьи: Стив Бартон Девин Берг |
| | Голы:                                   | |                | Судьи: Франсис Шаррон Крис Ли Линейные судьи: Стив Бартон Девин Берг |
| Клод Жиру — 35:45 (Ф. Майерс, Ш. Кутюрье) Джеймс Ван Римсдайк — 38:18 (С. Лоутон, Т. Конекни) Мэтт Нисканен — 44:32 (Т. Конекни, К. Хейз) Скотт Лоутон — 72:20 (И. Проворов, К. Жиру) | 0 : 1 : 1 2 : 1 3 : 1 3 : 2 3 : 3 4 : 3 | 21:20 — Мэтью Барзал (бол.) (Дж. Бэйли, Дж. Эберле) 55:46 — Брок Нельсон (Дж. Бэйли, С. Мэйфилд) 57:19 — Дерик Брассар (К. Клаттербак, К. Сизикас) |                | Судьи: Франсис Шаррон Крис Ли Линейные судьи: Стив Бартон Девин Берг |
| |                                         | |                | Судьи: Франсис Шаррон Крис Ли Линейные судьи: Стив Бартон Девин Берг |
| |                                         | |                | Судьи: Франсис Шаррон Крис Ли Линейные судьи: Стив Бартон Девин Берг |
| |                                         | |                | Судьи: Франсис Шаррон Крис Ли Линейные судьи: Стив Бартон Девин Берг |
| 8 мин | Штраф                                   | 4 мин |                | Судьи: Франсис Шаррон Крис Ли Линейные судьи: Стив Бартон Девин Берг |
| |                                         | |                |                                                                      |
| | 32                                      | Броски | 32             |                                                                      |

| 3 сентября 19:00 | Нью-Йорк Айлендерс | 4 : 5 (2ОТ) (1:2, 3:1, 0:1, 0:0, 0:1) | Филадельфия Флайерз | Скоушабэнк-арена |

| Отчёт | Отчёт                                               | Отчёт | Отчёт       | Отчёт                                                                 |
| --- | --------------------------------------------------- | --- | ----------- | --------------------------------------------------------------------- |
| |                                                     | |             |                                                                       |
| | Семён Варламов                                      | Вратари | Картер Харт | Судьи: Жан Эбер Горд Дуайер Линейные судьи: Дерек Амелл Мишель Кормье |
| | Голы:                                               | |             | Судьи: Жан Эбер Горд Дуайер Линейные судьи: Дерек Амелл Мишель Кормье |
| Дерик Брассар — 16:33 (Д. Тэйвз, Б. Нельсон) Мэтт Мартин — 21:24 (К. Клаттербак) Андерс Ли (бол.) — 23:06 (М. Барзал, Дж. Эберле) Мэтью Барзал — 39:30 (Д. Брассар) | 0 : 1 0 : 2 1 : 2 2 : 2 3 : 2 3 : 3 4 : 3 4 : 4 : 5 | 10:16 — Кевин Хейз (Т. Конекни, Р. Хегг) 11:52 — Джеймс Ван Римсдайк (Я. Ворачек, Т. Сэнхайм) 33:21 — Михаэль Раффль (Н. Обе-Кюбель, И. Проворов) 49:53 — Скотт Лоутон (К. Жиру) 95:03 — Иван Проворов (К. Хейз) |             | Судьи: Жан Эбер Горд Дуайер Линейные судьи: Дерек Амелл Мишель Кормье |
| |                                                     | |             | Судьи: Жан Эбер Горд Дуайер Линейные судьи: Дерек Амелл Мишель Кормье |
| |                                                     | |             | Судьи: Жан Эбер Горд Дуайер Линейные судьи: Дерек Амелл Мишель Кормье |
| |                                                     | |             | Судьи: Жан Эбер Горд Дуайер Линейные судьи: Дерек Амелл Мишель Кормье |
| 8 мин | Штраф                                               | 12 мин |             | Судьи: Жан Эбер Горд Дуайер Линейные судьи: Дерек Амелл Мишель Кормье |
| |                                                     | |             |                                                                       |
| | 53                                                  | Броски | 31          |                                                                       |

| 5 сентября 19:30 | Филадельфия Флайерз | 0 : 4 (0:2, 0:1, 0:1) | Нью-Йорк Айлендерс | Скоушабэнк-арена |

| Отчёт  | Отчёт                   | Отчёт | Отчёт        | Отчёт                                                                          |
| ------ | ----------------------- | --- | ------------ | ------------------------------------------------------------------------------ |
|        |                         | |              |                                                                                |
|        | Картер Харт             | Вратари | Томас Грайсс | Судьи: Уэс Макколи Франсис Шаррон Линейные судьи: Мэтт Макферсон Грег Деворски |
|        | Голы:                   | |              | Судьи: Уэс Макколи Франсис Шаррон Линейные судьи: Мэтт Макферсон Грег Деворски |
|        | 0 : 1 0 : 2 0 : 3 0 : 4 | 09:27 — Скотт Мэйфилд (Д. Тэйвз, Дж. Эберле) 13:12 — Энди Грин (Д. Брассар, Б. Нельсон) 31:26 — Брок Нельсон (Дж. Бэйли, Р. Пулок) 53:42 — Энтони Бовилье (п.в.) (Б. Нельсон, Дж. Бэйли) |              | Судьи: Уэс Макколи Франсис Шаррон Линейные судьи: Мэтт Макферсон Грег Деворски |
|        |                         | |              | Судьи: Уэс Макколи Франсис Шаррон Линейные судьи: Мэтт Макферсон Грег Деворски |
|        |                         | |              | Судьи: Уэс Макколи Франсис Шаррон Линейные судьи: Мэтт Макферсон Грег Деворски |
|        |                         | |              | Судьи: Уэс Макколи Франсис Шаррон Линейные судьи: Мэтт Макферсон Грег Деворски |
| 13 мин | Штраф                   | 9 мин |              | Судьи: Уэс Макколи Франсис Шаррон Линейные судьи: Мэтт Макферсон Грег Деворски |
|        |                         | |              |                                                                                |
|        | 16                      | Броски | 26           |                                                                                |

#### «Тампа-Бэй Лайтнинг» (2) — «Бостон Брюинз» (4)
Третье противостояние «Тампы» и «Бостона» в плей-офф. Оба предыдущих выиграли «Лайтнинг», последнее из которых состоялось во втором раунде плей-офф Кубка Стэнли 2018 завершившееся в пяти матчах. В регулярном чемпионате 2019/20 «Тампа» выиграла у «Брюинз» три встречи из четырёх, а также матч группового раунда квалификации Кубка Стэнли 2020 со счётом 3:2.
«Тампа» выиграла серию со счётом 4-1 и вышла в свой шестой финал конференции в истории. После второго матча серии голкипер «Лайтнинг» Андрей Василевский вышел на первое место в клубе по количеству побед среди вратарей в матчах Кубка Стэнли. Самым результативным игроком серии стал нападающий «молний» Брэйден Пойнт, который в пяти матчах набрал 8 (1+7) очков.
| 23 августа 20:00 | Тампа-Бэй Лайтнинг | 2 : 3 (0:1, 0:1, 2:1) | Бостон Брюинз | Скоушабэнк-арена |

| Отчёт                                                                                        | Отчёт                         | Отчёт | Отчёт         | Отчёт                                                                   |
| -------------------------------------------------------------------------------------------- | ----------------------------- | --- | ------------- | ----------------------------------------------------------------------- |
|                                                                                              |                               | |               |                                                                         |
|                                                                                              | Андрей Василевский            | Вратари | Ярослав Галак | Судьи: Крис Ли Франсис Шаррон Линейные судьи: Мишель Кормье Дерек Амелл |
|                                                                                              | Голы:                         | |               | Судьи: Крис Ли Франсис Шаррон Линейные судьи: Мишель Кормье Дерек Амелл |
| Виктор Хедман — 48:50 (Б. Пойнт, О. Палат) Виктор Хедман — 58:46 (К. Шаттенкирк, Т. Джонсон) | 0 : 1 0 : 2 0 : 3 1 : 3 2 : 3 | 18:52 — Чарли Койл (Б. Карло, Б. Маршан) 24:34 — Давид Пастрняк (бол.) (Д. Крейчи, Т. Круг) 41:17 — Брэд Маршан (Д. Пастрняк, П. Бержерон) |               | Судьи: Крис Ли Франсис Шаррон Линейные судьи: Мишель Кормье Дерек Амелл |
|                                                                                              |                               | |               | Судьи: Крис Ли Франсис Шаррон Линейные судьи: Мишель Кормье Дерек Амелл |
|                                                                                              |                               | |               | Судьи: Крис Ли Франсис Шаррон Линейные судьи: Мишель Кормье Дерек Амелл |
|                                                                                              |                               | |               | Судьи: Крис Ли Франсис Шаррон Линейные судьи: Мишель Кормье Дерек Амелл |
| 8 мин                                                                                        | Штраф                         | 8 мин |               | Судьи: Крис Ли Франсис Шаррон Линейные судьи: Мишель Кормье Дерек Амелл |
|                                                                                              |                               | |               |                                                                         |
|                                                                                              | 37                            | Броски | 31            |                                                                         |

| 25 августа 19:00 | Тампа-Бэй Лайтнинг | 4 : 3 (ОТ) (1:1, 1:1, 1:1, 1:0) | Бостон Брюинз | Скоушабэнк-арена |

| Отчёт | Отчёт                                 | Отчёт | Отчёт         | Отчёт                                                              |
| --- | ------------------------------------- | --- | ------------- | ------------------------------------------------------------------ |
| |                                       | |               |                                                                    |
| | Андрей Василевский                    | Вратари | Ярослав Галак | Судьи: Горд Дуайер Жан Эбер Линейные судьи: Стив Бартон Девин Берг |
| | Голы:                                 | |               | Судьи: Горд Дуайер Жан Эбер Линейные судьи: Стив Бартон Девин Берг |
| Блейк Коулман — 12:42 (З. Богосян, Б. Гудроу) Никита Кучеров — 35:28 (К. Шаттенкирк, Б. Пойнт) Блейк Коулман — 50:40 (В. Хедман) Ондржей Палат — 64:40 (Я. Гурд, П. Марун) | 0 : 1 : 1 1 : 2 : 2 3 : 2 3 : 3 4 : 3 | 03:14 — Ник Ритчи (А. Бьорк) 34:33 — Брэд Маршан (бол.) (Д. Пастрняк, Т. Круг) 56:02 — Брэд Маршан (Ш. Курали, Д. Пастрняк) |               | Судьи: Горд Дуайер Жан Эбер Линейные судьи: Стив Бартон Девин Берг |
| |                                       | |               | Судьи: Горд Дуайер Жан Эбер Линейные судьи: Стив Бартон Девин Берг |
| |                                       | |               | Судьи: Горд Дуайер Жан Эбер Линейные судьи: Стив Бартон Девин Берг |
| |                                       | |               | Судьи: Горд Дуайер Жан Эбер Линейные судьи: Стив Бартон Девин Берг |
| 8 мин | Штраф                                 | 6 мин |               | Судьи: Горд Дуайер Жан Эбер Линейные судьи: Стив Бартон Девин Берг |
| |                                       | |               |                                                                    |
| | 40                                    | Броски | 25            |                                                                    |

| 26 августа 20:00 | Бостон Брюинз | 1 : 7 (0:2, 1:4, 0:1) | Тампа-Бэй Лайтнинг | Скоушабэнк-арена |

| Отчёт                                             | Отчёт                                                     | Отчёт | Отчёт              | Отчёт                                                                  |
| ------------------------------------------------- | --------------------------------------------------------- | --- | ------------------ | ---------------------------------------------------------------------- |
|                                                   |                                                           | |                    |                                                                        |
|                                                   | Ярослав Галак — 00:00-31:18 Даниэль Владарж — 31:18-60:00 | Вратари | Андрей Василевский | Судьи: Эрик Фурлатт Уэс Макколи Линейные судьи: Стив Бартон Девин Берг |
|                                                   | Голы:                                                     | |                    | Судьи: Эрик Фурлатт Уэс Макколи Линейные судьи: Стив Бартон Девин Берг |
| Брэд Маршан (бол.) — 24:56 (Т. Круг, Д. Пастрняк) | 0 : 1 0 : 2 0 : 3 1 : 3 1 : 4 1 : 5 1 : 6 1 : 7           | 12:46 — Ондржей Палат (бол.) (М. Сергачёв, Н. Кучеров) 13:01 — Янни Гурд (Б. Коулман, Э. Чернак) 22:14 — Михаил Сергачёв (бол.) (Н. Кучеров, Б. Пойнт) 28:35 — Алекс Киллорн (бол.) (О. Палат, Н. Кучеров) 35:23 — Брэйден Пойнт (А. Киллорн, М. Сергачёв) 38:01 — Алекс Киллорн (Я. Гурд, З. Богосян) 43:58 — Никита Кучеров (Б. Пойнт) |                    | Судьи: Эрик Фурлатт Уэс Макколи Линейные судьи: Стив Бартон Девин Берг |
|                                                   |                                                           | |                    | Судьи: Эрик Фурлатт Уэс Макколи Линейные судьи: Стив Бартон Девин Берг |
|                                                   |                                                           | |                    | Судьи: Эрик Фурлатт Уэс Макколи Линейные судьи: Стив Бартон Девин Берг |
|                                                   |                                                           | |                    | Судьи: Эрик Фурлатт Уэс Макколи Линейные судьи: Стив Бартон Девин Берг |
| 39 мин                                            | Штраф                                                     | 11 мин |                    | Судьи: Эрик Фурлатт Уэс Макколи Линейные судьи: Стив Бартон Девин Берг |
|                                                   |                                                           | |                    |                                                                        |
|                                                   | 24                                                        | Броски | 31                 |                                                                        |

| 30 августа 12:00 | Бостон Брюинз | 1 : 3 (0:1, 0:2, 1:0) | Тампа-Бэй Лайтнинг | Скоушабэнк-арена |

| Отчёт                                              | Отчёт                   | Отчёт | Отчёт              | Отчёт                                                                      |
| -------------------------------------------------- | ----------------------- | --- | ------------------ | -------------------------------------------------------------------------- |
|                                                    |                         | |                    |                                                                            |
|                                                    | Ярослав Галак           | Вратари | Андрей Василевский | Судьи: Франсис Шаррон Крис Ли Линейные судьи: Мэтт Макферсон Грег Деворски |
|                                                    | Голы:                   | |                    | Судьи: Франсис Шаррон Крис Ли Линейные судьи: Мэтт Макферсон Грег Деворски |
| Джейк Дебраск (бол.) — 47:04 (Ч. Койл, М. Гризлик) | 0 : 1 0 : 2 0 : 3 1 : 3 | 08:59 — Ондржей Палат (Б. Пойнт) 32:29 — Ондржей Палат (Э. Сирелли, Н. Кучеров) 38:04 — Виктор Хедман (бол.) (Т. Джонсон, Н. Кучеров) |                    | Судьи: Франсис Шаррон Крис Ли Линейные судьи: Мэтт Макферсон Грег Деворски |
|                                                    |                         | |                    | Судьи: Франсис Шаррон Крис Ли Линейные судьи: Мэтт Макферсон Грег Деворски |
|                                                    |                         | |                    | Судьи: Франсис Шаррон Крис Ли Линейные судьи: Мэтт Макферсон Грег Деворски |
|                                                    |                         | |                    | Судьи: Франсис Шаррон Крис Ли Линейные судьи: Мэтт Макферсон Грег Деворски |
| 16 мин                                             | Штраф                   | 13 мин |                    | Судьи: Франсис Шаррон Крис Ли Линейные судьи: Мэтт Макферсон Грег Деворски |
|                                                    |                         | |                    |                                                                            |
|                                                    | 30                      | Броски | 26                 |                                                                            |

| 31 августа 19:00 | Тампа-Бэй Лайтнинг | 3 : 2 (2ОТ) (0:0, 1:1, 1:1, 0:0, 1:0) | Бостон Брюинз | Скоушабэнк-арена |

| Отчёт | Отчёт                         | Отчёт                                                                                             | Отчёт         | Отчёт                                                                 |
| --- | ----------------------------- | ------------------------------------------------------------------------------------------------- | ------------- | --------------------------------------------------------------------- |
| |                               |                                                                                                   |               |                                                                       |
| | Андрей Василевский            | Вратари                                                                                           | Ярослав Галак | Судьи: Жан Эбер Горд Дуайер Линейные судьи: Дерек Амелл Мишель Кормье |
| | Голы:                         |                                                                                                   |               | Судьи: Жан Эбер Горд Дуайер Линейные судьи: Дерек Амелл Мишель Кормье |
| Ондржей Палат — 24:21 (К. Шаттенкирк, Б. Коулман) Энтони Сирелли — 52:03 (В. Хедман, Б. Пойнт) Виктор Хедман — 94:10 (К. Шаттенкирк, Б. Пойнт) | 1 : 0 1 : 1 2 : 1 2 : 2 3 : 2 | 32:38 — Давид Пастрняк (бол.) (Д. Крейчи, П. Бержерон) 57:27 — Давид Крейчи (З. Хара, К. Клифтон) |               | Судьи: Жан Эбер Горд Дуайер Линейные судьи: Дерек Амелл Мишель Кормье |
| |                               |                                                                                                   |               | Судьи: Жан Эбер Горд Дуайер Линейные судьи: Дерек Амелл Мишель Кормье |
| |                               |                                                                                                   |               | Судьи: Жан Эбер Горд Дуайер Линейные судьи: Дерек Амелл Мишель Кормье |
| |                               |                                                                                                   |               | Судьи: Жан Эбер Горд Дуайер Линейные судьи: Дерек Амелл Мишель Кормье |
| 8 мин | Штраф                         | 8 мин                                                                                             |               | Судьи: Жан Эбер Горд Дуайер Линейные судьи: Дерек Амелл Мишель Кормье |
| |                               |                                                                                                   |               |                                                                       |
| | 35                            | Броски                                                                                            | 47            |                                                                       |

### Западная конференция

#### «Вегас Голден Найтс» (1) — «Ванкувер Кэнакс» (5)
Ранее никогда «Вегас» и «Ванкувер» не встречались в плей-офф. В регулярном чемпионате 2019/20 клубы провели между собой два матча, в которых каждый одержал по одной победе.
«Вегас» выиграл серию в семи матчах. После четвёртой игры «Голден Найтс» вели в серии со счётом 3-1, однако «Ванкувер» смог выиграть следующие два матча и сравнять счёт в серии. В решающем седьмом матче «Вегас» победил со счётом 3:0 и во второй раз за первые три года своего существования вышел в финал конференции, что является новым рекордом НХЛ. Автор победного гола защитник Ши Теодор стал самым результативным игроком серии, набрав в семи матчах 9 (2+7) очков.
| 23 августа 22:30 | Вегас Голден Найтс | 5 : 0 (1:0, 3:0, 1:0) | Ванкувер Кэнакс | Роджерс Плэйс |

| Отчёт | Отчёт                         | Отчёт   | Отчёт                                                   | Отчёт                                                                         |
| --- | ----------------------------- | ------- | ------------------------------------------------------- | ----------------------------------------------------------------------------- |
| |                               |         |                                                         |                                                                               |
| | Робин Ленер                   | Вратари | 00:00-50:47 — Якоб Маркстрём 50:47-60:00 — Тэтчер Демко | Судьи: Франсуа Сан-Лоран Брэд Майер Линейные судьи: Джонни Мюррей Пьер Расико |
| | Голы:                         |         |                                                         | Судьи: Франсуа Сан-Лоран Брэд Майер Линейные судьи: Джонни Мюррей Пьер Расико |
| Жонатан Маршессо — 11:37 (Р. Смит, Ш. Теодор) Райлли Смит (бол.) — 22:13 (А. Так, А. Мартинес) Марк Стоун — 31:35 (Н. Шмидт, В. Карлссон) Алекс Так — 36:34 (Н. Казинс, Ш. Теодор) Макс Пачиоретти — 50:47 (М. Стоун, Ч. Стивенсон) | 1 : 0 2 : 0 3 : 0 4 : 0 5 : 0 |         |                                                         | Судьи: Франсуа Сан-Лоран Брэд Майер Линейные судьи: Джонни Мюррей Пьер Расико |
| |                               |         |                                                         | Судьи: Франсуа Сан-Лоран Брэд Майер Линейные судьи: Джонни Мюррей Пьер Расико |
| |                               |         |                                                         | Судьи: Франсуа Сан-Лоран Брэд Майер Линейные судьи: Джонни Мюррей Пьер Расико |
| |                               |         |                                                         | Судьи: Франсуа Сан-Лоран Брэд Майер Линейные судьи: Джонни Мюррей Пьер Расико |
| 2 мин | Штраф                         | 16 мин  |                                                         | Судьи: Франсуа Сан-Лоран Брэд Майер Линейные судьи: Джонни Мюррей Пьер Расико |
| |                               |         |                                                         |                                                                               |
| | 39                            | Броски  | 26                                                      |                                                                               |

| 25 августа 21:45 | Вегас Голден Найтс | 2 : 5 (0:2, 1:1, 1:2) | Ванкувер Кэнакс | Роджерс Плэйс |

| Отчёт                                                                                        | Отчёт                                     | Отчёт | Отчёт          | Отчёт                                                                       |
| -------------------------------------------------------------------------------------------- | ----------------------------------------- | --- | -------------- | --------------------------------------------------------------------------- |
|                                                                                              |                                           | |                |                                                                             |
|                                                                                              | Робин Ленер                               | Вратари | Якоб Маркстрём | Судьи: Келли Сазерленд Стив Козари Линейные судьи: Кил Марчисон Скотт Черри |
|                                                                                              | Голы:                                     | |                | Судьи: Келли Сазерленд Стив Козари Линейные судьи: Кил Марчисон Скотт Черри |
| Алекс Так — 26:34 (Н. Руа, Ш. Теодор) Макс Пачиоретти (бол.) — 58:34 (Ш. Теодор, П. Штястны) | 0 : 1 0 : 2 1 : 2 1 : 3 1 : 4 2 : 4 2 : 5 | 01:29 — Тайлер Тоффоли (Э. Петтерссон, К. Хьюз) 10:59 — Бо Хорват (бол.) (Т. Тоффоли, Э. Петтерссон) 38:35 — Элиас Петтерссон (А. Эдлер, Т. Тоффоли) 40:18 — Бо Хорват (Б. Бесер, А. Эдлер) 59:30 — Таннер Пирсон (п.в.) (Джей Ти Миллер) |                | Судьи: Келли Сазерленд Стив Козари Линейные судьи: Кил Марчисон Скотт Черри |
|                                                                                              |                                           | |                | Судьи: Келли Сазерленд Стив Козари Линейные судьи: Кил Марчисон Скотт Черри |
|                                                                                              |                                           | |                | Судьи: Келли Сазерленд Стив Козари Линейные судьи: Кил Марчисон Скотт Черри |
|                                                                                              |                                           | |                | Судьи: Келли Сазерленд Стив Козари Линейные судьи: Кил Марчисон Скотт Черри |
| 12 мин                                                                                       | Штраф                                     | 10 мин |                | Судьи: Келли Сазерленд Стив Козари Линейные судьи: Кил Марчисон Скотт Черри |
|                                                                                              |                                           | |                |                                                                             |
|                                                                                              | 40                                        | Броски | 27             |                                                                             |

| 29 августа 19:00 | Ванкувер Кэнакс | 0 : 3 (0:2, 0:0, 0:1) | Вегас Голден Найтс | Роджерс Плэйс |

| Отчёт  | Отчёт             | Отчёт | Отчёт       | Отчёт                                                                |
| ------ | ----------------- | --- | ----------- | -------------------------------------------------------------------- |
|        |                   | |             |                                                                      |
|        | Якоб Маркстрём    | Вратари | Робин Ленер | Судьи: Дэн О’Рурк Крис Руни Линейные судьи: Скотт Черри Кил Марчисон |
|        | Голы:             | |             | Судьи: Дэн О’Рурк Крис Руни Линейные судьи: Скотт Черри Кил Марчисон |
|        | 0 : 1 0 : 2 0 : 3 | 04:05 — Алекс Так (Н. Руа, А. Мартинес) 05:28 — Зак Уайтклауд 42:19 — Марк Стоун (бол.) (Ш. Теодор, Р. Смит) |             | Судьи: Дэн О’Рурк Крис Руни Линейные судьи: Скотт Черри Кил Марчисон |
|        |                   | |             | Судьи: Дэн О’Рурк Крис Руни Линейные судьи: Скотт Черри Кил Марчисон |
|        |                   | |             | Судьи: Дэн О’Рурк Крис Руни Линейные судьи: Скотт Черри Кил Марчисон |
|        |                   | |             | Судьи: Дэн О’Рурк Крис Руни Линейные судьи: Скотт Черри Кил Марчисон |
| 18 мин | Штраф             | 10 мин |             | Судьи: Дэн О’Рурк Крис Руни Линейные судьи: Скотт Черри Кил Марчисон |
|        |                   | |             |                                                                      |
|        | 31                | Броски | 34          |                                                                      |

| 30 августа 22:30 | Ванкувер Кэнакс | 3 : 5 (1:2, 2:0, 0:3) | Вегас Голден Найтс | Роджерс Плэйс |

| Отчёт | Отчёт                                     | Отчёт | Отчёт            | Отчёт                                                                        |
| --- | ----------------------------------------- | --- | ---------------- | ---------------------------------------------------------------------------- |
| |                                           | |                  |                                                                              |
| | Якоб Маркстрём                            | Вратари | Марк-Андре Флёри | Судьи: Брэд Майер Франсуа Сан-Лоран Линейные судьи: Брэд Ковачик Марк Шевчик |
| | Голы:                                     | |                  | Судьи: Брэд Майер Франсуа Сан-Лоран Линейные судьи: Брэд Ковачик Марк Шевчик |
| Элиас Петтерссон (бол.) — 11:15 (Джей Ти Миллер, К. Хьюз) Бо Хорват — 24:07 (Дже Ти Миллер, А. Эдлер) Тайлер Тоффоли (бол.) — 31:26 (К. Хьюз, Дже Ти Миллер) | 0 : 1 : 1 1 : 2 : 2 3 : 2 3 : 3 : 4 3 : 5 | 09:28 — Макс Пачиоретти (бол.) (М. Стоун, Ш. Теодор) 13:19 — Чендлер Стивенсон (Ш. Теодор, А. Мартинес) 42:52 — Нэйт Шмидт (Дж. Меррилл) 47:02 — Макс Пачиоретти (Н. Шмидт, М. Стоун) 48:29 — Вильям Карлссон (М. Пачиоретти, М. Стоун) |                  | Судьи: Брэд Майер Франсуа Сан-Лоран Линейные судьи: Брэд Ковачик Марк Шевчик |
| |                                           | |                  | Судьи: Брэд Майер Франсуа Сан-Лоран Линейные судьи: Брэд Ковачик Марк Шевчик |
| |                                           | |                  | Судьи: Брэд Майер Франсуа Сан-Лоран Линейные судьи: Брэд Ковачик Марк Шевчик |
| |                                           | |                  | Судьи: Брэд Майер Франсуа Сан-Лоран Линейные судьи: Брэд Ковачик Марк Шевчик |
| 4 мин | Штраф                                     | 10 мин |                  | Судьи: Брэд Майер Франсуа Сан-Лоран Линейные судьи: Брэд Ковачик Марк Шевчик |
| |                                           | |                  |                                                                              |
| | 31                                        | Броски | 33               |                                                                              |

| 1 сентября 21:45 | Вегас Голден Найтс | 1 : 2 (0:0, 1:1, 0:1) | Ванкувер Кэнакс | Роджерс Плэйс |

| Отчёт                                 | Отчёт           | Отчёт                                                                                            | Отчёт        | Отчёт                                                                        |
| ------------------------------------- | --------------- | ------------------------------------------------------------------------------------------------ | ------------ | ---------------------------------------------------------------------------- |
|                                       |                 |                                                                                                  |              |                                                                              |
|                                       | Робин Ленер     | Вратари                                                                                          | Тэтчер Демко | Судьи: Келли Сазерленд Стив Козари Линейные судьи: Пьер Расико Джонни Мюррей |
|                                       | Голы:           |                                                                                                  |              | Судьи: Келли Сазерленд Стив Козари Линейные судьи: Пьер Расико Джонни Мюррей |
| Ши Теодор — 35:12 (Р. Смит, М. Стоун) | 1 : 0 1 : 1 : 2 | 35:36 — Брок Бесер (Джей Ти Миллер, К. Хьюз) 43:19 — Элиас Петтерссон (Б. Бесер, Джей Ти Миллер) |              | Судьи: Келли Сазерленд Стив Козари Линейные судьи: Пьер Расико Джонни Мюррей |
|                                       |                 |                                                                                                  |              | Судьи: Келли Сазерленд Стив Козари Линейные судьи: Пьер Расико Джонни Мюррей |
|                                       |                 |                                                                                                  |              | Судьи: Келли Сазерленд Стив Козари Линейные судьи: Пьер Расико Джонни Мюррей |
|                                       |                 |                                                                                                  |              | Судьи: Келли Сазерленд Стив Козари Линейные судьи: Пьер Расико Джонни Мюррей |
| 10 мин                                | Штраф           | 8 мин                                                                                            |              | Судьи: Келли Сазерленд Стив Козари Линейные судьи: Пьер Расико Джонни Мюррей |
|                                       |                 |                                                                                                  |              |                                                                              |
|                                       | 43              | Броски                                                                                           | 17           |                                                                              |

| 3 сентября 21:45 | Ванкувер Кэнакс | 4 : 0 (1:0, 0:0, 3:0) | Вегас Голден Найтс | Роджерс Плэйс |

| Отчёт | Отчёт                   | Отчёт   | Отчёт       | Отчёт                                                                |
| --- | ----------------------- | ------- | ----------- | -------------------------------------------------------------------- |
| |                         |         |             |                                                                      |
| | Тэтчер Демко            | Вратари | Робин Ленер | Судьи: Крис Руни Дэн О’Рурк Линейные судьи: Брэд Ковачик Марк Шевчик |
| | Голы:                   |         |             | Судьи: Крис Руни Дэн О’Рурк Линейные судьи: Брэд Ковачик Марк Шевчик |
| Джейк Виртанен — 02:50 (Т. Мотт) Джей Ти Миллер — 41:03 (К. Хьюз) Куинн Хьюз — 48:16 (Джей Ти Миллер, К. Танев) Бо Хорват (п.в.) — 55:22 (Т. Пирсон, Б. Саттер) | 1 : 0 2 : 0 3 : 0 4 : 0 |         |             | Судьи: Крис Руни Дэн О’Рурк Линейные судьи: Брэд Ковачик Марк Шевчик |
| |                         |         |             | Судьи: Крис Руни Дэн О’Рурк Линейные судьи: Брэд Ковачик Марк Шевчик |
| |                         |         |             | Судьи: Крис Руни Дэн О’Рурк Линейные судьи: Брэд Ковачик Марк Шевчик |
| |                         |         |             | Судьи: Крис Руни Дэн О’Рурк Линейные судьи: Брэд Ковачик Марк Шевчик |
| 12 мин | Штраф                   | 20 мин  |             | Судьи: Крис Руни Дэн О’Рурк Линейные судьи: Брэд Ковачик Марк Шевчик |
| |                         |         |             |                                                                      |
| | 23                      | Броски  | 48          |                                                                      |

| 4 сентября 21:00 | Вегас Голден Найтс | 3 : 0 (0:0, 0:0, 3:0) | Ванкувер Кэнакс | Роджерс Плэйс |

| Отчёт | Отчёт             | Отчёт   | Отчёт        | Отчёт                                                                  |
| --- | ----------------- | ------- | ------------ | ---------------------------------------------------------------------- |
| |                   |         |              |                                                                        |
| | Робин Ленер       | Вратари | Тэтчер Демко | Судьи: Дэн О’Рурк Крис Руни Линейные судьи: Брэд Ковачик Джонни Мюррей |
| | Голы:             |         |              | Судьи: Дэн О’Рурк Крис Руни Линейные судьи: Брэд Ковачик Джонни Мюррей |
| Ши Теодор (бол.) — 53:52 (Р. Смит) Алекс Так (п.в.) — 57:54 (П. Штястны) Пол Штястны (п.в.) — 59:54 (Н. Руа, Ж. Маршессо) | 1 : 0 2 : 0 3 : 0 |         |              | Судьи: Дэн О’Рурк Крис Руни Линейные судьи: Брэд Ковачик Джонни Мюррей |
| |                   |         |              | Судьи: Дэн О’Рурк Крис Руни Линейные судьи: Брэд Ковачик Джонни Мюррей |
| |                   |         |              | Судьи: Дэн О’Рурк Крис Руни Линейные судьи: Брэд Ковачик Джонни Мюррей |
| |                   |         |              | Судьи: Дэн О’Рурк Крис Руни Линейные судьи: Брэд Ковачик Джонни Мюррей |
| 16 мин | Штраф             | 6 мин   |              | Судьи: Дэн О’Рурк Крис Руни Линейные судьи: Брэд Ковачик Джонни Мюррей |
| |                   |         |              |                                                                        |
| | 36                | Броски  | 14           |                                                                        |

#### «Колорадо Эвеланш» (2) — «Даллас Старз» (3)
Пятая встреча «Колорадо» и «Далласа» в плей-офф. В предыдущих четырёх каждая из команд одержала по две победы. Последняя встреча состоялась в четвертьфинале Западной конференции 2006 года, где «Эвеланш» выиграли серию в пяти матчах. В регулярном чемпионате 2019/20 «Даллас» выиграл у «Колорадо» все четыре матча. В матче группового этапа квалификации Кубка Стэнли 2020 «Колорадо Эвеланш» обыграл «Даллас Старз» со счётом 4:0.
«Даллас» выиграл серию в семи матчах. Проигрывая по ходу в серии со счётом 1-3, «Колорадо» смог сравнять счёт, но в решающем 7-м матче уступил в овертайме со счётом 4:5. Самым результативным игроком серии стал нападающий «Эвеланш» Натан Маккиннон, который в семи матчах набрал 12 (5+7) очков. Также Маккиннон установил новый рекорд клуба по продолжительности результативной серии в плей-офф, которая составила 14 матчей, превзойдя тем самым достижение Джо Сакика.
| 22 августа 20:00 | Колорадо Эвеланш | 3 : 5 (1:3, 2:1, 0:1) | Даллас Старз | Роджерс Плэйс |

| Отчёт | Отчёт                                                      | Отчёт | Отчёт         | Отчёт                                                                       |
| --- | ---------------------------------------------------------- | --- | ------------- | --------------------------------------------------------------------------- |
| |                                                            | |               |                                                                             |
| | Филипп Грубауэр — 00:00-23:06 Павел Францоуз — 23:06-60:00 | Вратари | Антон Худобин | Судьи: Стив Козари Келли Сазерленд Линейные судьи: Кил Марчисон Скотт Черри |
| | Голы:                                                      | |               | Судьи: Стив Козари Келли Сазерленд Линейные судьи: Кил Марчисон Скотт Черри |
| Натан Маккиннон — 05:04 (Г. Ландескуг, М. Рантанен) Габриэль Ландескуг — 24:36 (Н. Маккиннон, С. Жирар) Натан Маккиннон — 38:29 (С. Жирар, Н. Кадри) | 0 : 1 : 1 1 : 2 1 : 3 2 : 3 2 : 4 3 : 4 3 : 5              | 04:00 — Тайлер Сегин (Дж. Бенн, А. Радулов) 09:51 — Блейк Комо (Дж. Олексяк, М. Хейсканен) 16:28 — Александр Радулов (Дж. Бенн, Р. Факса) 29:09 — Александр Радулов (Т. Сегин, Дж. Бенн) 48:47 — Роопе Хинц (Дж. Дикинсон, Й. Клингберг) |               | Судьи: Стив Козари Келли Сазерленд Линейные судьи: Кил Марчисон Скотт Черри |
| |                                                            | |               | Судьи: Стив Козари Келли Сазерленд Линейные судьи: Кил Марчисон Скотт Черри |
| |                                                            | |               | Судьи: Стив Козари Келли Сазерленд Линейные судьи: Кил Марчисон Скотт Черри |
| |                                                            | |               | Судьи: Стив Козари Келли Сазерленд Линейные судьи: Кил Марчисон Скотт Черри |
| 6 мин | Штраф                                                      | 4 мин |               | Судьи: Стив Козари Келли Сазерленд Линейные судьи: Кил Марчисон Скотт Черри |
| |                                                            | |               |                                                                             |
| | 31                                                         | Броски | 30            |                                                                             |

| 24 августа 21:45 | Колорадо Эвеланш | 2 : 5 (1:0, 1:4, 0:1) | Даллас Старз | Роджерс Плэйс |

| Отчёт | Отчёт                                   | Отчёт | Отчёт         | Отчёт                                                                |
| --- | --------------------------------------- | --- | ------------- | -------------------------------------------------------------------- |
| |                                         | |               |                                                                      |
| | Павел Францоуз                          | Вратари | Антон Худобин | Судьи: Дэн О’Рурк Крис Руни Линейные судьи: Брэд Ковачик Марк Шевчик |
| | Голы:                                   | |               | Судьи: Дэн О’Рурк Крис Руни Линейные судьи: Брэд Ковачик Марк Шевчик |
| Натан Маккиннон (бол.) — 06:08 (М. Рантанен, К. Макар) Микко Рантанен (бол.) — 28:44 (Н. Маккиннон, Г. Ландескуг) | 1 : 0 2 : 0 2 : 1 2 : 2 : 3 2 : 4 2 : 5 | 29:54 — Джо Павелски (бол.) (А. Радулов, Т. Сегин) 30:37 — Радек Факса (бол.) (Д. Гурьянов, К. Перри) 35:34 — Александр Радулов (Дж. Бенн, М. Хейсканен) 39:14 — Эса Линделль 59:50 — Джейми Олексяк (п.в.) (Дж. Дикинсон) |               | Судьи: Дэн О’Рурк Крис Руни Линейные судьи: Брэд Ковачик Марк Шевчик |
| |                                         | |               | Судьи: Дэн О’Рурк Крис Руни Линейные судьи: Брэд Ковачик Марк Шевчик |
| |                                         | |               | Судьи: Дэн О’Рурк Крис Руни Линейные судьи: Брэд Ковачик Марк Шевчик |
| |                                         | |               | Судьи: Дэн О’Рурк Крис Руни Линейные судьи: Брэд Ковачик Марк Шевчик |
| 8 мин | Штраф                                   | 18 мин |               | Судьи: Дэн О’Рурк Крис Руни Линейные судьи: Брэд Ковачик Марк Шевчик |
| |                                         | |               |                                                                      |
| | 40                                      | Броски | 27            |                                                                      |

| 26 августа 22:30 | Даллас Старз | 4 : 6 (1:0, 0:3, 3:3) | Колорадо Эвеланш | Роджерс Плэйс |

| Отчёт | Отчёт                                                   | Отчёт | Отчёт          | Отчёт                                                                        |
| --- | ------------------------------------------------------- | --- | -------------- | ---------------------------------------------------------------------------- |
| |                                                         | |                |                                                                              |
| | Антон Худобин                                           | Вратари | Павел Францоуз | Судьи: Брэд Майер Франсуа Сан-Лоран Линейные судьи: Брэд Ковачик Марк Шевчик |
| | Голы:                                                   | |                | Судьи: Брэд Майер Франсуа Сан-Лоран Линейные судьи: Брэд Ковачик Марк Шевчик |
| Тайлер Сегин — 11:12 (Дж. Бенн, М. Хейсканен) Денис Гурьянов — 44:42 (Р. Хинц, К. Перри) Блейк Комо — 49:02 Джейми Бенн — 50:47 (Э. Линделль) | 1 : 0 1 : 1 : 2 1 : 3 2 : 3 3 : 3 4 : 3 4 : 4 : 5 4 : 6 | 21:00 — Никита Задоров (Н. Кадри) 24:41 — Андре Бураковски (К. Макар, Н. Задоров) 31:00 — Габриэль Ландескуг (К. Макар, Н. Маккиннон) 52:02 — Микко Рантанен (Н. Маккиннон) 53:54 — Назем Кадри (К. Коннотон, К. Макар) 58:26 — Пьер-Эдуар Белльмар (п.в.) (М. Рантанен, И. Коул) |                | Судьи: Брэд Майер Франсуа Сан-Лоран Линейные судьи: Брэд Ковачик Марк Шевчик |
| |                                                         | |                | Судьи: Брэд Майер Франсуа Сан-Лоран Линейные судьи: Брэд Ковачик Марк Шевчик |
| |                                                         | |                | Судьи: Брэд Майер Франсуа Сан-Лоран Линейные судьи: Брэд Ковачик Марк Шевчик |
| |                                                         | |                | Судьи: Брэд Майер Франсуа Сан-Лоран Линейные судьи: Брэд Ковачик Марк Шевчик |
| 10 мин | Штраф                                                   | 10 мин |                | Судьи: Брэд Майер Франсуа Сан-Лоран Линейные судьи: Брэд Ковачик Марк Шевчик |
| |                                                         | |                |                                                                              |
| | 37                                                      | Броски | 32             |                                                                              |

| 30 августа 18:00 | Даллас Старз | 5 : 4 (3:0, 0:2, 2:2) | Колорадо Эвеланш | Роджерс Плэйс |

| Отчёт | Отчёт                                                 | Отчёт | Отчёт                                                      | Отчёт                                                                        |
| --- | ----------------------------------------------------- | --- | ---------------------------------------------------------- | ---------------------------------------------------------------------------- |
| |                                                       | |                                                            |                                                                              |
| | Антон Худобин                                         | Вратари | 00:00-48:02 — Павел Францоуз 48:02-60:00 — Майкл Хатчинсон | Судьи: Келли Сазерленд Стив Козари Линейные судьи: Пьер Расико Джонни Мюррей |
| | Голы:                                                 | |                                                            | Судьи: Келли Сазерленд Стив Козари Линейные судьи: Пьер Расико Джонни Мюррей |
| Йон Клингберг — 06:18 (Р. Факса, Б. Комо) Радек Факса (бол.) — 08:33 (Р. Хинц, М. Хейсканен) Джейми Бенн (бол.) — 10:45 (А. Радулов, Дж. Павелски) Роопе Хинц (бол.) — 47:30 (Й. Клингберг, Р. Факса) Денис Гурьянов — 48:02 | 1 : 0 2 : 0 3 : 0 3 : 1 3 : 2 4 : 2 5 : 2 5 : 3 5 : 4 | 33:24 — Валерий Ничушкин (К. Макар, А. Бураковски) 39:34 — Кейл Макар (бол.) (Н. Маккиннон, М. Рантанен) 51:24 — Валерий Ничушкин (А. Бураковски, С. Жирар) 59:54 — Владислав Наместников (С. Жирар, Н. Кадри) |                                                            | Судьи: Келли Сазерленд Стив Козари Линейные судьи: Пьер Расико Джонни Мюррей |
| |                                                       | |                                                            | Судьи: Келли Сазерленд Стив Козари Линейные судьи: Пьер Расико Джонни Мюррей |
| |                                                       | |                                                            | Судьи: Келли Сазерленд Стив Козари Линейные судьи: Пьер Расико Джонни Мюррей |
| |                                                       | |                                                            | Судьи: Келли Сазерленд Стив Козари Линейные судьи: Пьер Расико Джонни Мюррей |
| 12 мин | Штраф                                                 | 14 мин |                                                            | Судьи: Келли Сазерленд Стив Козари Линейные судьи: Пьер Расико Джонни Мюррей |
| |                                                       | |                                                            |                                                                              |
| | 29                                                    | Броски | 37                                                         |                                                                              |

| 31 августа 21:45 | Колорадо Эвеланш | 6 : 3 (5:0, 1:2, 0:1) | Даллас Старз | Роджерс Плэйс |

| Отчёт | Отчёт                                                 | Отчёт | Отчёт                                               | Отчёт                                                                |
| --- | ----------------------------------------------------- | --- | --------------------------------------------------- | -------------------------------------------------------------------- |
| |                                                       | |                                                     |                                                                      |
| | Майкл Хатчинсон                                       | Вратари | 00:00-13:43 — Бен Бишоп 13:43-60:00 — Антон Худобин | Судьи: Дэн О’Рурк Крис Руни Линейные судьи: Скотт Черри Кил Марчисон |
| | Голы:                                                 | |                                                     | Судьи: Дэн О’Рурк Крис Руни Линейные судьи: Скотт Черри Кил Марчисон |
| Пьер-Эдуар Белльмар — 04:37 (Л. О’Коннор, М. Ньето) Андре Бураковски — 11:51 (М. Рантанен, К. Макар) Натан Маккиннон — 12:32 (Джей Ти Комфер, Р. Грэйвс) Назем Кадри — 13:43 (В. Ничушкин, Г. Ландескуг) Микко Рантанен — 14:27 (С. Жирар, А. Бураковски) Андре Бураковски — 38:04 (Н. Маккиннон) | 1 : 0 2 : 0 3 : 0 4 : 0 5 : 0 5 : 1 5 : 2 6 : 2 6 : 3 | 27:50 — Джо Павелски (М. Янмарк, Д. Гурьянов) 37:31 — Миро Хейсканен (бол.) (Д. Гурьянов, Р. Хинц) 54:12 — Джейми Бенн (бол.) (Д. Гурьянов, М. Хейсканен) |                                                     | Судьи: Дэн О’Рурк Крис Руни Линейные судьи: Скотт Черри Кил Марчисон |
| |                                                       | |                                                     | Судьи: Дэн О’Рурк Крис Руни Линейные судьи: Скотт Черри Кил Марчисон |
| |                                                       | |                                                     | Судьи: Дэн О’Рурк Крис Руни Линейные судьи: Скотт Черри Кил Марчисон |
| |                                                       | |                                                     | Судьи: Дэн О’Рурк Крис Руни Линейные судьи: Скотт Черри Кил Марчисон |
| 18 мин | Штраф                                                 | 38 мин |                                                     | Судьи: Дэн О’Рурк Крис Руни Линейные судьи: Скотт Черри Кил Марчисон |
| |                                                       | |                                                     |                                                                      |
| | 41                                                    | Броски | 34                                                  |                                                                      |

| 2 сентября 20:00 | Даллас Старз | 1 : 4 (1:1, 0:1, 0:2) | Колорадо Эвеланш | Роджерс Плэйс |

| Отчёт                                           | Отчёт                       | Отчёт | Отчёт           | Отчёт                                                                         |
| ----------------------------------------------- | --------------------------- | --- | --------------- | ----------------------------------------------------------------------------- |
|                                                 |                             | |                 |                                                                               |
|                                                 | Антон Худобин               | Вратари | Майкл Хатчинсон | Судьи: Брэд Майер Франсуа Сан-Лоран Линейные судьи: Пьер Расико Джонни Мюррей |
|                                                 | Голы:                       | |                 | Судьи: Брэд Майер Франсуа Сан-Лоран Линейные судьи: Пьер Расико Джонни Мюррей |
| Миро Хейсканен — 17:35 (М. Янмарк, Д. Гурьянов) | 1 : 0 1 : 1 : 2 1 : 3 1 : 4 | 19:28 — Никита Задоров (В. Наместников) 27:48 — Кейл Макар (М. Рантанен, С. Жирар) 43:21 — Микко Рантанен (Н. Маккиннон, А. Бураковски) 57:14 — Натан Маккиннон (п.в.) |                 | Судьи: Брэд Майер Франсуа Сан-Лоран Линейные судьи: Пьер Расико Джонни Мюррей |
|                                                 |                             | |                 | Судьи: Брэд Майер Франсуа Сан-Лоран Линейные судьи: Пьер Расико Джонни Мюррей |
|                                                 |                             | |                 | Судьи: Брэд Майер Франсуа Сан-Лоран Линейные судьи: Пьер Расико Джонни Мюррей |
|                                                 |                             | |                 | Судьи: Брэд Майер Франсуа Сан-Лоран Линейные судьи: Пьер Расико Джонни Мюррей |
| 20 мин                                          | Штраф                       | 12 мин |                 | Судьи: Брэд Майер Франсуа Сан-Лоран Линейные судьи: Пьер Расико Джонни Мюррей |
|                                                 |                             | |                 |                                                                               |
|                                                 | 28                          | Броски | 24              |                                                                               |

| 4 сентября 16:00 | Колорадо Эвеланш | 4 : 5 (ОТ) (2:1, 1:1, 1:2, 0:1) | Даллас Старз | Роджерс Плэйс |

| Отчёт | Отчёт                                             | Отчёт | Отчёт         | Отчёт                                                                       |
| --- | ------------------------------------------------- | --- | ------------- | --------------------------------------------------------------------------- |
| |                                                   | |               |                                                                             |
| | Майкл Хатчинсон                                   | Вратари | Антон Худобин | Судьи: Стив Козари Келли Сазерленд Линейные судьи: Кил Марчисон Скотт Черри |
| | Голы:                                             | |               | Судьи: Стив Козари Келли Сазерленд Линейные судьи: Кил Марчисон Скотт Черри |
| Владислав Наместников — 03:48 (И. Коул, Н. Кадри) Андре Бураковски — 09:43 Назем Кадри (бол.) — 25:45 (М. Рантанен, А Бураковски) Владислав Наместников — 56:20 (Джей Ти Комфер, Н. Задоров) | 0 : 1 : 1 2 : 1 2 : 2 3 : 2 3 : 3 4 : 3 4 : 4 : 5 | 02:39 — Александр Радулов (бол.) (Дж. Павелски, М. Хейсканен) 23:06 — Йоэль Кивиранта (Д. Гурьянов, Й. Клингберг) 51:28 — Александр Радулов (бол.) (Й. Клингберг, Дж. Бенн) 56:30 — Йоэль Кивиранта (Р. Хинц, М. Хейсканен) 67:24 — Йоэль Кивиранта (А. Секера, Дж. Олексяк) |               | Судьи: Стив Козари Келли Сазерленд Линейные судьи: Кил Марчисон Скотт Черри |
| |                                                   | |               | Судьи: Стив Козари Келли Сазерленд Линейные судьи: Кил Марчисон Скотт Черри |
| |                                                   | |               | Судьи: Стив Козари Келли Сазерленд Линейные судьи: Кил Марчисон Скотт Черри |
| |                                                   | |               | Судьи: Стив Козари Келли Сазерленд Линейные судьи: Кил Марчисон Скотт Черри |
| 4 мин | Штраф                                             | 8 мин |               | Судьи: Стив Козари Келли Сазерленд Линейные судьи: Кил Марчисон Скотт Черри |
| |                                                   | |               |                                                                             |
| | 44                                                | Броски | 36            |                                                                             |

## Финалы конференций
Начало матчей указано по Североамериканскому восточному времени (UTC-4).

### Восточная конференция

#### «Нью-Йорк Айлендерс» (6) — «Тампа-Бэй Лайтнинг» (2)
Третья встреча «Айлендерс» и «Тампы» в плей-офф, две из которых выиграли «Лайтнинг». Предыдущая состоялась в первом раунде розыгрыша Кубка Стэнли 2016 года, где «Тампа» одержала победу в серии в пяти матчах. В регулярном чемпионате 2019/20 команды провели между собой три матча, в двух из которых победу одержали «Айлендерс».
«Тампа» выиграла серию в шести матчах и завоевала свой третий в истории Приз принца Уэльского. Нападающий «Лайтнинг» Никита Кучеров стал самым результативным игроком серии, набрав в шести матчах 10 (2+8) очков, а также вышел на первое место по количеству заброшенных шайб за клуб в матчах плей-офф обойдя Мартена Сан-Луи.
| 7 сентября 20:00 | Тампа-Бэй Лайтнинг | 8 : 2 (3:1, 2:0, 3:1) | Нью-Йорк Айлендерс | Роджерс Плэйс |

| Отчёт | Отчёт                                                       | Отчёт                                                                                  | Отчёт                                                   | Отчёт                                                                  |
| --- | ----------------------------------------------------------- | -------------------------------------------------------------------------------------- | ------------------------------------------------------- | ---------------------------------------------------------------------- |
| |                                                             |                                                                                        |                                                         |                                                                        |
| | Андрей Василевский                                          | Вратари                                                                                | 00:00-10:46 — Томас Грайсс 10:46-60:00 — Семён Варламов | Судьи: Дэн О’Рурк Крис Руни Линейные судьи: Джонни Мюррей Брэд Ковачик |
| | Голы:                                                       |                                                                                        |                                                         | Судьи: Дэн О’Рурк Крис Руни Линейные судьи: Джонни Мюррей Брэд Ковачик |
| Брэйден Пойнт — 01:14 (Б. Коулман, Л. Шенн) Виктор Хедман (бол.) — 08:12 (Б. Пойнт, Н. Кучеров) Райан Макдона — 10:46 (Н. Кучеров, М. Сергачёв) Янни Гурд — 24:03 (П. Марун, К. Шаттенкирк) Брэйден Пойнт (бол.) — 33:18 (В. Хедман, Н. Кучеров) Никита Кучеров — 45:51 (Б. Пойнт, К. Шаттенкирк) Ондржей Палат — 49:31 (Б. Пойнт, Н. Кучеров) Янни Гурд (бол.) — 53:15 (К. Шаттенкирк, В. Хедман) | 1 : 0 1 : 1 2 : 1 3 : 1 4 : 1 5 : 1 6 : 1 6 : 2 7 : 2 8 : 2 | 04:33 — Джордан Эберле (бол.) (А. Ли, М. Барзал) 48:46 — Ник Ледди (А. Ли, Дж. Эберле) |                                                         | Судьи: Дэн О’Рурк Крис Руни Линейные судьи: Джонни Мюррей Брэд Ковачик |
| |                                                             |                                                                                        |                                                         | Судьи: Дэн О’Рурк Крис Руни Линейные судьи: Джонни Мюррей Брэд Ковачик |
| |                                                             |                                                                                        |                                                         | Судьи: Дэн О’Рурк Крис Руни Линейные судьи: Джонни Мюррей Брэд Ковачик |
| |                                                             |                                                                                        |                                                         | Судьи: Дэн О’Рурк Крис Руни Линейные судьи: Джонни Мюррей Брэд Ковачик |
| 12 мин | Штраф                                                       | 24 мин                                                                                 |                                                         | Судьи: Дэн О’Рурк Крис Руни Линейные судьи: Джонни Мюррей Брэд Ковачик |
| |                                                             |                                                                                        |                                                         |                                                                        |
| | 34                                                          | Броски                                                                                 | 24                                                      |                                                                        |

| 9 сентября 20:00 | Тампа-Бэй Лайтнинг | 2 : 1 (1:1, 0:0, 1:0) | Нью-Йорк Айлендерс | Роджерс Плэйс |

| Отчёт                                                                 | Отчёт              | Отчёт                          | Отчёт          | Отчёт                                                                       |
| --------------------------------------------------------------------- | ------------------ | ------------------------------ | -------------- | --------------------------------------------------------------------------- |
|                                                                       |                    |                                |                |                                                                             |
|                                                                       | Андрей Василевский | Вратари                        | Семён Варламов | Судьи: Келли Сазерленд Стив Козари Линейные судьи: Скотт Черри Кил Марчисон |
|                                                                       | Голы:              |                                |                | Судьи: Келли Сазерленд Стив Козари Линейные судьи: Скотт Черри Кил Марчисон |
| Виктор Хедман — 18:25 (Б. Гудроу) Никита Кучеров — 59:51 (Р. Макдона) | 0 : 1 : 1 2 : 1    | 01:24 — Мэтт Мартин (Н. Ледди) |                | Судьи: Келли Сазерленд Стив Козари Линейные судьи: Скотт Черри Кил Марчисон |
|                                                                       |                    |                                |                | Судьи: Келли Сазерленд Стив Козари Линейные судьи: Скотт Черри Кил Марчисон |
|                                                                       |                    |                                |                | Судьи: Келли Сазерленд Стив Козари Линейные судьи: Скотт Черри Кил Марчисон |
|                                                                       |                    |                                |                | Судьи: Келли Сазерленд Стив Козари Линейные судьи: Скотт Черри Кил Марчисон |
| 28 мин                                                                | Штраф              | 13 мин                         |                | Судьи: Келли Сазерленд Стив Козари Линейные судьи: Скотт Черри Кил Марчисон |
|                                                                       |                    |                                |                |                                                                             |
|                                                                       | 21                 | Броски                         | 28             |                                                                             |

| 11 сентября 20:00 | Нью-Йорк Айлендерс | 5 : 3 (1:1, 2:0, 2:2) | Тампа-Бэй Лайтнинг | Роджерс Плэйс |

| Отчёт | Отчёт                                           | Отчёт | Отчёт              | Отчёт                                                               |
| --- | ----------------------------------------------- | --- | ------------------ | ------------------------------------------------------------------- |
| |                                                 | |                    |                                                                     |
| | Семён Варламов                                  | Вратари | Андрей Василевский | Судьи: Жан Эбер Горд Дуайер Линейные судьи: Дерек Амелл Стив Бартон |
| | Голы:                                           | |                    | Судьи: Жан Эбер Горд Дуайер Линейные судьи: Дерек Амелл Стив Бартон |
| Кэл Клаттербак — 12:58 (Р. Пулок, М. Мартин) Адам Пелек — 31:50 (Ж.-Г. Пажо, М. Барзал) Энтони Бовилье — 33:50 (Б. Нельсон, Д. Тэйвз) Брок Нельсон — 56:35 (Э. Бовилье, Дж. Бэйли) Жан-Габриэль Пажо (п.в.) — 59:24 (Дж. Бэйли) | 1 : 0 1 : 1 2 : 1 3 : 1 3 : 2 3 : 3 4 : 3 5 : 3 | 16:31 — Михаил Сергачёв (Я. Гурд) 42:32 — Ондржей Палат (бол.) (Н. Кучеров, М. Сергачёв) 52:04 — Тайлер Джонсон (Э. Чернак, К. Верхеги) |                    | Судьи: Жан Эбер Горд Дуайер Линейные судьи: Дерек Амелл Стив Бартон |
| |                                                 | |                    | Судьи: Жан Эбер Горд Дуайер Линейные судьи: Дерек Амелл Стив Бартон |
| |                                                 | |                    | Судьи: Жан Эбер Горд Дуайер Линейные судьи: Дерек Амелл Стив Бартон |
| |                                                 | |                    | Судьи: Жан Эбер Горд Дуайер Линейные судьи: Дерек Амелл Стив Бартон |
| 29 мин | Штраф                                           | 41 мин |                    | Судьи: Жан Эбер Горд Дуайер Линейные судьи: Дерек Амелл Стив Бартон |
| |                                                 | |                    |                                                                     |
| | 35                                              | Броски | 37                 |                                                                     |

| 13 сентября 15:00 | Нью-Йорк Айлендерс | 1 : 4 (0:0, 1:2, 0:2) | Тампа-Бэй Лайтнинг | Роджерс Плэйс |

| Отчёт                            | Отчёт                       | Отчёт | Отчёт              | Отчёт                                                                          |
| -------------------------------- | --------------------------- | --- | ------------------ | ------------------------------------------------------------------------------ |
|                                  |                             | |                    |                                                                                |
|                                  | Семён Варламов              | Вратари | Андрей Василевский | Судьи: Уэс Макколи Франсис Шаррон Линейные судьи: Мэтт Макферсон Грег Деворски |
|                                  | Голы:                       | |                    | Судьи: Уэс Макколи Франсис Шаррон Линейные судьи: Мэтт Макферсон Грег Деворски |
| Брок Нельсон — 31:27 (Дж. Бэйли) | 1 : 0 1 : 1 : 2 1 : 3 1 : 4 | 31:42 — Блейк Коулман (Я. Гурд, А. Василевский) 31:54 — Ондржей Палат (Н. Кучеров, Б. Пойнт) 43:33 — Брэйден Пойнт (О. Палат, Н. Кучеров) 57:35 — Патрик Марун (п.в.) (Я. Гурд, С. Пакетт) |                    | Судьи: Уэс Макколи Франсис Шаррон Линейные судьи: Мэтт Макферсон Грег Деворски |
|                                  |                             | |                    | Судьи: Уэс Макколи Франсис Шаррон Линейные судьи: Мэтт Макферсон Грег Деворски |
|                                  |                             | |                    | Судьи: Уэс Макколи Франсис Шаррон Линейные судьи: Мэтт Макферсон Грег Деворски |
|                                  |                             | |                    | Судьи: Уэс Макколи Франсис Шаррон Линейные судьи: Мэтт Макферсон Грег Деворски |
| 8 мин                            | Штраф                       | 8 мин |                    | Судьи: Уэс Макколи Франсис Шаррон Линейные судьи: Мэтт Макферсон Грег Деворски |
|                                  |                             | |                    |                                                                                |
|                                  | 27                          | Броски | 36                 |                                                                                |

| 15 сентября 20:00 | Тампа-Бэй Лайтнинг | 1 : 2 (2ОТ) (0:1, 1:0, 0:0, 0:0, 0:1) | Нью-Йорк Айлендерс | Роджерс Плэйс |

| Отчёт                                       | Отчёт              | Отчёт                                                                           | Отчёт          | Отчёт                                                                  |
| ------------------------------------------- | ------------------ | ------------------------------------------------------------------------------- | -------------- | ---------------------------------------------------------------------- |
|                                             |                    |                                                                                 |                |                                                                        |
|                                             | Андрей Василевский | Вратари                                                                         | Семён Варламов | Судьи: Дэн О’Рурк Крис Руни Линейные судьи: Джонни Мюррей Брэд Ковачик |
|                                             | Голы:              |                                                                                 |                | Судьи: Дэн О’Рурк Крис Руни Линейные судьи: Джонни Мюррей Брэд Ковачик |
| Виктор Хедман — 24:00 (Б. Коулман, Л. Шенн) | 0 : 1 : 1 1 : 2    | 15:41 — Райан Пулок (бол.) (Н. Ледди, М. Барзал) 92:30 — Джордан Эберле (А. Ли) |                | Судьи: Дэн О’Рурк Крис Руни Линейные судьи: Джонни Мюррей Брэд Ковачик |
|                                             |                    |                                                                                 |                | Судьи: Дэн О’Рурк Крис Руни Линейные судьи: Джонни Мюррей Брэд Ковачик |
|                                             |                    |                                                                                 |                | Судьи: Дэн О’Рурк Крис Руни Линейные судьи: Джонни Мюррей Брэд Ковачик |
|                                             |                    |                                                                                 |                | Судьи: Дэн О’Рурк Крис Руни Линейные судьи: Джонни Мюррей Брэд Ковачик |
| 6 мин                                       | Штраф              | 6 мин                                                                           |                | Судьи: Дэн О’Рурк Крис Руни Линейные судьи: Джонни Мюррей Брэд Ковачик |
|                                             |                    |                                                                                 |                |                                                                        |
|                                             | 37                 | Броски                                                                          | 24             |                                                                        |

| 17 сентября 20:00 | Нью-Йорк Айлендерс | 1 : 2 (ОТ) (1:1, 0:0, 0:0, 0:1) | Тампа-Бэй Лайтнинг | Роджерс Плэйс |

| Отчёт                                  | Отчёт           | Отчёт                                                                                        | Отчёт              | Отчёт                                                               |
| -------------------------------------- | --------------- | -------------------------------------------------------------------------------------------- | ------------------ | ------------------------------------------------------------------- |
|                                        |                 |                                                                                              |                    |                                                                     |
|                                        | Семён Варламов  | Вратари                                                                                      | Андрей Василевский | Судьи: Горд Дуайер Жан Эбер Линейные судьи: Дерек Амелл Стив Бартон |
|                                        | Голы:           |                                                                                              |                    | Судьи: Горд Дуайер Жан Эбер Линейные судьи: Дерек Амелл Стив Бартон |
| Девон Тэйвз — 04:15 (А. Ли, М. Барзал) | 1 : 0 1 : 1 : 2 | 06:28 — Виктор Хедман (Э. Чернак, Н. Кучеров) 73:18 — Энтони Сирелли (Б. Гудроу, А. Киллорн) |                    | Судьи: Горд Дуайер Жан Эбер Линейные судьи: Дерек Амелл Стив Бартон |
|                                        |                 |                                                                                              |                    | Судьи: Горд Дуайер Жан Эбер Линейные судьи: Дерек Амелл Стив Бартон |
|                                        |                 |                                                                                              |                    | Судьи: Горд Дуайер Жан Эбер Линейные судьи: Дерек Амелл Стив Бартон |
|                                        |                 |                                                                                              |                    | Судьи: Горд Дуайер Жан Эбер Линейные судьи: Дерек Амелл Стив Бартон |
| 10 мин                                 | Штраф           | 4 мин                                                                                        |                    | Судьи: Горд Дуайер Жан Эбер Линейные судьи: Дерек Амелл Стив Бартон |
|                                        |                 |                                                                                              |                    |                                                                     |
|                                        | 27              | Броски                                                                                       | 48                 |                                                                     |

### Западная конференция

#### «Вегас Голден Найтс» (1) — «Даллас Старз» (3)
Первая встреча «Вегаса» и «Далласа» в плей-офф. В регулярном чемпионате 2019/20 команды выиграли друг у друга по одному матчу. В матче квалификационного раунда Кубка Стэнли 2020 «Голден Найтс» одержали победу над «Старз» со счётом 5:3.
«Даллас» выиграл серию со счётом 4-1 и в третий раз (четвёртый включая «Миннесоту Норт Старз») в своей истории стал чемпионом конференции. Самым результативным игроком серии стал капитан «Старз» Джейми Бенн, который в пяти матчах набрал 5 (3+2) очков.
| 6 сентября 20:00 | Вегас Голден Найтс | 0 : 1 (0:1, 0:0, 0:0) | Даллас Старз | Роджерс Плэйс |

| Отчёт | Отчёт            | Отчёт                                      | Отчёт         | Отчёт                                                                       |
| ----- | ---------------- | ------------------------------------------ | ------------- | --------------------------------------------------------------------------- |
|       |                  |                                            |               |                                                                             |
|       | Марк-Андре Флёри | Вратари                                    | Антон Худобин | Судьи: Келли Сазерленд Стив Козари Линейные судьи: Скотт Черри Кил Марчисон |
|       | Голы:            |                                            |               | Судьи: Келли Сазерленд Стив Козари Линейные судьи: Скотт Черри Кил Марчисон |
|       | 0 : 1            | 02:36 — Йон Клингберг (Дж. Бенн, Р. Факса) |               | Судьи: Келли Сазерленд Стив Козари Линейные судьи: Скотт Черри Кил Марчисон |
|       |                  |                                            |               | Судьи: Келли Сазерленд Стив Козари Линейные судьи: Скотт Черри Кил Марчисон |
|       |                  |                                            |               | Судьи: Келли Сазерленд Стив Козари Линейные судьи: Скотт Черри Кил Марчисон |
|       |                  |                                            |               | Судьи: Келли Сазерленд Стив Козари Линейные судьи: Скотт Черри Кил Марчисон |
| 4 мин | Штраф            | 8 мин                                      |               | Судьи: Келли Сазерленд Стив Козари Линейные судьи: Скотт Черри Кил Марчисон |
|       |                  |                                            |               |                                                                             |
|       | 25               | Броски                                     | 25            |                                                                             |

| 8 сентября 20:00 | Вегас Голден Найтс | 3 : 0 (0:0, 3:0, 0:0) | Даллас Старз | Роджерс Плэйс |

| Отчёт | Отчёт             | Отчёт   | Отчёт                                                     | Отчёт                                                               |
| --- | ----------------- | ------- | --------------------------------------------------------- | ------------------------------------------------------------------- |
| |                   |         |                                                           |                                                                     |
| | Робин Ленер       | Вратари | 00:00-40:00 — Антон Худобин 40:00-60:00 — Джейк Оттинджер | Судьи: Горд Дуайер Жан Эбер Линейные судьи: Дерек Амелл Стив Бартон |
| | Голы:             |         |                                                           | Судьи: Горд Дуайер Жан Эбер Линейные судьи: Дерек Амелл Стив Бартон |
| Пол Штястны — 24:53 (М. Пачиоретти, Б. Макнэбб) Вильям Карлссон (бол.) — 28:24 (Ш. Теодор, П. Штястны) Томаш Носек — 34:32 (Ч. Стивенсон, Н. Руа) | 1 : 0 2 : 0 3 : 0 |         |                                                           | Судьи: Горд Дуайер Жан Эбер Линейные судьи: Дерек Амелл Стив Бартон |
| |                   |         |                                                           | Судьи: Горд Дуайер Жан Эбер Линейные судьи: Дерек Амелл Стив Бартон |
| |                   |         |                                                           | Судьи: Горд Дуайер Жан Эбер Линейные судьи: Дерек Амелл Стив Бартон |
| |                   |         |                                                           | Судьи: Горд Дуайер Жан Эбер Линейные судьи: Дерек Амелл Стив Бартон |
| 4 мин | Штраф             | 14 мин  |                                                           | Судьи: Горд Дуайер Жан Эбер Линейные судьи: Дерек Амелл Стив Бартон |
| |                   |         |                                                           |                                                                     |
| | 32                | Броски  | 24                                                        |                                                                     |

| 10 сентября 20:00 | Даллас Старз | 3 : 2 (ОТ) (0:0, 1:0, 1:2, 1:0) | Вегас Голден Найтс | Роджерс Плэйс |

| Отчёт | Отчёт                         | Отчёт                                                                            | Отчёт       | Отчёт                                                                          |
| --- | ----------------------------- | -------------------------------------------------------------------------------- | ----------- | ------------------------------------------------------------------------------ |
| |                               |                                                                                  |             |                                                                                |
| | Антон Худобин                 | Вратари                                                                          | Робин Ленер | Судьи: Уэс Макколи Франсис Шаррон Линейные судьи: Грег Деворски Мэтт Макферсон |
| | Голы:                         |                                                                                  |             | Судьи: Уэс Макколи Франсис Шаррон Линейные судьи: Грег Деворски Мэтт Макферсон |
| Джейми Олексяк — 39:43 (М. Хейсканен, Б. Комо) Джейми Бенн — 47:35 (Т. Сегин, Дж. Хенли) Александр Радулов — 60:31 (Дж. Павелски, Дж. Бенн) | 1 : 0 1 : 1 2 : 1 2 : 2 3 : 2 | 43:49 — Ши Теодор (бол.) (М. Стоун, Ж. Маршессо) 52:46 — Алекс Так (В. Карлссон) |             | Судьи: Уэс Макколи Франсис Шаррон Линейные судьи: Грег Деворски Мэтт Макферсон |
| |                               |                                                                                  |             | Судьи: Уэс Макколи Франсис Шаррон Линейные судьи: Грег Деворски Мэтт Макферсон |
| |                               |                                                                                  |             | Судьи: Уэс Макколи Франсис Шаррон Линейные судьи: Грег Деворски Мэтт Макферсон |
| |                               |                                                                                  |             | Судьи: Уэс Макколи Франсис Шаррон Линейные судьи: Грег Деворски Мэтт Макферсон |
| 8 мин | Штраф                         | 2 мин                                                                            |             | Судьи: Уэс Макколи Франсис Шаррон Линейные судьи: Грег Деворски Мэтт Макферсон |
| |                               |                                                                                  |             |                                                                                |
| | 23                            | Броски                                                                           | 40          |                                                                                |

| 12 сентября 20:00 | Даллас Старз | 2 : 1 (0:0, 2:1, 0:0) | Вегас Голден Найтс | Роджерс Плэйс |

| Отчёт                                                                                    | Отчёт           | Отчёт                                               | Отчёт       | Отчёт                                                                  |
| ---------------------------------------------------------------------------------------- | --------------- | --------------------------------------------------- | ----------- | ---------------------------------------------------------------------- |
|                                                                                          |                 |                                                     |             |                                                                        |
|                                                                                          | Антон Худобин   | Вратари                                             | Робин Ленер | Судьи: Дэн О’Рурк Крис Руни Линейные судьи: Брэд Ковачик Джонни Мюррей |
|                                                                                          | Голы:           |                                                     |             | Судьи: Дэн О’Рурк Крис Руни Линейные судьи: Брэд Ковачик Джонни Мюррей |
| Джо Павелски — 31:34 (Э. Коглиано) Джейми Бенн (бол.) — 39:01 (Й. Клингберг, А. Радулов) | 0 : 1 : 1 2 : 1 | 27:44 — Алек Мартинес (бол.) (Н. Шмидт, П. Штястны) |             | Судьи: Дэн О’Рурк Крис Руни Линейные судьи: Брэд Ковачик Джонни Мюррей |
|                                                                                          |                 |                                                     |             | Судьи: Дэн О’Рурк Крис Руни Линейные судьи: Брэд Ковачик Джонни Мюррей |
|                                                                                          |                 |                                                     |             | Судьи: Дэн О’Рурк Крис Руни Линейные судьи: Брэд Ковачик Джонни Мюррей |
|                                                                                          |                 |                                                     |             | Судьи: Дэн О’Рурк Крис Руни Линейные судьи: Брэд Ковачик Джонни Мюррей |
| 10 мин                                                                                   | Штраф           | 8 мин                                               |             | Судьи: Дэн О’Рурк Крис Руни Линейные судьи: Брэд Ковачик Джонни Мюррей |
|                                                                                          |                 |                                                     |             |                                                                        |
|                                                                                          | 20              | Броски                                              | 33          |                                                                        |

| 14 сентября 20:00 | Вегас Голден Найтс | 2 : 3 (ОТ) (1:0, 0:0, 1:2, 0:1) | Даллас Старз | Роджерс Плэйс |

| Отчёт                                                                          | Отчёт                       | Отчёт | Отчёт         | Отчёт                                                                       |
| ------------------------------------------------------------------------------ | --------------------------- | --- | ------------- | --------------------------------------------------------------------------- |
|                                                                                |                             | |               |                                                                             |
|                                                                                | Робин Ленер                 | Вратари | Антон Худобин | Судьи: Стив Козари Келли Сазерленд Линейные судьи: Кил Марчисон Скотт Черри |
|                                                                                | Голы:                       | |               | Судьи: Стив Козари Келли Сазерленд Линейные судьи: Кил Марчисон Скотт Черри |
| Чендлер Стивенсон — 08:14 (Ш. Теодор, А. Так) Райлли Смит — 40:15 (П. Штястны) | 1 : 0 2 : 0 2 : 1 2 : 2 : 3 | 49:54 — Джейми Бенн (А. Радулов, Э. Линделль) 56:13 — Йоэль Кивиранта (Й. Клингберг, Д. Гурьянов) 63:36 — Денис Гурьянов (бол.) (Й. Клингберг, Р. Хинц) |               | Судьи: Стив Козари Келли Сазерленд Линейные судьи: Кил Марчисон Скотт Черри |
|                                                                                |                             | |               | Судьи: Стив Козари Келли Сазерленд Линейные судьи: Кил Марчисон Скотт Черри |
|                                                                                |                             | |               | Судьи: Стив Козари Келли Сазерленд Линейные судьи: Кил Марчисон Скотт Черри |
|                                                                                |                             | |               | Судьи: Стив Козари Келли Сазерленд Линейные судьи: Кил Марчисон Скотт Черри |
| 12 мин                                                                         | Штраф                       | 10 мин |               | Судьи: Стив Козари Келли Сазерленд Линейные судьи: Кил Марчисон Скотт Черри |
|                                                                                |                             | |               |                                                                             |
|                                                                                | 36                          | Броски | 26            |                                                                             |

## Финал Кубка Стэнли
Начало матчей указано по Североамериканскому восточному времени (UTC-4).

### «Тампа-Бэй Лайтнинг» (2) — «Даллас Старз» (3)
Первая встреча «Тампы» и «Далласа» в плей-офф. В регулярном чемпионате 2019/20 команды встречались между собой два раза и оба матча выиграли «звёзды». Для «Лайтнинг» этот финал является третьим в истории, а для «Старз» пятым, включая «Миннесоту Норт Старз». Каждая из команд имеет на своём счету по одному Кубку Стэнли.
«Тампа» выиграла серию в шести матчах и завоевала второй в своей истории Кубок Стэнли. Нападающий «Даллас Старз» Джо Павелски забив гол в пятом матче финала, с 61 шайбой в карьере вышел на 1-е место среди американцев в списке лучших снайперов в матчах плей-офф. Голкипер «Лайтнинг» Андрей Василевский одержал в плей-офф 2020 года 18 побед и установил новый рекорд НХЛ по количеству вратарских побед в одном розыгрыше Кубка Стэнли. Самыми результативными игроками финала стали нападающие «Тампы» Брэйден Пойнт и Никита Кучеров, которые в шести матчах набрали по 8 очков, а обладателем «Конн Смайт Трофи» стал их одноклубник, защитник Виктор Хедман.
| 19 сентября 19:30 | Тампа-Бэй Лайтнинг | 1 : 4 (1:1, 0:2, 0:1) | Даллас Старз | Роджерс Плэйс |

| Отчёт                                     | Отчёт                       | Отчёт | Отчёт         | Отчёт                                                                         |
| ----------------------------------------- | --------------------------- | --- | ------------- | ----------------------------------------------------------------------------- |
|                                           |                             | |               |                                                                               |
|                                           | Андрей Василевский          | Вратари | Антон Худобин | Судьи: Франсис Шаррон Уэс Макколи Линейные судьи: Брэд Ковачик Мэтт Макферсон |
|                                           | Голы:                       | |               | Судьи: Франсис Шаррон Уэс Макколи Линейные судьи: Брэд Ковачик Мэтт Макферсон |
| Янни Гурд — 12:32 (Б. Коулман, Б. Гудроу) | 0 : 1 : 1 1 : 2 1 : 3 1 : 4 | 05:40 — Джоэл Хенли (Р. Хинц) 32:30 — Джейми Олексяк (А. Радулов, М. Хейсканен) 39:32 — Йоэль Кивиранта (Э. Линделль, Й. Клингберг) 58:42 — Джейсон Дикинсон (п.в.) (Б. Комо, М. Янмарк) |               | Судьи: Франсис Шаррон Уэс Макколи Линейные судьи: Брэд Ковачик Мэтт Макферсон |
|                                           |                             | |               | Судьи: Франсис Шаррон Уэс Макколи Линейные судьи: Брэд Ковачик Мэтт Макферсон |
|                                           |                             | |               | Судьи: Франсис Шаррон Уэс Макколи Линейные судьи: Брэд Ковачик Мэтт Макферсон |
|                                           |                             | |               | Судьи: Франсис Шаррон Уэс Макколи Линейные судьи: Брэд Ковачик Мэтт Макферсон |
| 16 мин                                    | Штраф                       | 8 мин |               | Судьи: Франсис Шаррон Уэс Макколи Линейные судьи: Брэд Ковачик Мэтт Макферсон |
|                                           |                             | |               |                                                                               |
|                                           | 36                          | Броски | 20            |                                                                               |

| 21 сентября 20:00 | Тампа-Бэй Лайтнинг | 3 : 2 (3:0, 0:1, 0:1) | Даллас Старз | Роджерс Плэйс |

| Отчёт | Отчёт                         | Отчёт | Отчёт         | Отчёт                                                                      |
| --- | ----------------------------- | --- | ------------- | -------------------------------------------------------------------------- |
| |                               | |               |                                                                            |
| | Андрей Василевский            | Вратари                                                                                                  | Антон Худобин | Судьи: Стив Козари Келли Сазерленд Линейные судьи: Дерек Амелл Стив Бартон |
| | Голы:                         | |               | Судьи: Стив Козари Келли Сазерленд Линейные судьи: Дерек Амелл Стив Бартон |
| Брэйден Пойнт (бол.) — 11:23 (Н. Кучеров, В. Хедман) Ондржей Палат (бол.) — 14:22 (Н. Кучеров, В. Хедман) Кевин Шаттенкирк — 15:16 (Б. Коулман, Э. Сирелли) | 1 : 0 2 : 0 3 : 0 3 : 1 3 : 2 | 34:43 — Джо Павелски (бол.) (Й. Клингберг, А. Радулов) 45:27 — Маттиас Янмарк (Й. Клингберг, А. Радулов) |               | Судьи: Стив Козари Келли Сазерленд Линейные судьи: Дерек Амелл Стив Бартон |
| |                               | |               | Судьи: Стив Козари Келли Сазерленд Линейные судьи: Дерек Амелл Стив Бартон |
| |                               | |               | Судьи: Стив Козари Келли Сазерленд Линейные судьи: Дерек Амелл Стив Бартон |
| |                               | |               | Судьи: Стив Козари Келли Сазерленд Линейные судьи: Дерек Амелл Стив Бартон |
| 14 мин | Штраф                         | 12 мин                                                                                                   |               | Судьи: Стив Козари Келли Сазерленд Линейные судьи: Дерек Амелл Стив Бартон |
| |                               | |               |                                                                            |
| | 31                            | Броски                                                                                                   | 29            |                                                                            |

| 23 сентября 20:00 | Даллас Старз | 2 : 5 (1:2, 0:3, 1:0) | Тампа-Бэй Лайтнинг | Роджерс Плэйс |

| Отчёт                                                                                        | Отчёт                                                     | Отчёт | Отчёт              | Отчёт                                                                    |
| -------------------------------------------------------------------------------------------- | --------------------------------------------------------- | --- | ------------------ | ------------------------------------------------------------------------ |
|                                                                                              |                                                           | |                    |                                                                          |
|                                                                                              | Антон Худобин — 00:00-40:00 Джейк Оттинджер — 40:00-60:00 | Вратари | Андрей Василевский | Судьи: Уэс Макколи Дэн О’Рурк Линейные судьи: Мэтт Макферсон Скотт Черри |
|                                                                                              | Голы:                                                     | |                    | Судьи: Уэс Макколи Дэн О’Рурк Линейные судьи: Мэтт Макферсон Скотт Черри |
| Джейсон Дикинсон (мен.) — 11:19 (Р. Хинц) Миро Хейсканен — 46:49 (Дж. Павелски, Э. Коглиано) | 0 : 1 0 : 2 1 : 2 1 : 3 1 : 4 1 : 5 2 : 5                 | 05:33 — Никита Кучеров 06:58 — Стивен Стэмкос (В. Хедман, Я. Рутта) 20:54 — Виктор Хедман (бол.) (Э. Сирелли, О. Палат) 32:02 — Брэйден Пойнт (Н. Кучеров, В. Хедман) 38:55 — Ондржей Палат (Б. Пойнт, К. Шаттенкирк) |                    | Судьи: Уэс Макколи Дэн О’Рурк Линейные судьи: Мэтт Макферсон Скотт Черри |
|                                                                                              |                                                           | |                    | Судьи: Уэс Макколи Дэн О’Рурк Линейные судьи: Мэтт Макферсон Скотт Черри |
|                                                                                              |                                                           | |                    | Судьи: Уэс Макколи Дэн О’Рурк Линейные судьи: Мэтт Макферсон Скотт Черри |
|                                                                                              |                                                           | |                    | Судьи: Уэс Макколи Дэн О’Рурк Линейные судьи: Мэтт Макферсон Скотт Черри |
| 26 мин                                                                                       | Штраф                                                     | 36 мин |                    | Судьи: Уэс Макколи Дэн О’Рурк Линейные судьи: Мэтт Макферсон Скотт Черри |
|                                                                                              |                                                           | |                    |                                                                          |
|                                                                                              | 24                                                        | Броски | 32                 |                                                                          |

| 25 сентября 20:00 | Даллас Старз | 4 : 5 (ОТ) (2:1, 1:2, 1:1, 0:1) | Тампа-Бэй Лайтнинг | Роджерс Плэйс |

| Отчёт | Отчёт                                             | Отчёт | Отчёт              | Отчёт                                                                          |
| --- | ------------------------------------------------- | --- | ------------------ | ------------------------------------------------------------------------------ |
| |                                                   | |                    |                                                                                |
| | Антон Худобин                                     | Вратари | Андрей Василевский | Судьи: Франсис Шаррон Келли Сазерленд Линейные судьи: Брэд Ковачик Стив Бартон |
| | Голы:                                             | |                    | Судьи: Франсис Шаррон Келли Сазерленд Линейные судьи: Брэд Ковачик Стив Бартон |
| Йон Клингберг — 07:17 Джо Павелски — 18:28 (Дж. Бенн, А. Радулов) Кори Перри — 28:26 (Т. Сегин, М. Янмарк) Джо Павелски — 51:35 (Т. Сегин, М. Хейсканен) | 1 : 0 2 : 0 2 : 1 2 : 2 3 : 2 3 : 3 : 4 : 4 4 : 5 | 19:27 — Брэйден Пойнт (О. Палат, К. Шаттенкрирк) 22:08 — Брэйден Пойнт (бол.) (А. Киллорн, Н. Кучеров) 38:54 — Янни Гурд (бол.) (Н. Кучеров, М. Сергачёв) 46:41 — Алекс Киллорн (М. Сергачёв, Э. Сирелли) 66:34 — Кевин Шаттенкирк (бол.) (В. Хедман, П. Марун) |                    | Судьи: Франсис Шаррон Келли Сазерленд Линейные судьи: Брэд Ковачик Стив Бартон |
| |                                                   | |                    | Судьи: Франсис Шаррон Келли Сазерленд Линейные судьи: Брэд Ковачик Стив Бартон |
| |                                                   | |                    | Судьи: Франсис Шаррон Келли Сазерленд Линейные судьи: Брэд Ковачик Стив Бартон |
| |                                                   | |                    | Судьи: Франсис Шаррон Келли Сазерленд Линейные судьи: Брэд Ковачик Стив Бартон |
| 10 мин | Штраф                                             | 8 мин |                    | Судьи: Франсис Шаррон Келли Сазерленд Линейные судьи: Брэд Ковачик Стив Бартон |
| |                                                   | |                    |                                                                                |
| | 30                                                | Броски | 35                 |                                                                                |

| 26 сентября 20:00 | Тампа-Бэй Лайтнинг | 2 : 3 (2ОТ) (0:1, 1:0, 1:1, 0:0, 0:1) | Даллас Старз | Роджерс Плэйс |

| Отчёт                                                                           | Отчёт                     | Отчёт | Отчёт         | Отчёт                                                                 |
| ------------------------------------------------------------------------------- | ------------------------- | --- | ------------- | --------------------------------------------------------------------- |
|                                                                                 |                           | |               |                                                                       |
|                                                                                 | Андрей Василевский        | Вратари | Антон Худобин | Судьи: Стив Козири Дэн О’Рурк Линейные судьи: Дерек Амелл Скотт Черри |
|                                                                                 | Голы:                     | |               | Судьи: Стив Козири Дэн О’Рурк Линейные судьи: Дерек Амелл Скотт Черри |
| Ондржей Палат — 24:37 (Н. Кучеров, Б. Пойнт) Михаил Сергачёв — 43:38 (Б. Пойнт) | 0 : 1 : 1 2 : 1 2 : 2 : 3 | 17:52 — Кори Перри (Т. Сегин, Дж. Олексяк) 53:15 — Джо Павелски (М. Хейсканен, Т. Сегин) 89:23 — Кори Перри (Й. Клингберг, Т. Сегин) |               | Судьи: Стив Козири Дэн О’Рурк Линейные судьи: Дерек Амелл Скотт Черри |
|                                                                                 |                           | |               | Судьи: Стив Козири Дэн О’Рурк Линейные судьи: Дерек Амелл Скотт Черри |
|                                                                                 |                           | |               | Судьи: Стив Козири Дэн О’Рурк Линейные судьи: Дерек Амелл Скотт Черри |
|                                                                                 |                           | |               | Судьи: Стив Козири Дэн О’Рурк Линейные судьи: Дерек Амелл Скотт Черри |
| 4 мин                                                                           | Штраф                     | 2 мин |               | Судьи: Стив Козири Дэн О’Рурк Линейные судьи: Дерек Амелл Скотт Черри |
|                                                                                 |                           | |               |                                                                       |
|                                                                                 | 41                        | Броски | 33            |                                                                       |

| 28 сентября 20:00 | Даллас Старз | 0 : 2 (0:1, 0:1, 0:0) | Тампа-Бэй Лайтнинг | Роджерс Плэйс |

| Отчёт | Отчёт         | Отчёт                                                                                            | Отчёт              | Отчёт                                                                          |
| ----- | ------------- | ------------------------------------------------------------------------------------------------ | ------------------ | ------------------------------------------------------------------------------ |
|       |               |                                                                                                  |                    |                                                                                |
|       | Антон Худобин | Вратари                                                                                          | Андрей Василевский | Судьи: Келли Сазерленд Уэс Макколи Линейные судьи: Мэтт Макферсон Брэд Ковачик |
|       | Голы:         |                                                                                                  |                    | Судьи: Келли Сазерленд Уэс Макколи Линейные судьи: Мэтт Макферсон Брэд Ковачик |
|       | 0 : 1 0 : 2   | 12:23 — Брэйден Пойнт (бол.) (Н. Кучеров, В. Хедман) 27:01 — Блейк Коулман (С. Пакетт, П. Марун) |                    | Судьи: Келли Сазерленд Уэс Макколи Линейные судьи: Мэтт Макферсон Брэд Ковачик |
|       |               |                                                                                                  |                    | Судьи: Келли Сазерленд Уэс Макколи Линейные судьи: Мэтт Макферсон Брэд Ковачик |
|       |               |                                                                                                  |                    | Судьи: Келли Сазерленд Уэс Макколи Линейные судьи: Мэтт Макферсон Брэд Ковачик |
|       |               |                                                                                                  |                    | Судьи: Келли Сазерленд Уэс Макколи Линейные судьи: Мэтт Макферсон Брэд Ковачик |
| 6 мин | Штраф         | 6 мин                                                                                            |                    | Судьи: Келли Сазерленд Уэс Макколи Линейные судьи: Мэтт Макферсон Брэд Ковачик |
|       |               |                                                                                                  |                    |                                                                                |
|       | 22            | Броски                                                                                           | 29                 |                                                                                |

## Статистика игроков

### Полевые игроки
| Игрок           | Команда            | И  | Г  | П  | Очки | +/- |
| --------------- | ------------------ | -- | -- | -- | ---- | --- |
| Никита Кучеров  | Тампа-Бэй Лайтнинг | 25 | 7  | 27 | 34   | +15 |
| Брэйден Пойнт   | Тампа-Бэй Лайтнинг | 23 | 14 | 19 | 33   | +12 |
| Миро Хейсканен  | Даллас Старз       | 26 | 6  | 20 | 26   | +8  |
| Натан Маккиннон | Колорадо Эвеланш   | 15 | 9  | 16 | 25   | +13 |
| Виктор Хедман   | Тампа-Бэй Лайтнинг | 25 | 10 | 12 | 22   | +13 |
| Микко Рантанен  | Колорадо Эвеланш   | 15 | 7  | 14 | 21   | +11 |
| Йон Клингберг   | Даллас Старз       | 25 | 4  | 17 | 21   | -4  |
| Джош Бэйли      | Нью-Йорк Айлендерс | 22 | 2  | 18 | 20   | +8  |
| Джо Павелски    | Даллас Старз       | 26 | 13 | 6  | 19   | +7  |
| Джейми Бенн     | Даллас Старз       | 26 | 8  | 11 | 19   | +3  |

### Вратари
Указаны вратари сыгравшие не менее 420 минут
| Игрок              | Команда              | И  | В  | КН   | %ОБ  | СМ |
| ------------------ | -------------------- | -- | -- | ---- | ---- | -- |
| Йоонас Корписало   | Коламбус Блю Джекетс | 9  | 3  | 1.90 | 94,1 | 2  |
| Кэри Прайс         | Монреаль Канадиенс   | 10 | 5  | 1.78 | 93,6 | 2  |
| Андрей Василевский | Тампа-Бэй Лайтнинг   | 25 | 18 | 1.90 | 92,7 | 1  |
| Картер Харт        | Филадельфия Флайерз  | 14 | 9  | 2.23 | 92,6 | 2  |
| Кэм Тэлбот         | Калгари Флэймз       | 10 | 5  | 2.42 | 92,4 | 2  |